# Jan van Goyen
Jan van Goyen [jan fan chojen] (13. ledna 1596 Leiden – 27. dubna 1656 Haag) byl nizozemský krajinář 17. století.

## Život
Jan van Goyen se narodil v roce 1596 v Leidenu jako syn ševce. Ve věku deseti let se mu dostalo první kreslířské a malířské průpravy kterou mu poskytl Coenraet Adriansz van Schilperoort. V průběhu dvou let prošel malířskými dílnami tří dalších učitelů. V této době se rozhodl věnovat se krajinomalbě a ne malování skla, kterému se učil do té doby.
V Hoornu získal další malířské vzdělání u krajináře Willema Gerritsze. Po absolvování studijní cesty Francií (kolem roku 1615) si ještě jeden rok doplnil vzdělání v Haarlemu u malíře Esaiase van de Velde, který byl o pouhých devět let starší než Goyen. Haarlem byl tehdy výtvarným centrem celého Holandska.
Van Goyen se v roce 1618 se oženil s Annetje van Raelst a otevřel vlastní malířský ateliér v Leidenu. Vedle malování a prodeje svých obrazů byl Jan van Goyen aktivní také jako umělecký znalec a obchodník s uměním, nemovitostmi, pozemky a tulipány, ovšem bez úspěchu. V roce 1632 se se svou ženou a dcerami přestěhoval do Haagu, ve kterém pak žil až do konce života. Také zde dále zkoušel štěstí nejrůznějšími obchodními aktivitami, takže když v roce 1656 zemřel, zanechal svým dědicům dluhy ve výši 18 000 guldenů.
Hospodářský neúspěch a narůstající dluhy však nikterak neovlivnily kvalitu jeho malířského díla, které prozrazuje jasnou mysl, plné soustředění a skvělý pozorovací talent.

## Charakteristika malířského díla

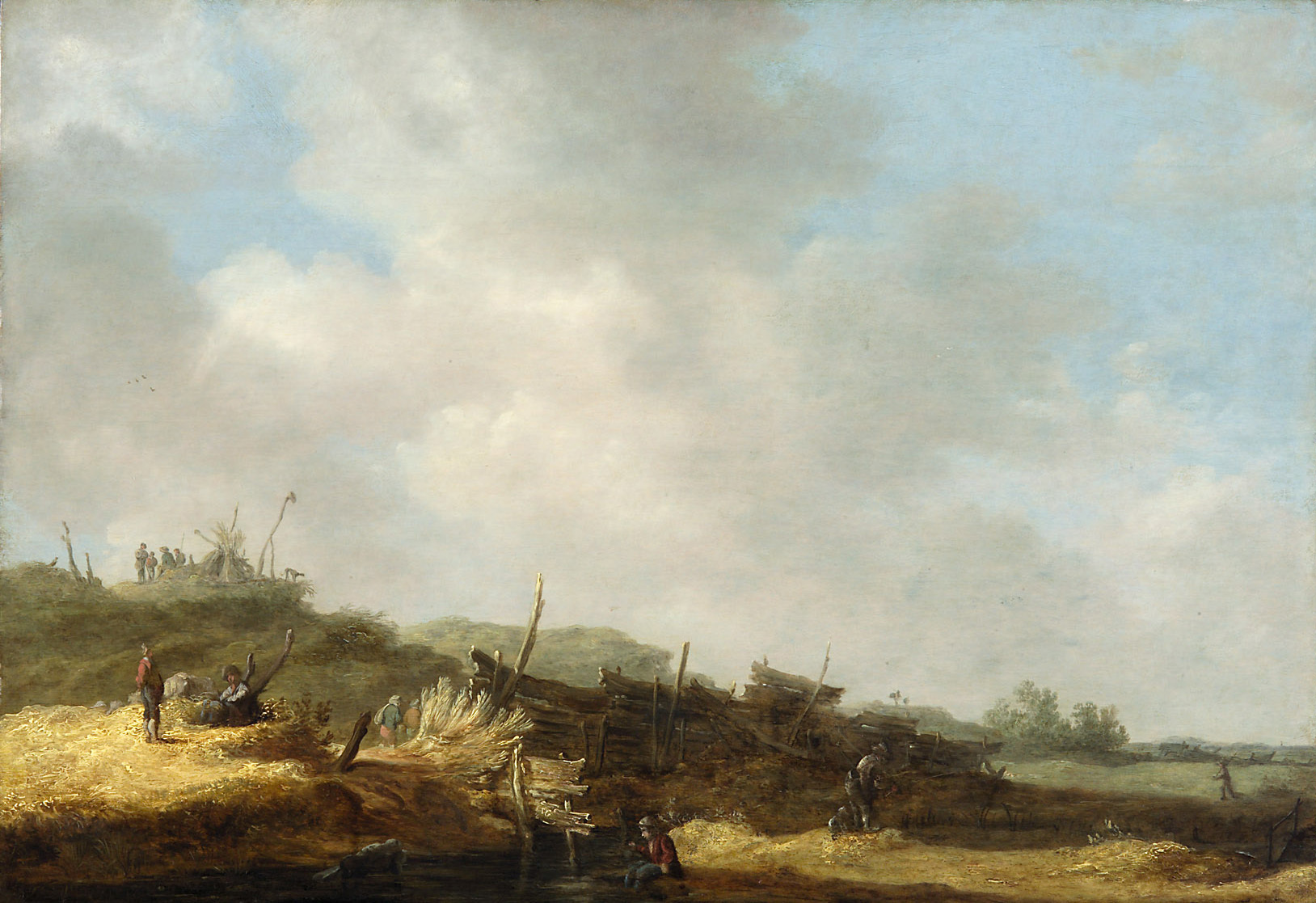
Krajina s dunami, 1630-35

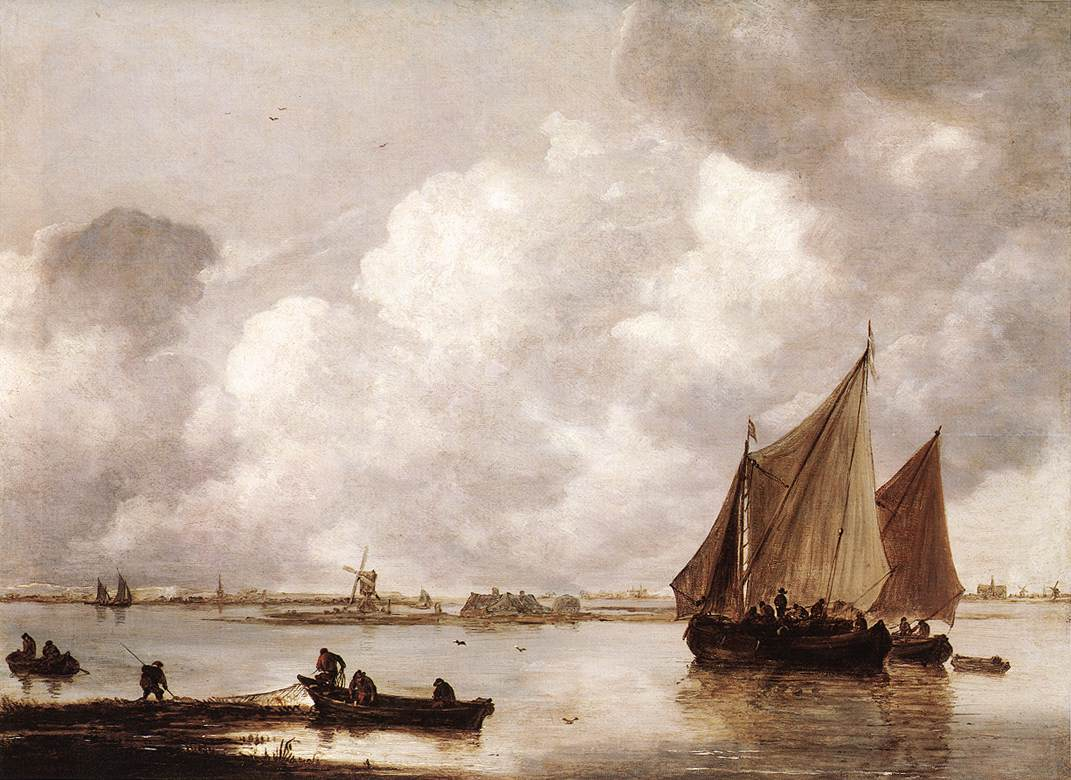
Haarlemské moře, 1656

Vedle Esaiase van de Velde, Salomona van Ruysdaela a Hercula Segherse patří Jan van Goyen k zakladatelům holandské krajinomalby sedmnáctého století. Na rozdíl od předchozích krajin šestnáctého století nejsou jejich krajiny pouhým prostředím a pozadím žánrových výjevů či moralit, ale především krajinou samou o sobě. Krajinou, která zobrazuje relativně neidealizované pohledy na holandský venkov či města a přístavy. Velkou roli přitom hraje zobrazení nebe. Zpravidla je to nebe dramaticky zahalené bouřnými mraky a prozařované sluncem.

### Technika
Goyenovy obrazy jsou malovány technikou olejomalby na dřevěné desce, výjimečně (u větších obrazů) i na plátně. Jejich rozměry jsou většinou 30 × 40 cm, 40 × 50 cm, 40 × 60 cm. Vyskytují se však i menší formáty, například 20 × 30 cm. Existují i kruhové medailony o průměru pouhých 21 cm. Naopak největší Goyenův obraz Pohled na Haag měří 170 × 438 cm a malíř za něj dostal 650 hol. zl. Rozměry i cena tohoto obrazu jsou však pro Goyena skutečně výjimečné. Za průměrný obraz se platilo 15–25 holandských zlatých. Za svůj život malíř namaloval přes tisíc obrazů a dodnes se jich dochovalo několik set.

### Prostor
Své krajiny buduje Goyen pomocí poměrně nízkého horizontu, který je umístěn ve značné vzdálenosti. Do jednotlivých plánů krajiny staví malebné venkovské budovy či věže měst, případně rybářské lodě, plachty a stěžně. Činí tak ale ne proto, aby zabránil pohledu do dálky, nýbrž právě proto aby iluzi nekonečné dálky maximálně podpořil. Právě tato dálka je jednou z věcí, které se malíř snaží ve svých dílech zachytit. Střed obrazů proto bývá zpravidla volný, často je zde však také v dálce umístěna například věž kostela, která slouží jako jakýsi úběžník pohledu. Předměty zobrazené v bližších plánech pak zpravidla bývají umístěny ve zlatém řezu. Velmi častá je také diagonální kompozice, kdy je například zachycen ubíhající břeh řeky. Charakteristické je i to, že na obrazech nikde není zachyceno stanoviště pozorovatele, což výrazně přispívá ke způsobu vnímání těchto krajin. Ačkoli obrazy působí maximálně realistickým dojmem, jsou (tak jako je to ostatně v baroku zcela běžné) velmi pečlivě komponovány v ateliéru na základě studií a skic vytvořených v terénu. Obrazy tedy nejsou, jako to činili například impresionisté, malovány v plenéru přímo. Dodnes se dochovala řada těchto Goyenových skic, které dokládají jeho kreslířskou bravuru.
Český malíř Emil Filla spatřuje v Goynově způsobu budování prostoru snahu postihnout nekončeno – trvání, a tak vlastně zabránit působení „trapnosti času“, ve smyslu jeho unikání, pomíjení. Goyenovy malby proto charakterizuje jako „vyjadřující klid a spočinutí“.

### Barevnost
Důležitou součástí mocného působení Goyenových krajin je paradoxně takřka monochromní barevná paleta. Mezi holandskými krajináři té doby jsou Goyenovy malby spolehlivě nejméně barevnými díly. Mají zpravidla převažující hnědavě-zlatavou barevnost, zelené či modré barvy je v nich velmi málo. O to silnějším dojmem však působí světelné poměry zobrazených krajin. Goyen pracuje zpravidla s velmi dramatickým osvětlením. Velmi často obrazy působí dojmem „protisvětla“, v němž jsou patrné proti bouřnému nebi pouze siluety zachycených předmětů a krajiny. Přitom je však velmi zřídka přímo v obraze namalován i sluneční kotouč jako zdroj tohoto vrženého světla.
Také sám způsob nanášení barev je pro Goyena velmi charakteristický a také nesmírně důležitý pro vyznění díla. Šedavé bouřné mraky jsou nanášeny nesmírně energickými, rychlými tahy tlustým štětcem. Často působí povrch modelujících barevných vrstev takřka našlehaným dojmem. Vedle tohoto energického a strhujícího způsobu však malíř nesmírně jemnými štětci prokresluje detaily postav, lodí či budov, nebojí se detailně modelovat ani listy stromů, traviny na břehu nebo rybářské sítě. Přitom nepůsobí tento postup dojmem manýry, nýbrž je velmi přirozený.
Goyenovy krajiny jsou velmi charakteristickými díly, které si lze poměrně těžko splést s obrazy ostatních tehdejších krajinářů. Přesto už v Goyenově době existovali jeho napodobitelé a i dnes existuje veliké množství sporných děj i vyložených padělků. Goyen navíc ovlivnil i další významné mladší holandské krajináře, například Salomona van Ruysdael, Jacoba van Ruisdael a Meinderta Hobbemu.
Poměrná monochromnost Goyenových krajin vede při jejich reprodukování v knihách či na internetu k tomu, že jsou díky použití různých grafických filtrů při editaci, podávány v daleko jásavější barevnosti, než ve skutečnosti mají. Také proto zde platí dvojnásob, že krásu díla lze v plnosti ocenit pouze konfrontací s originálem.

## Chronologie Goyenova malířského díla

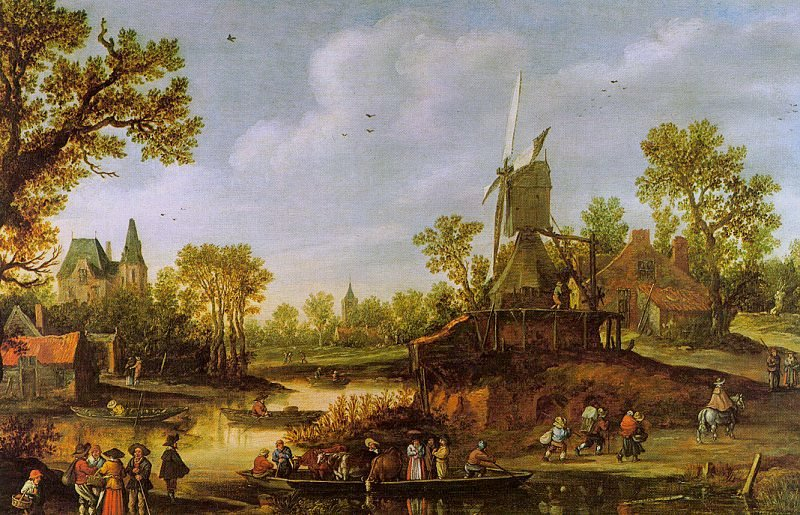
Říční krajina, 1625

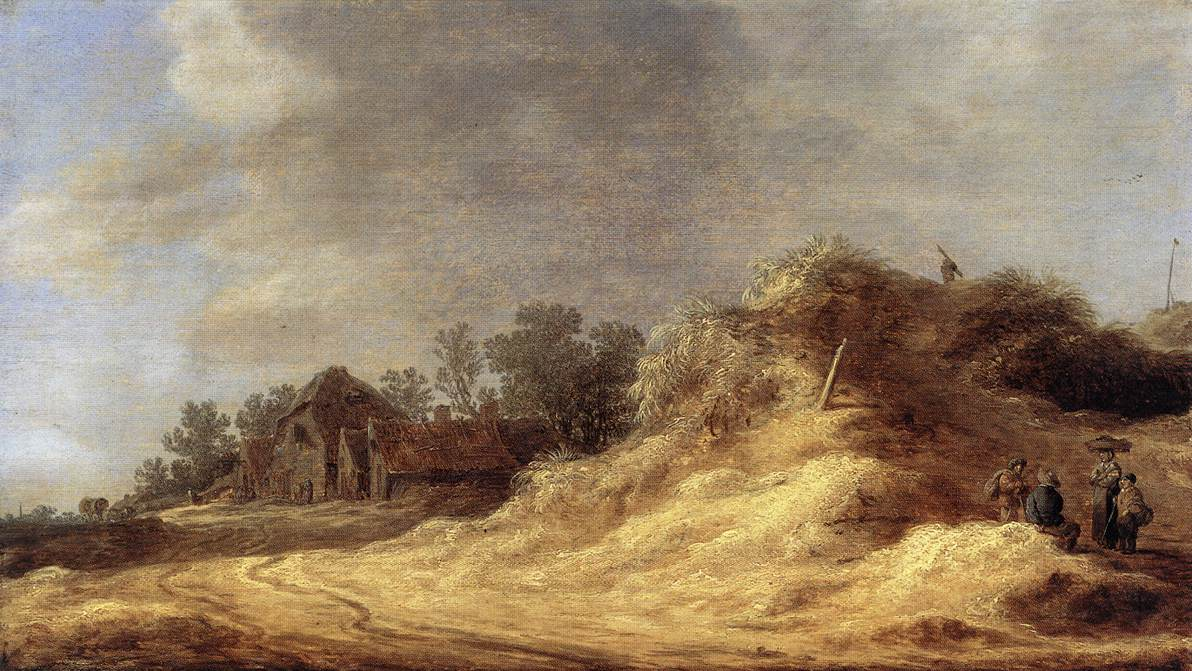
Duny, 1629

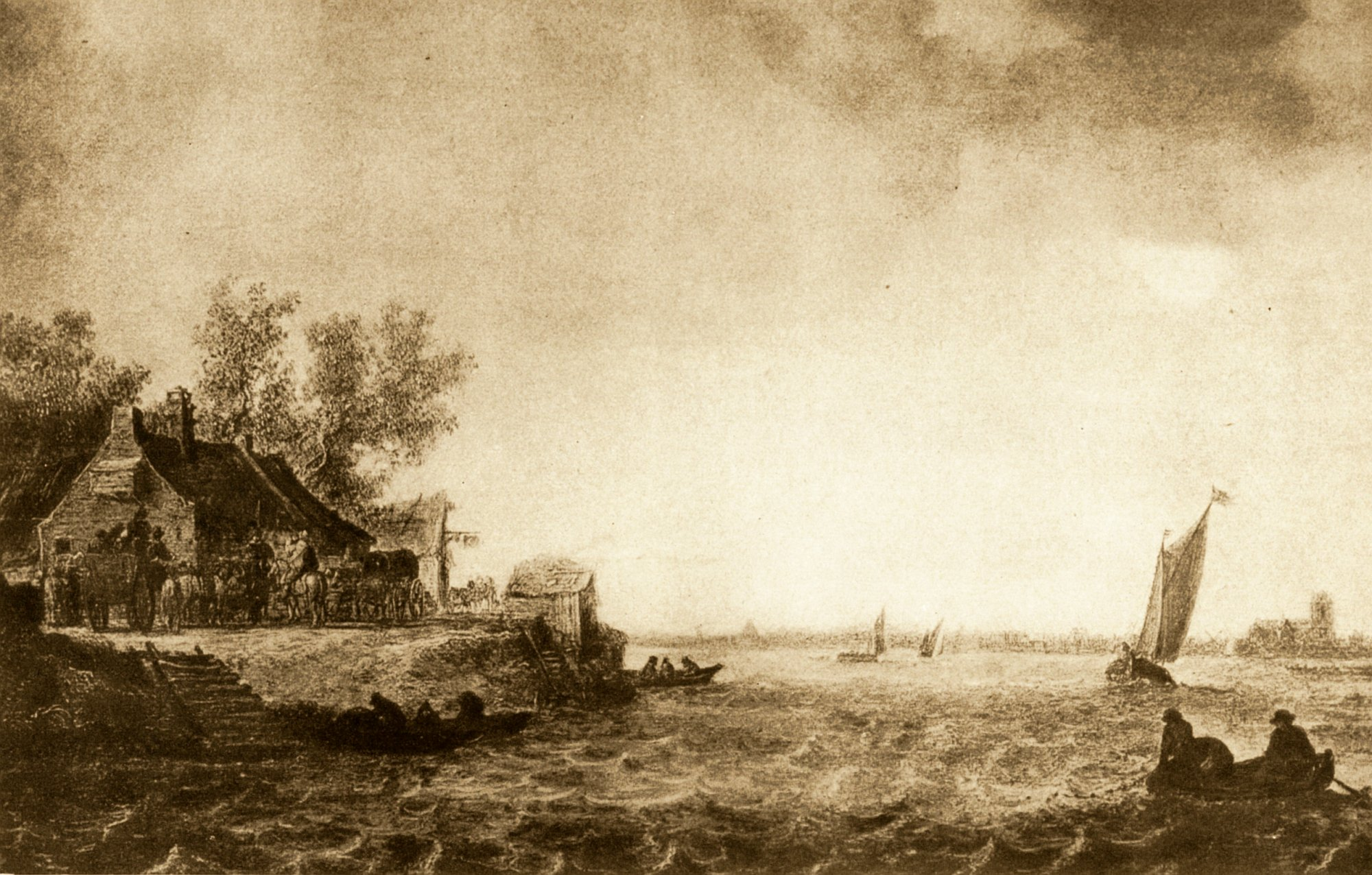
Pohled na Dordrecht, 1633

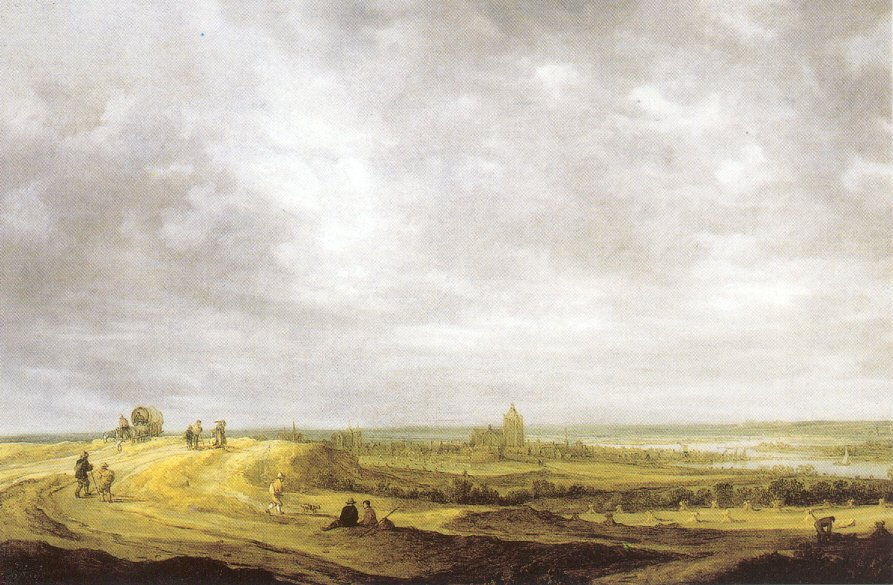
Pohled na Arnhem, 1641

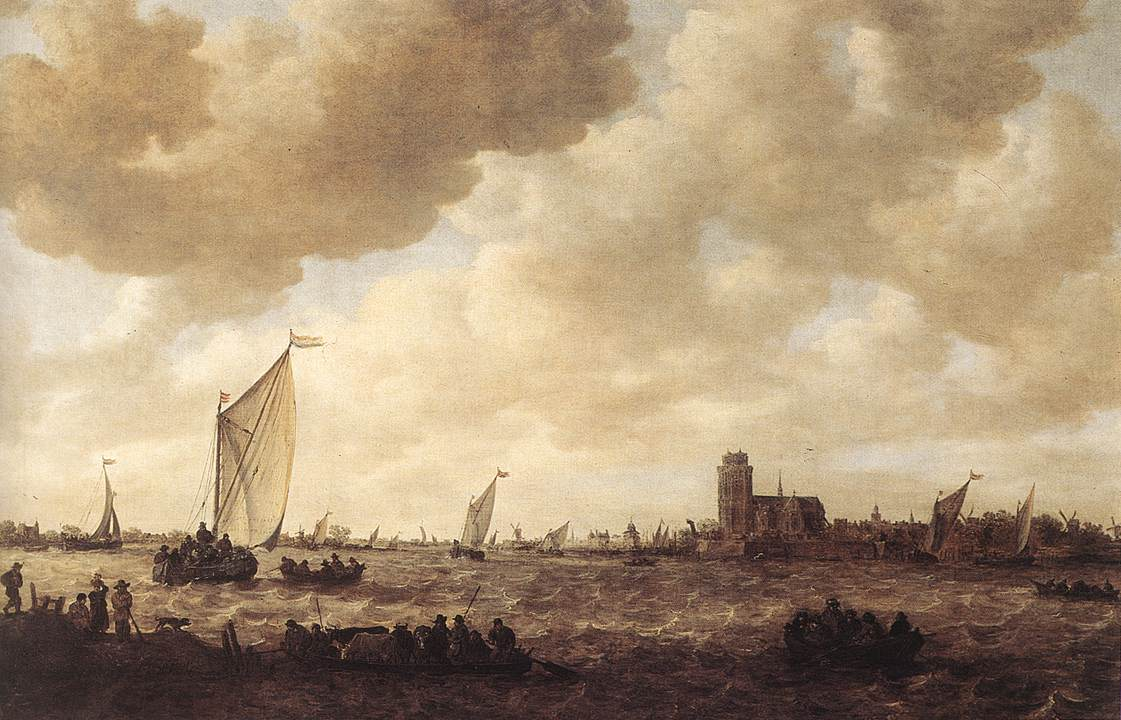
Pohled na Dordrecht, 1644-53

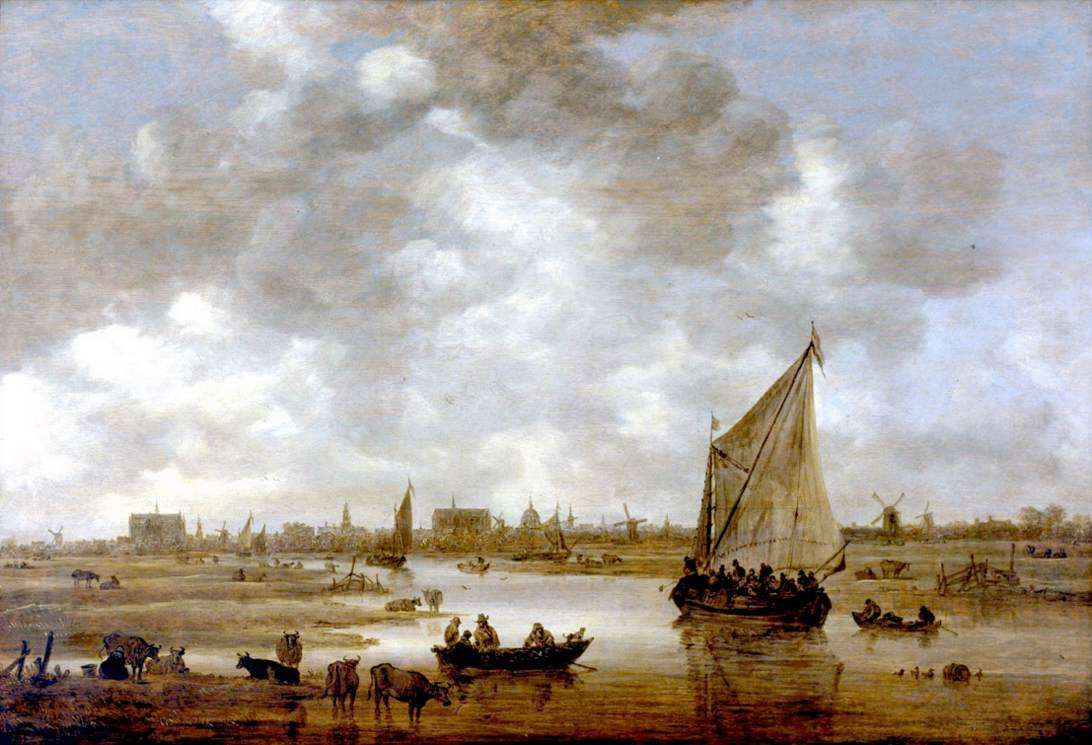
Pohled na Leiden od severovýchodu, 1650

### Dvacátá léta
Goyenovy rané obrazy (po roce 1620) prozrazují výrazný vliv jeho učitele Esaiase van de Velde. Jsou to většinou plnobarevné venkovské krajiny v podobě, kterou důvěrně známe z holandského malířství šestnáctého století, například od Hendricka Avercampa. V popředí těchto krajin se zpravidla odehrává žánrový motiv, zatímco pozadí tvoří venkovská krajina. Příkladem takových obrazů je Přívoz z Národní galerie v Praze, Říční krajina z Curychu či dvojice kruhových desek Jaro a Zima. (Všechny z roku 1625)
Už ve druhé polovině dvacátých let se však Goyenova paleta stává jednobarevnější. Malíř zjevně touží zachycovat spíše světlo než barvu. Jeho krajiny už nejsou žánrové, ačkoli nechybí figurální stafáž. Postavičky venkovanů ztrácejí na grotesknosti, ale naopak dotvářejí charakter zobrazené krajiny. Specifickým typem této krajiny je pak téma písečných dun na mořském břehu, které Goyen zachytil mnohokrát. Příkladem je obraz Duny z roku 1629 a především zářivý obraz Krajina s dunami z let 1630-35. V této době je u něho patrný vliv Pietera de Molyna, který se také věnoval venkovské krajině a písečným dunám na pobřeží. Blízký je mu však v té tobě i Salomon van Ruisdael.

### Třicátá léta
Už v roce 1633 v obraze Pohled na Dordrecht Goyen uplatňuje ve svém díle nosné téma příštích let – vodní hladinu. Tyto krajiny zpravidla konstruuje tak, že vodní hladina, často se stafáží rybářských lodí, zabírá levý či pravý spodní roh plátna a na diagonálně probíhajícím břehu se tyčí silueta města, větrného mlýna, zámku či kostela. To je příklad Krajiny s větrným mlýnem z roku 1642 nebo Krajiny s větrným mlýnem a zříceninou hradu z roku 1644.
Z roku 1638 pochází obraz Klidná voda z Londýnské Národní galerie. Podobně jako u jiných Goyenových námětů se i zde izolovaně a poněkud nečekaně objevuje motiv, který se pro něj stane nosným až o několik let později. Je to motiv rybářských lodí na vodní hladině. Nezvyklý je rovněž výškový formát obrazu.
Roku 1638 se v obraze Vůz na břehu objevuje ještě další téma, které jej bude zajímat především kolem roku 1640, totiž téma břehu, prudce se svažujícího k moři. V tomto tématu Goyen navazuje jak na téma dun, tak na téma ubíhajícího břehu – tentokrát ovšem nikoli jako pohled z vody na břeh, ale obráceně.

### Čtyřicátá léta
Po roce 1640 se u Goyena objevuje téma ploché holandské krajiny, jež souvisí s předchozími díly. Skupina těchto obrazů je malována vždy z mírného nadhledu vytvořeného návrším a zobrazuje pohled do „nekonečné“ dálky rovinaté krajiny. Často je tato dálka zdánlivě narušena, ve skutečnosti však ještě podtržena, například osamoceným stromem. Z roku 1641 pochází nádherná prozářená krajina Pohled na Arnhem s klasickým „goyenovským“ nekonečným obzorem a meditativní obraz Krajina se dvěma duby.
V roce 1641 naváže Goyen na téma „marin“ tématem rozbouřeného moře. Tyto, zpravidla poměrně tmavé, obrazy překvapují nejen postižením běsnícího živlu, ale rovněž barevnými kontrasty zlatavého světla, které proráží bouřkové mraky. Do této skupiny děl patří i znamenitý obraz Za bouře z pražské Národní galerie.
Zřejmě v roce 1643 se v jeho tvorbě objevilo téma pohledů na města. Sem patří například Pohled na Leiden z roku 1643, nebo Pohled na Emmerich. Často je zde uplatněna vodní hladina, ale ne vždy. V tomtéž roce Goyen maluje i téma zimních krajin. Malíř se v nich zdánlivě vrací k „žánru“ krajin šestnáctého století, kde je velmi časté téma bruslařů. Navazuje však také organicky na svá předchozí témata pohledů na města s vodní hladinou.
Roku 1644 přichází obraz Pohled na Dordrecht, v němž Goyen v podstatě syntetizuje vše, čeho v malbě dosud dosáhl. Toto téma Goyen zpracoval v celém cyklu obrazů, dokládajících intenzivní tvůrčí kompoziční hledání.

### Padesátá léta
V závěrečném období malířovy tvorby vznikají obrazy vycházející z pohledu na Dordrecht, avšak město v pozadí není již tak výrazně viditelné a malířův zájem se upíná především na samotné rybářské lodě. Taková je například dvojice obrazů Haarlemské moře z roku 1656. V závěru tvorby malíř také zjevně více využívá barev a barevných kontrastů, přestože jeho paleta je stále značně "chudá" ve srovnání s jeho tehdejšími malířskými souputníky. I v této pozdní době se však Goyen občas vrací k vysloveně „suchozemským“ motivům, což někdy značně komplikuje pokusy o dataci jeho děl.

## Znovuobjevení malířského díla Jana van Goyena
Malířské dílo Jana van Goyen bylo na dlouhá léta zcela zapomenuto. Ještě v encyklopedii malířů z poloviny devatenáctého (Taine) století Goyen chybí. Fromentin Goyena hodnotí (roku 1875) jako „nejistého, nestálého, těkavého a změkčilého“. Obchodník s obrazy Charles Sedelmayer však ještě téhož roku 1875 v Paříži otevřel Goyenovu výstavu, díky níž se jeho obrazy staly takřka přes noc vyhledávanými a ceněnými. Dnes je Jan van Goyen řazen mezi nejvýznamnější holandské krajináře sedmnáctého století. Tomu odpovídá i vývoj cen v aukcích. Pokud byl v roce 1800 prodán Goyenův obraz, za 4 hol. zl., pak roku 1845 už stál 75 hol. zl., roku 1870 505 hol. zl. a roku 1912 10 000 hol. zl. V současné době lze v aukcích získat (mnohdy drobná a spíše nevýznamná) malířská díla Jana van Goyen v cenách převyšujících 100 000 €.

## Vztah k Čechám
Jan van Goyen nikdy Čechy nenavštívil. Přední český kubistický malíř Emil Filla se ale dílu Jana van Goyen dlouhodobě věnoval a vytvořil jeho (značně specifickou) monografii. Pražská Národní galerii vystavuje Šternberském paláci (část sbírek Staří mistři II.) dvě Goyenovy krajinomalby (Strážní věže v ústí řeky a Selská usedlost v dunách).

## Galerie
Krajiny s žánrovými motivy (po roce 1620)

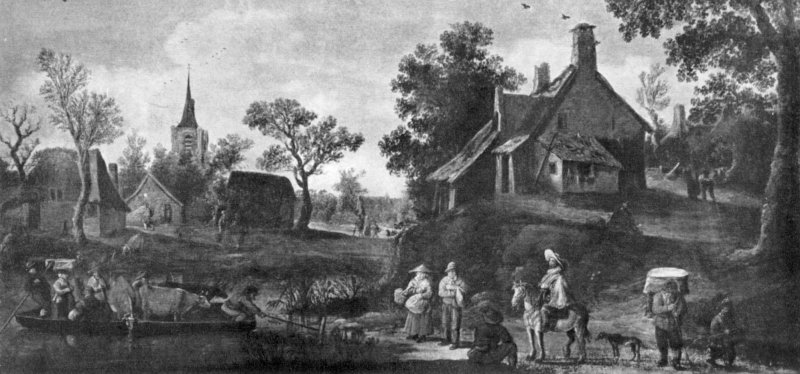
Přívoz u vsi, 1625
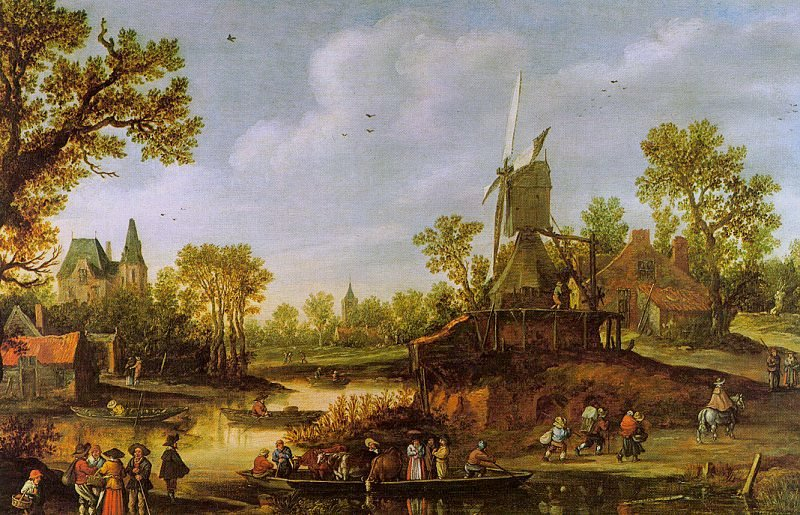
Říční krajina, 1625
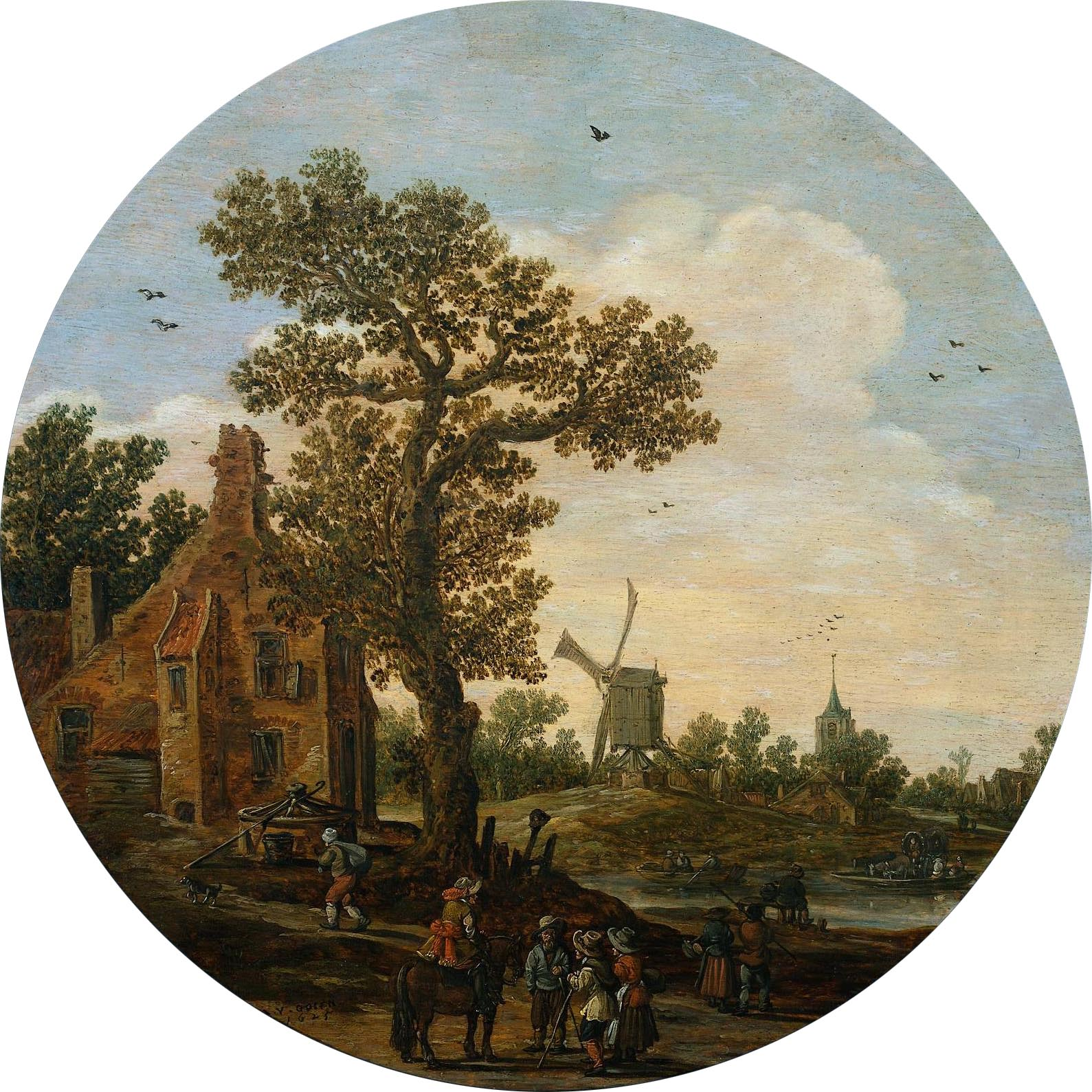
Léto, 1625
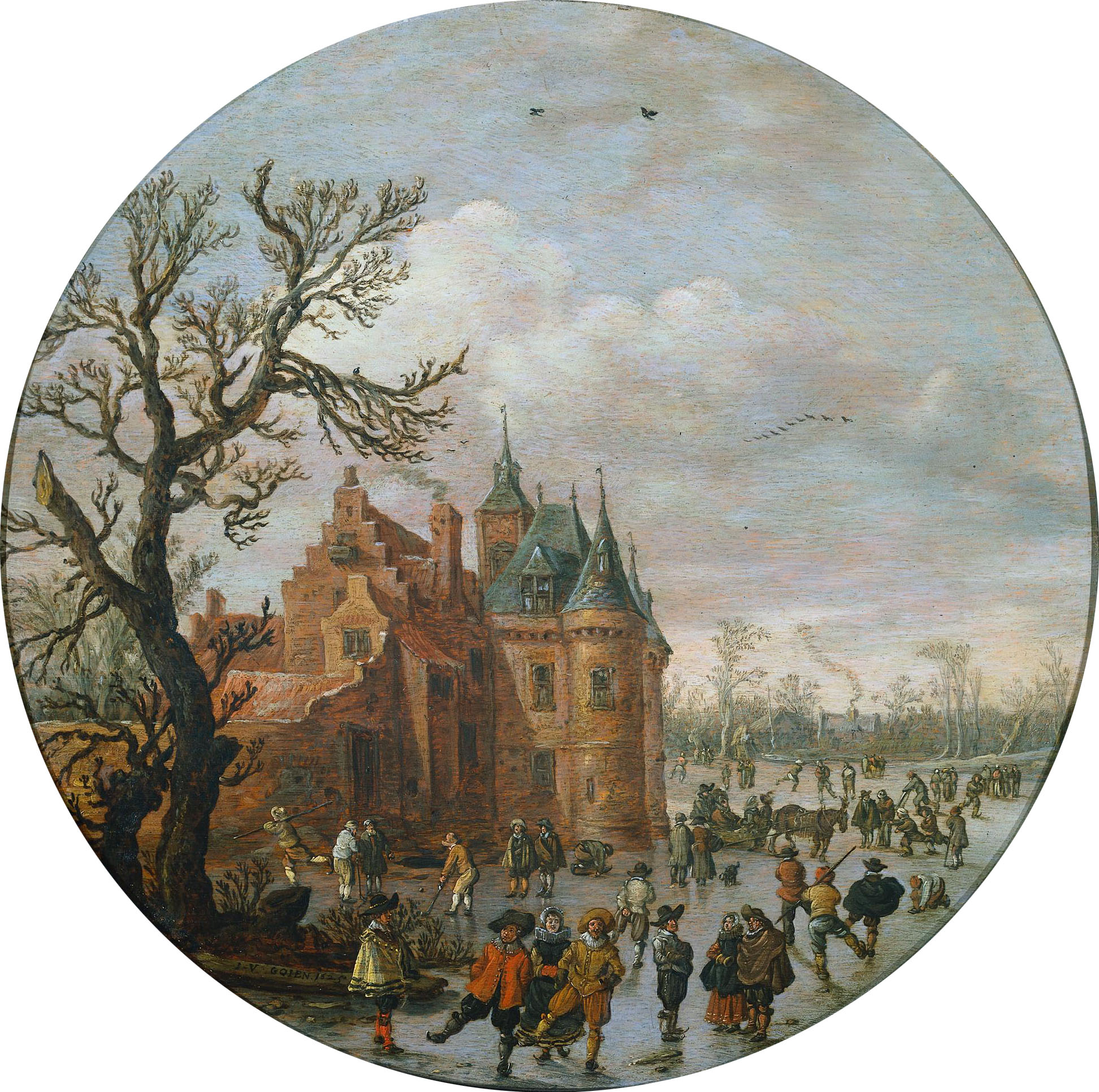
Zima, 1625

Venkovské krajiny a krajiny s dunami (po roce 1627)

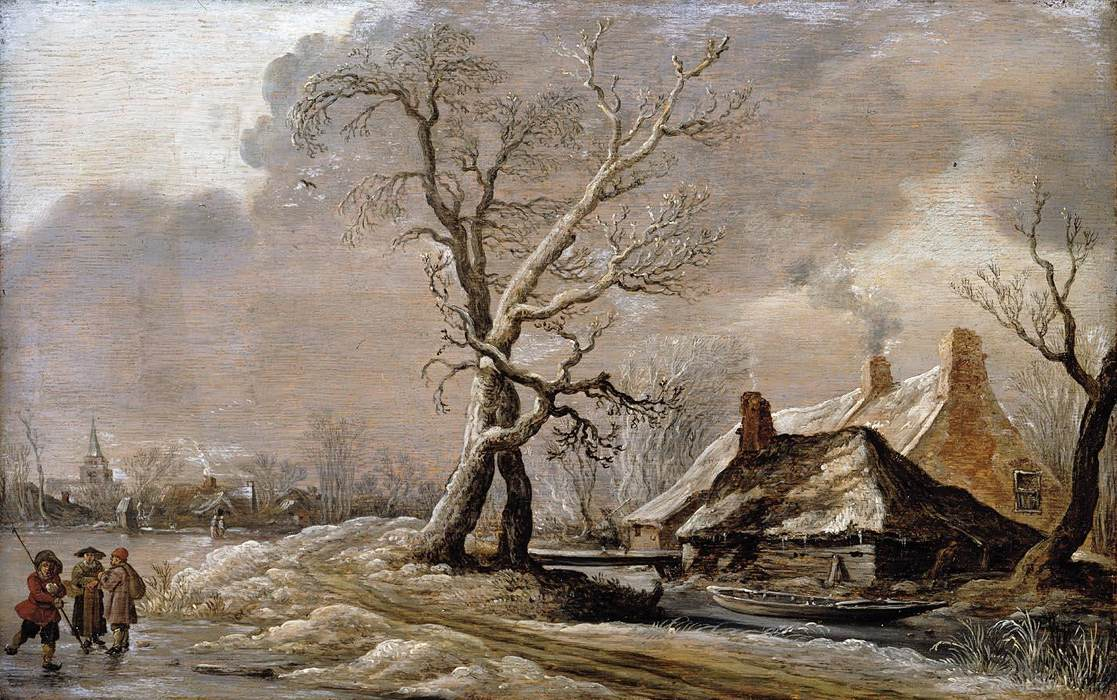
Zimní krajina, 1627
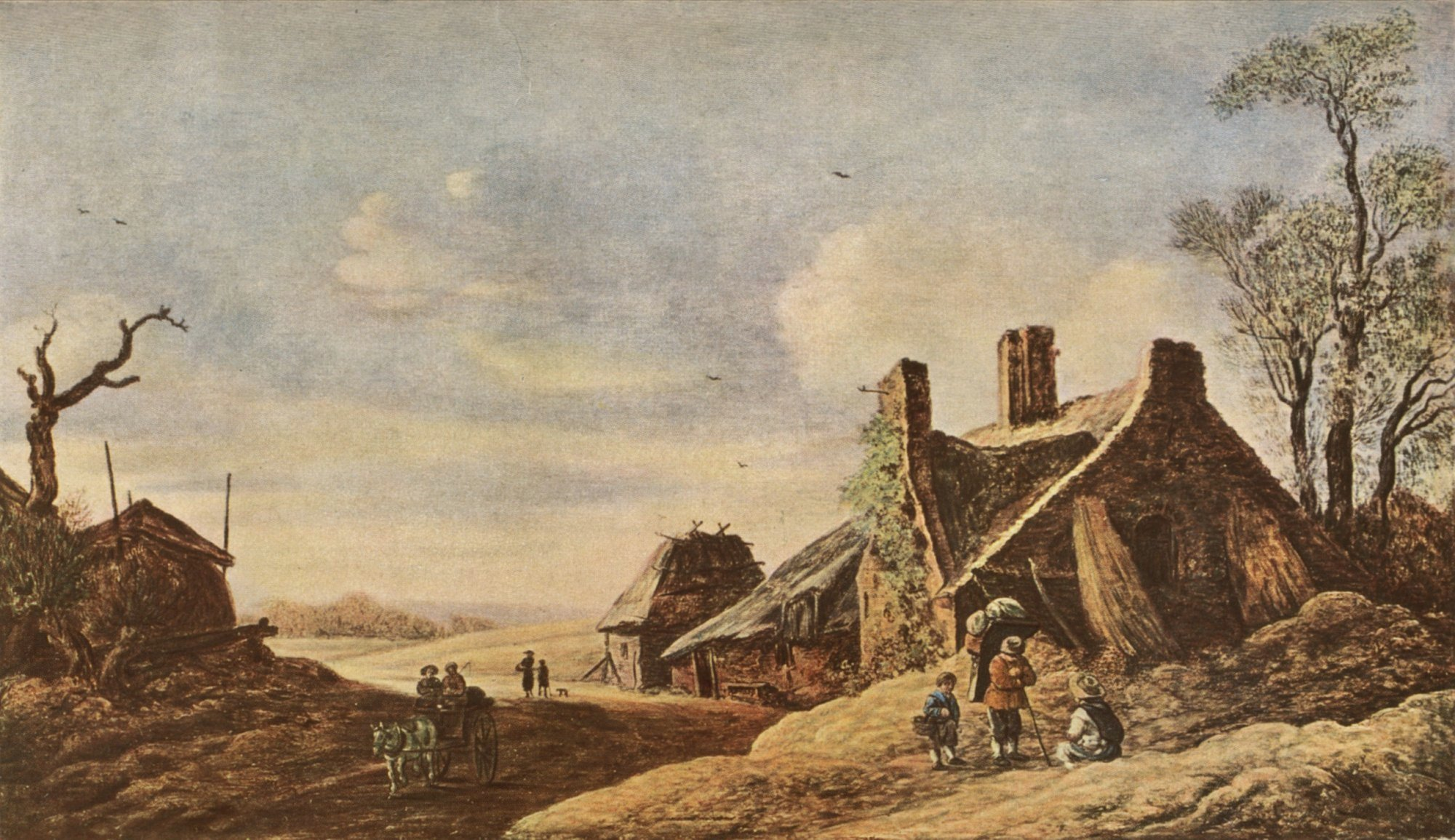
Krajina s povozem, 1627
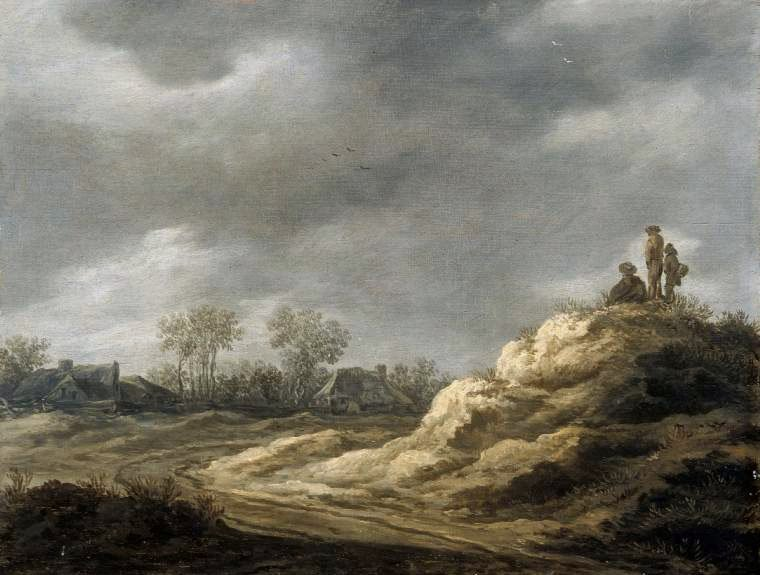
Krajina s dunami, 1628
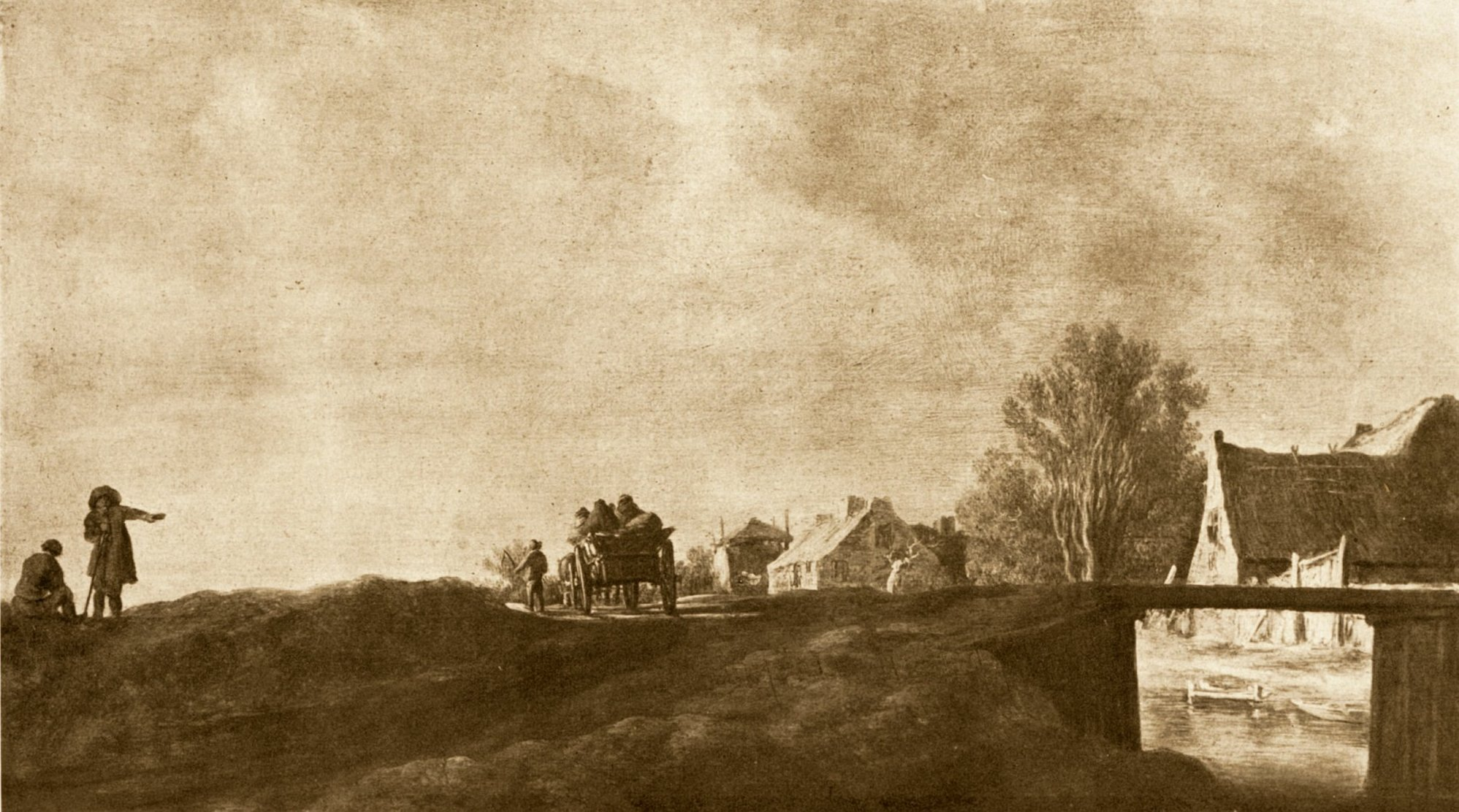
Za humny, 1628
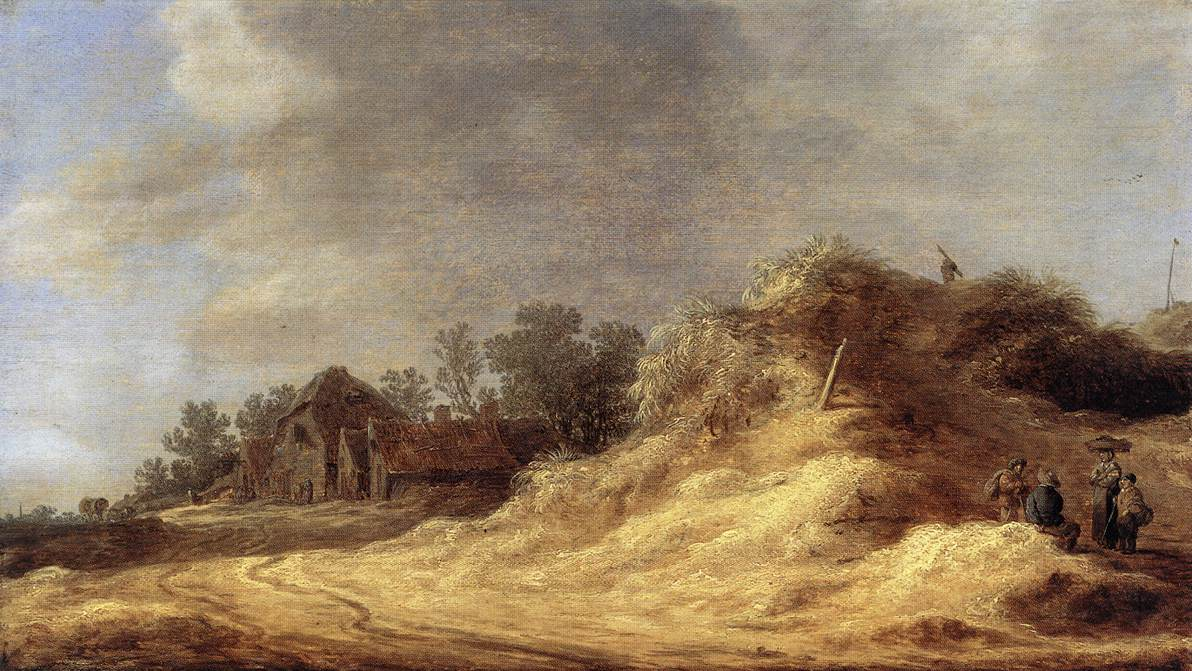
Duny, 1629
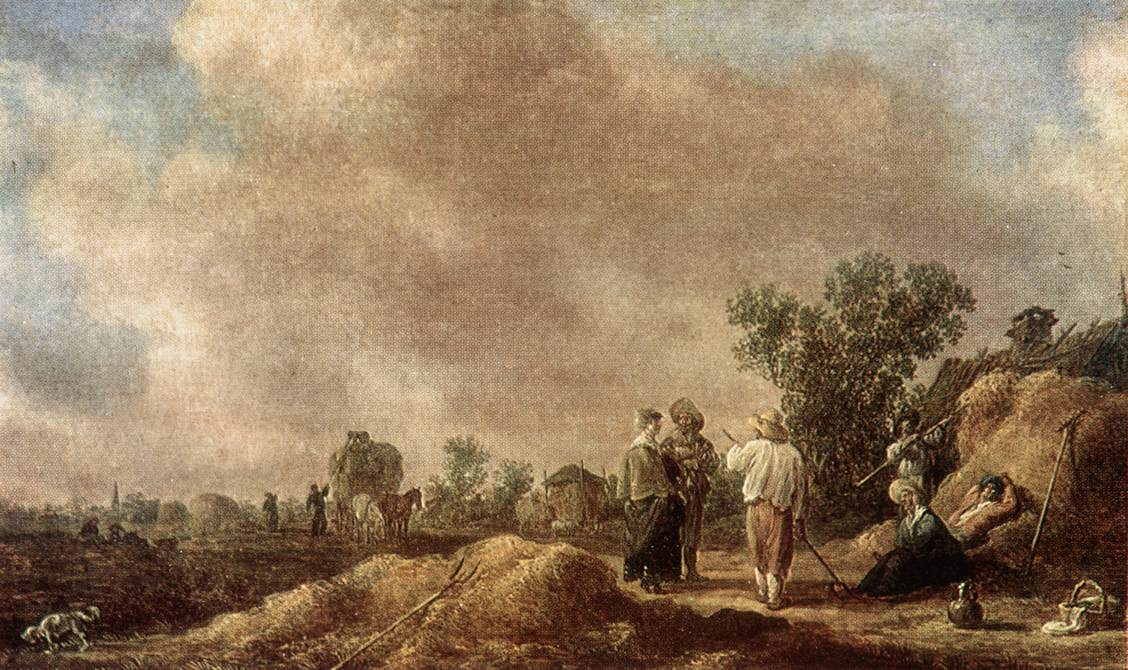
Senoseč, 1630
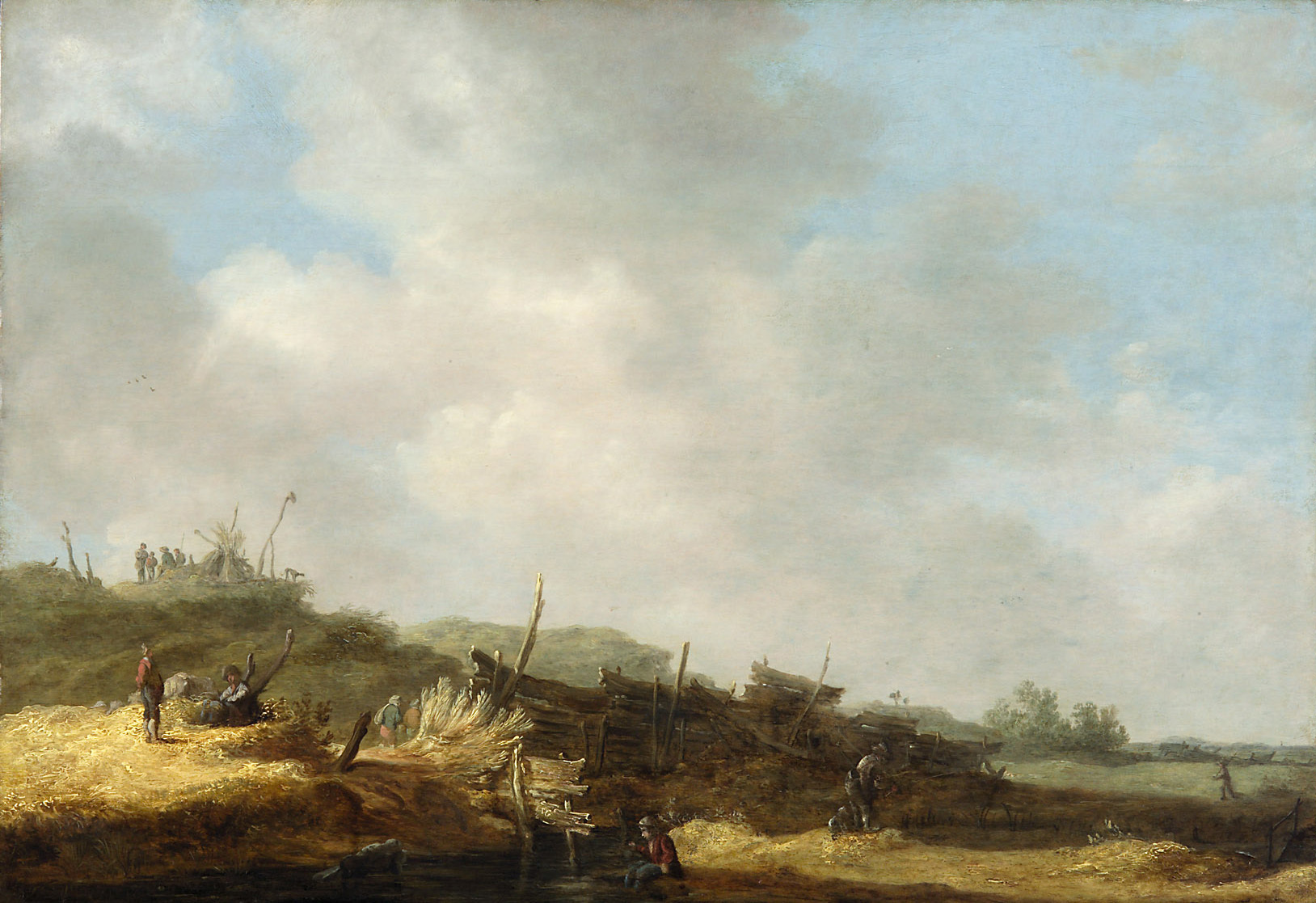
Krajina s dunami, 1630-35
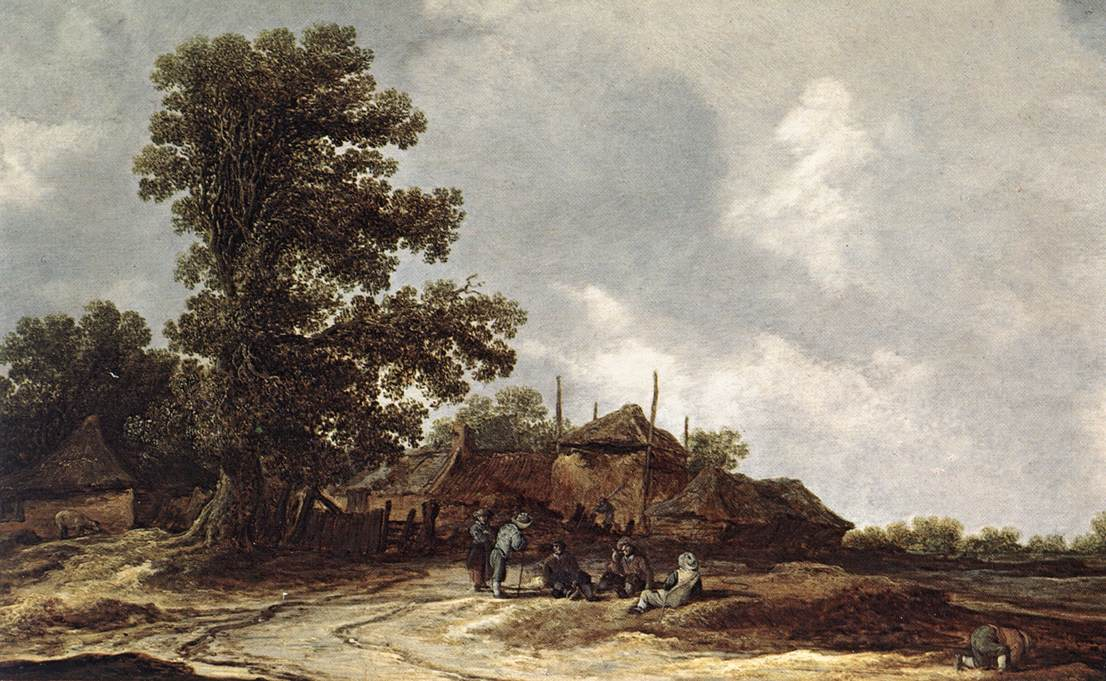
Statek se stohem sena, 1632
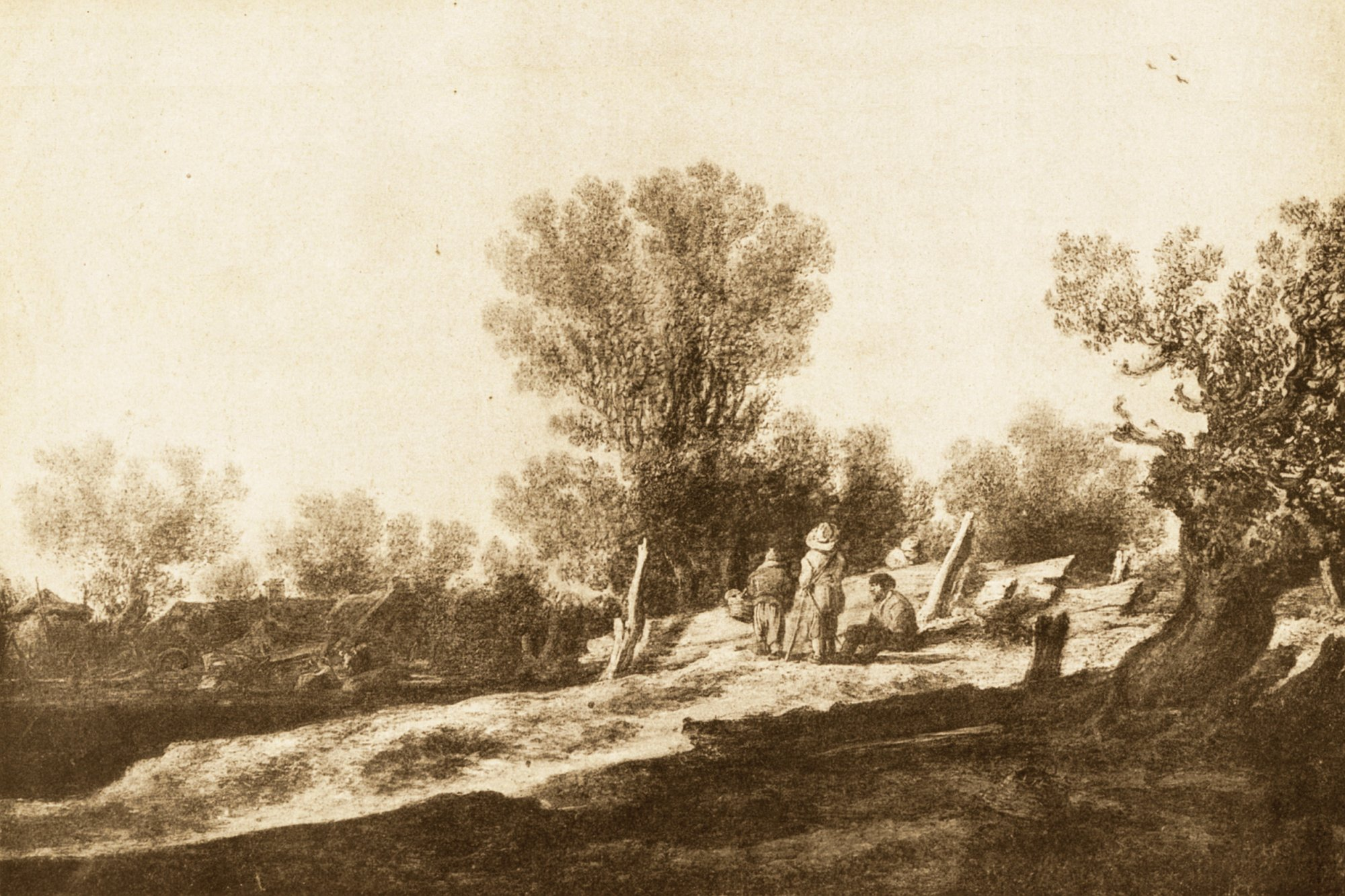
Za vsí, 1632
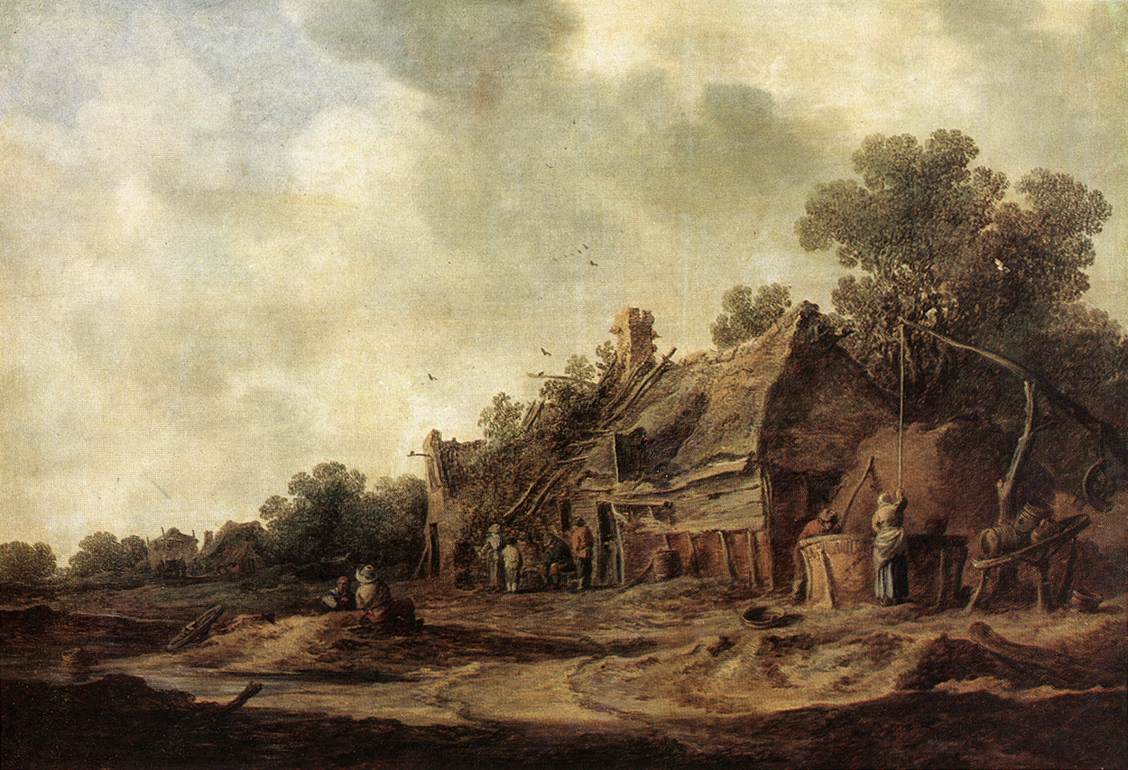
Selská chalupa se studnou, 1633
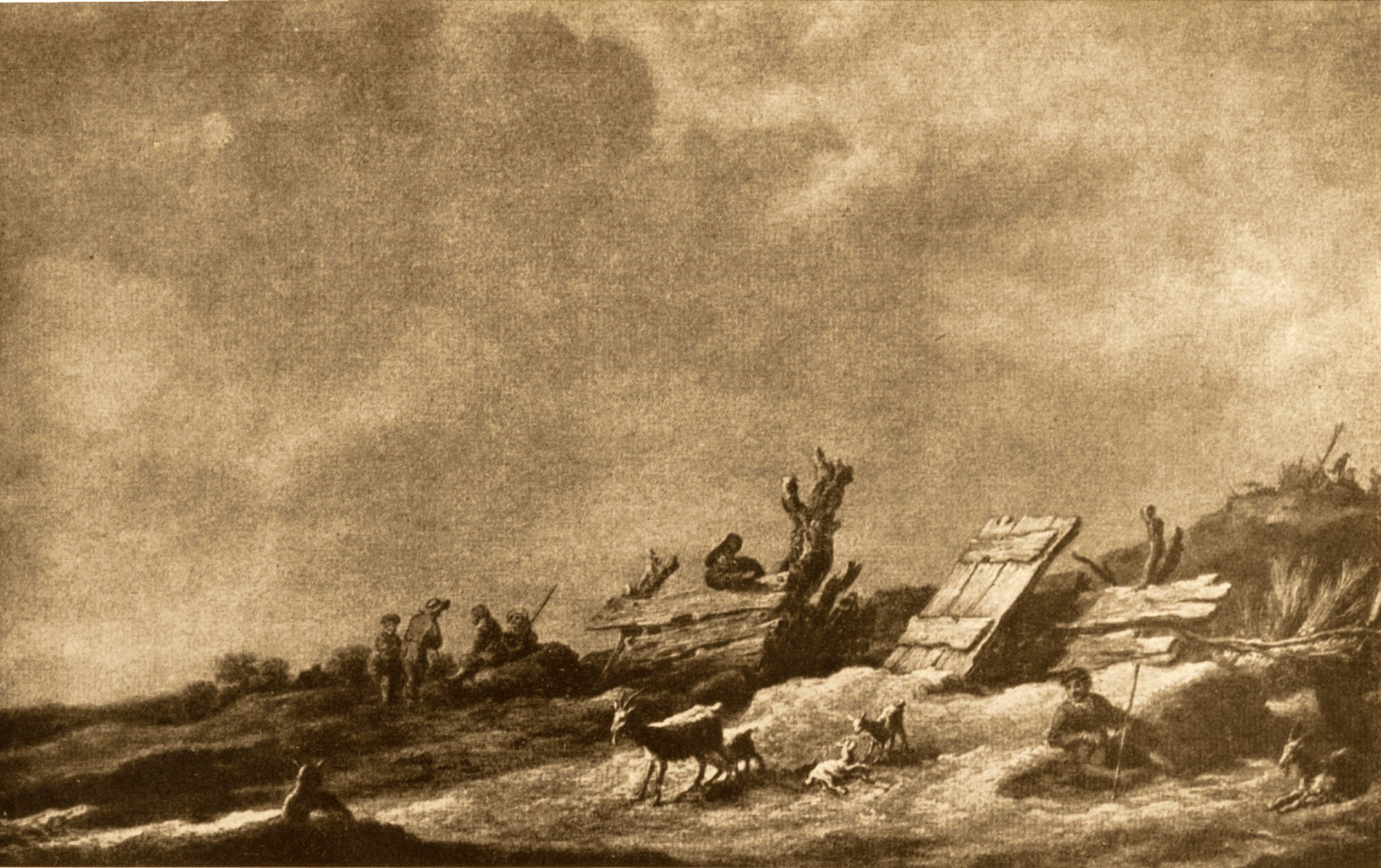
Duny, 1635
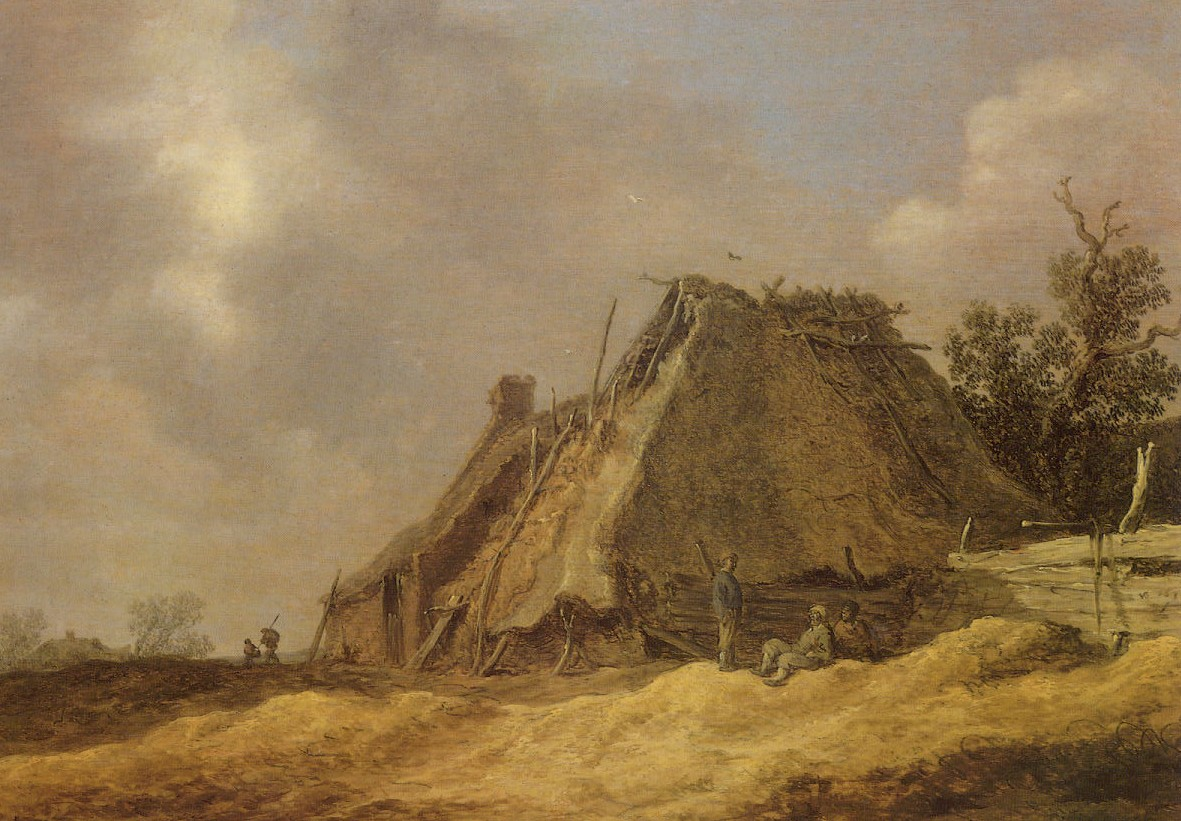
Statek s venkovany, 1636

Krajiny s vodní hladinou (po roce 1633)

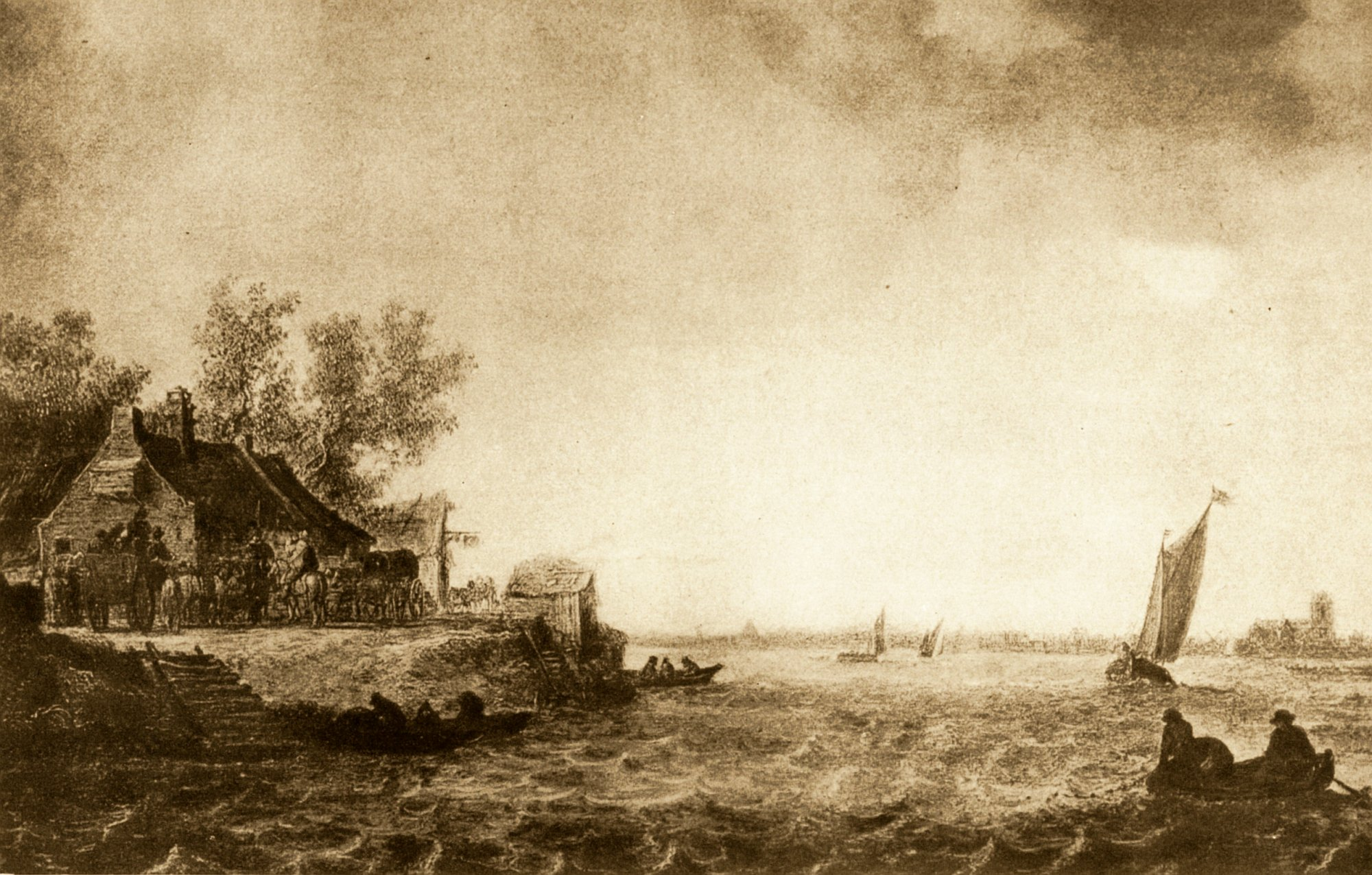
Pohled na Dordrecht, 1633
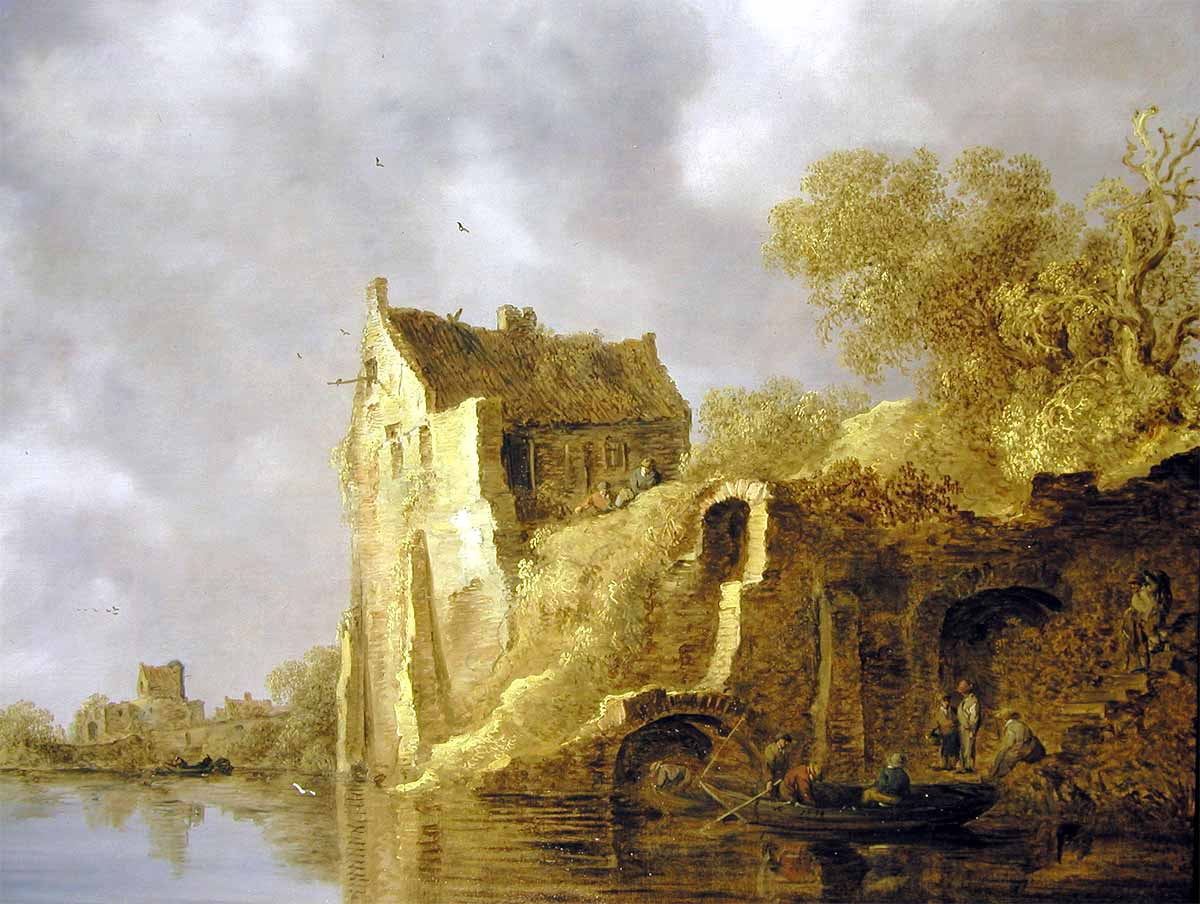
Říční krajina se zříceninou, 1634
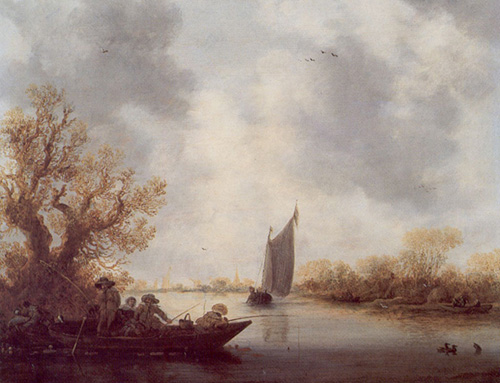
Krajina s rybáři, 1635
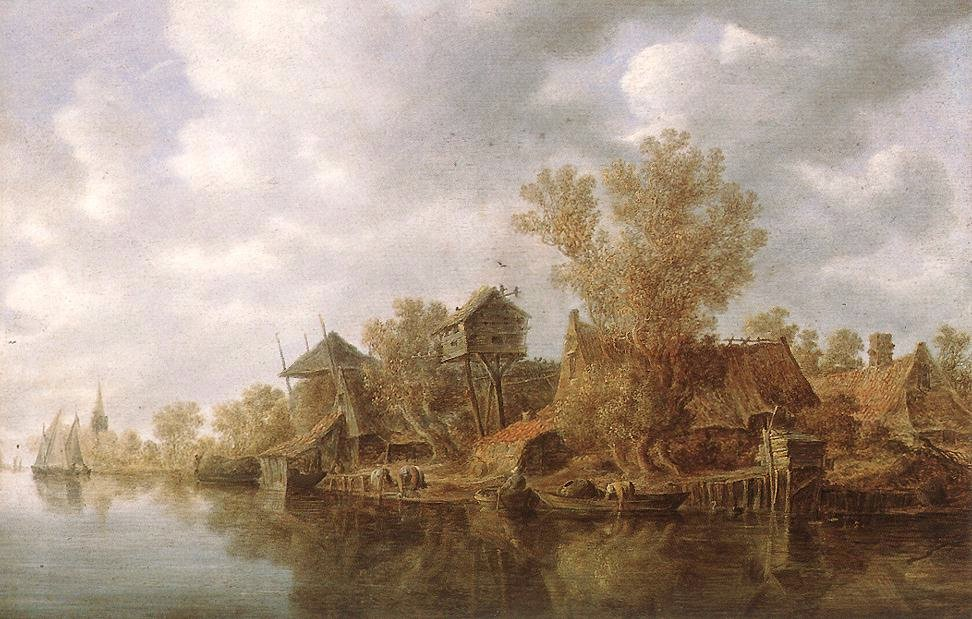
Vesnice na břehu řeky, 1636
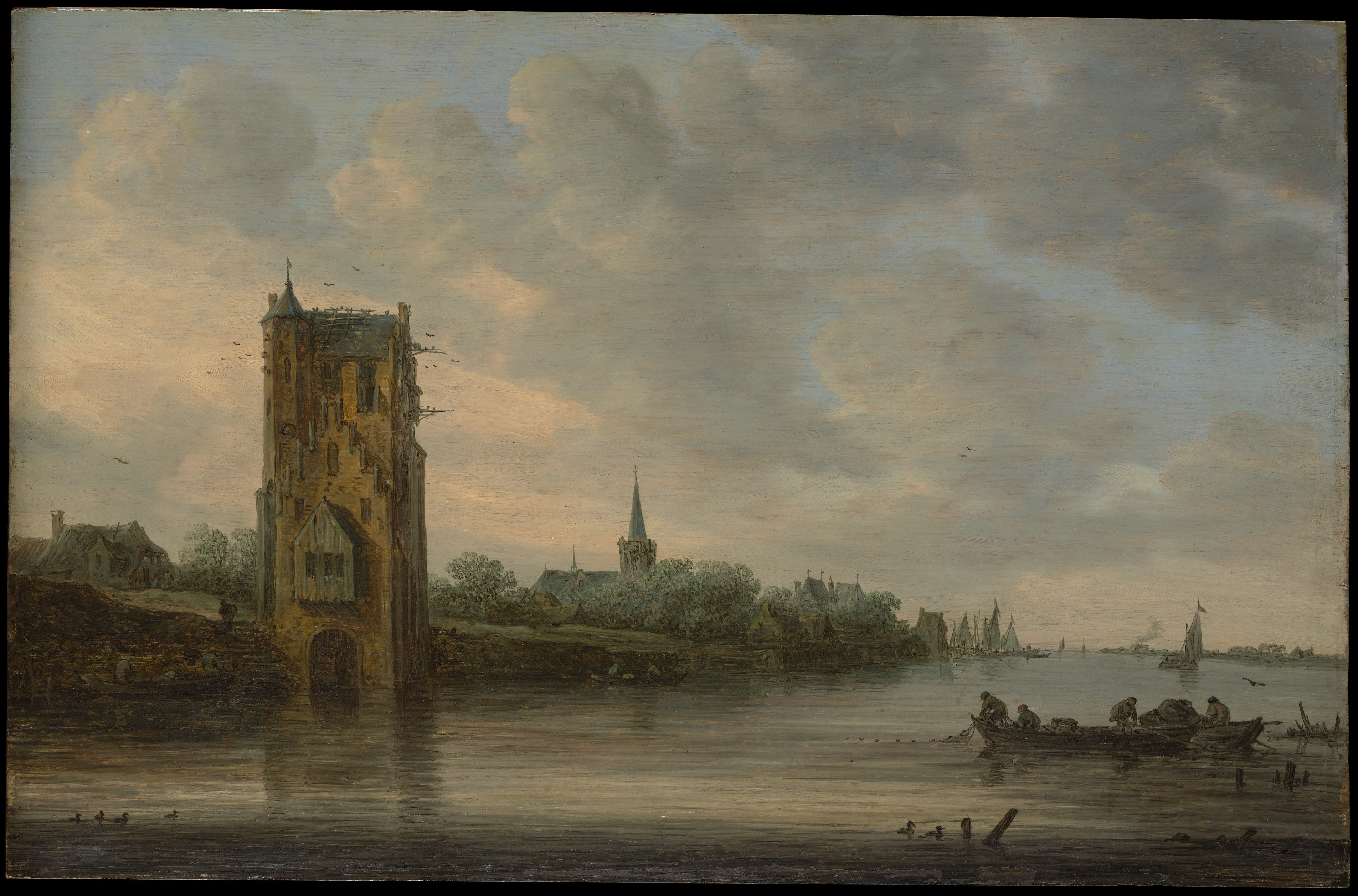
Pelkuská brána poblíž Utrechtu, 1640
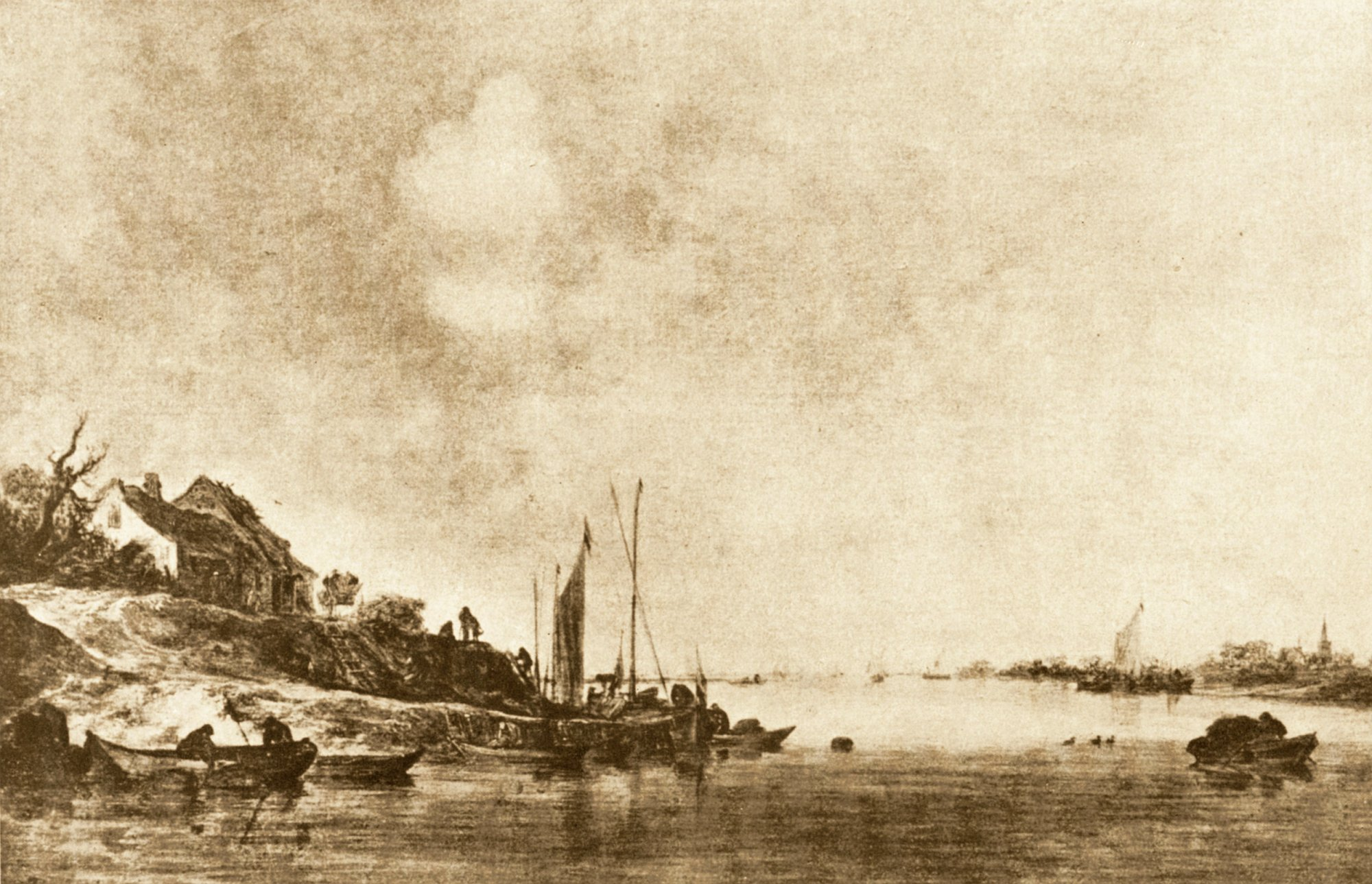
Pohled na řeku, 1640
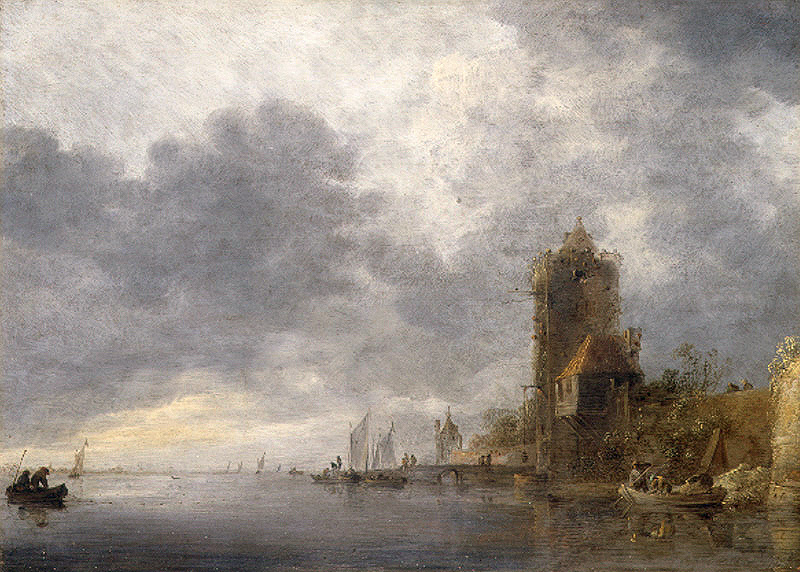
Věž na pobřeží, kolem 1640
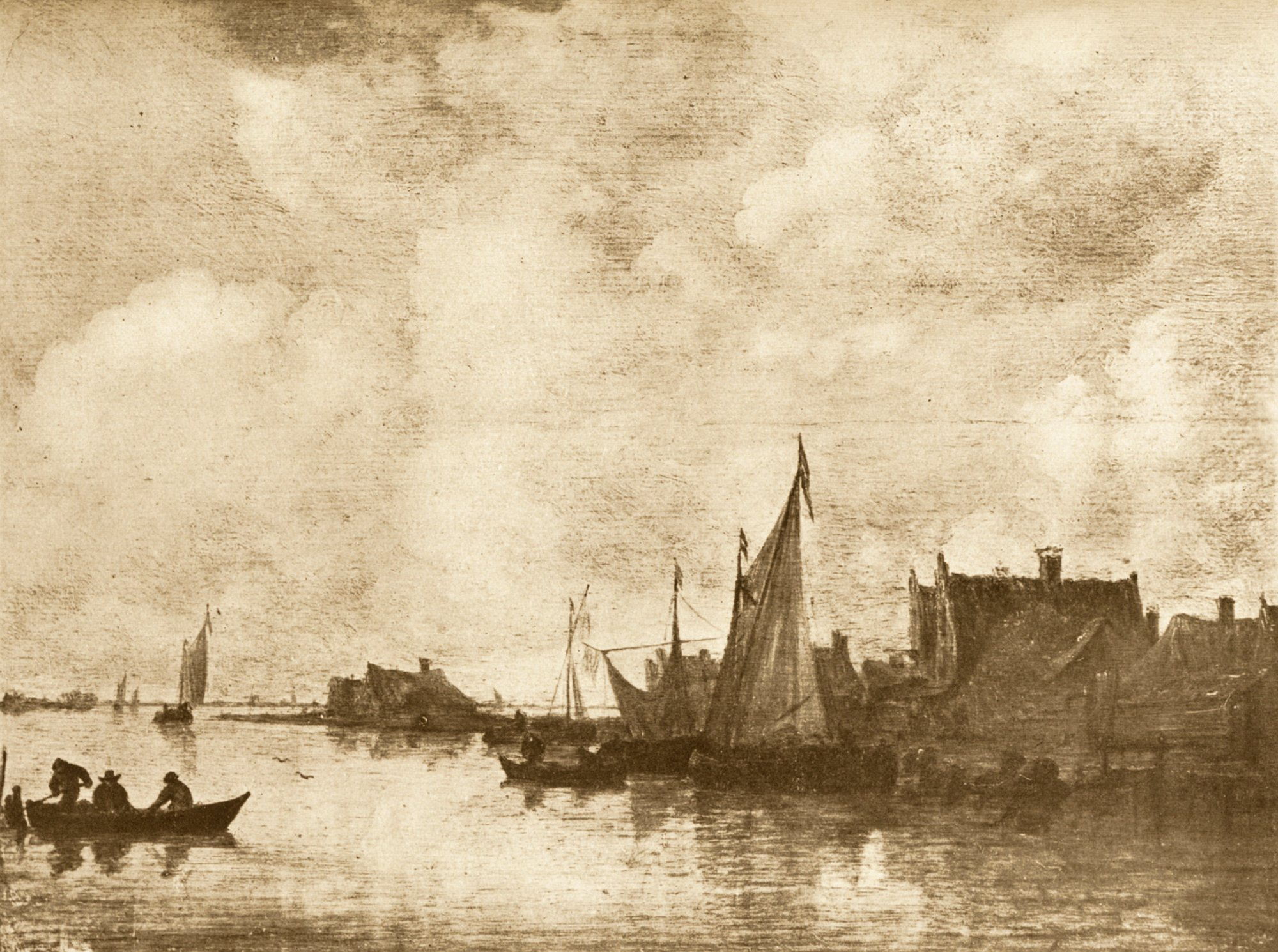
Vesnice u řeky, kolem 1642
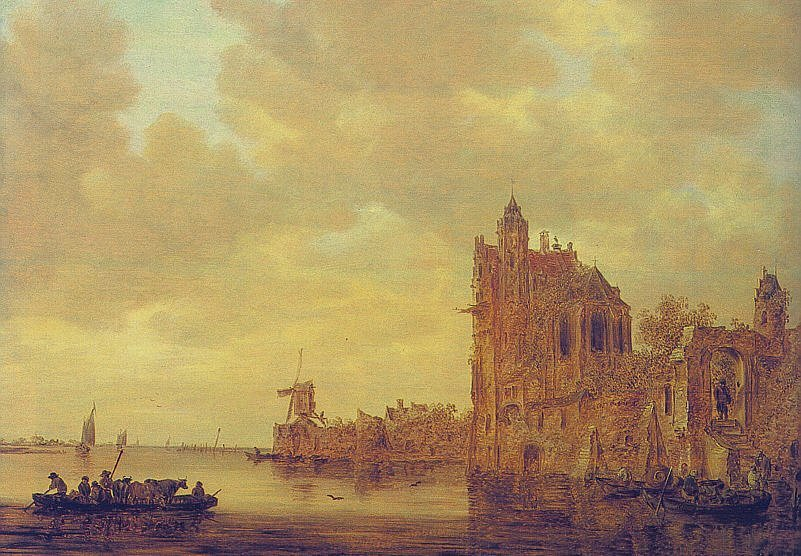
Říční krajina u Utrechtu s větrným mlýnem a gotickým kostelem, 1643
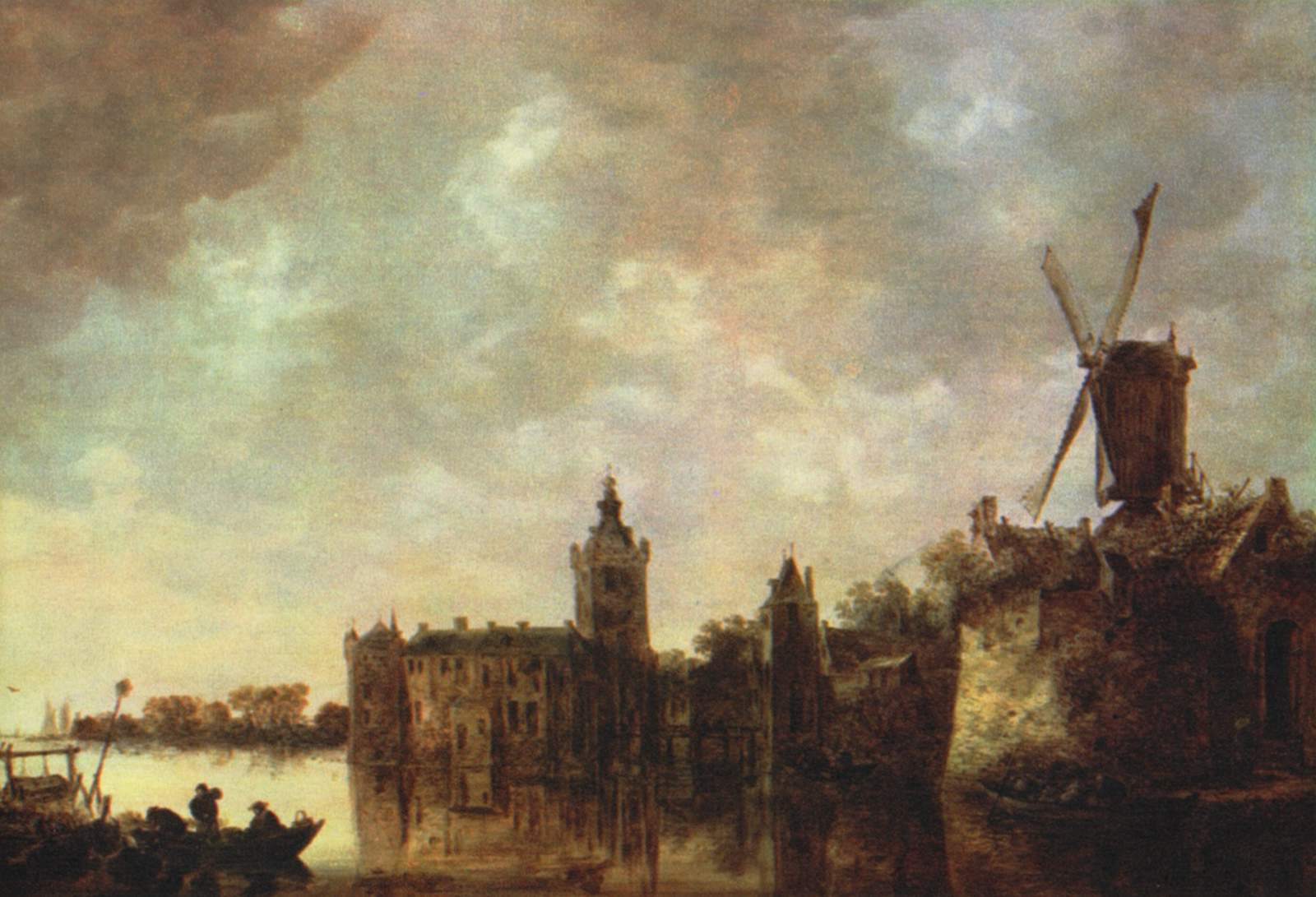
Pohled na Zámek Montfort, 1645
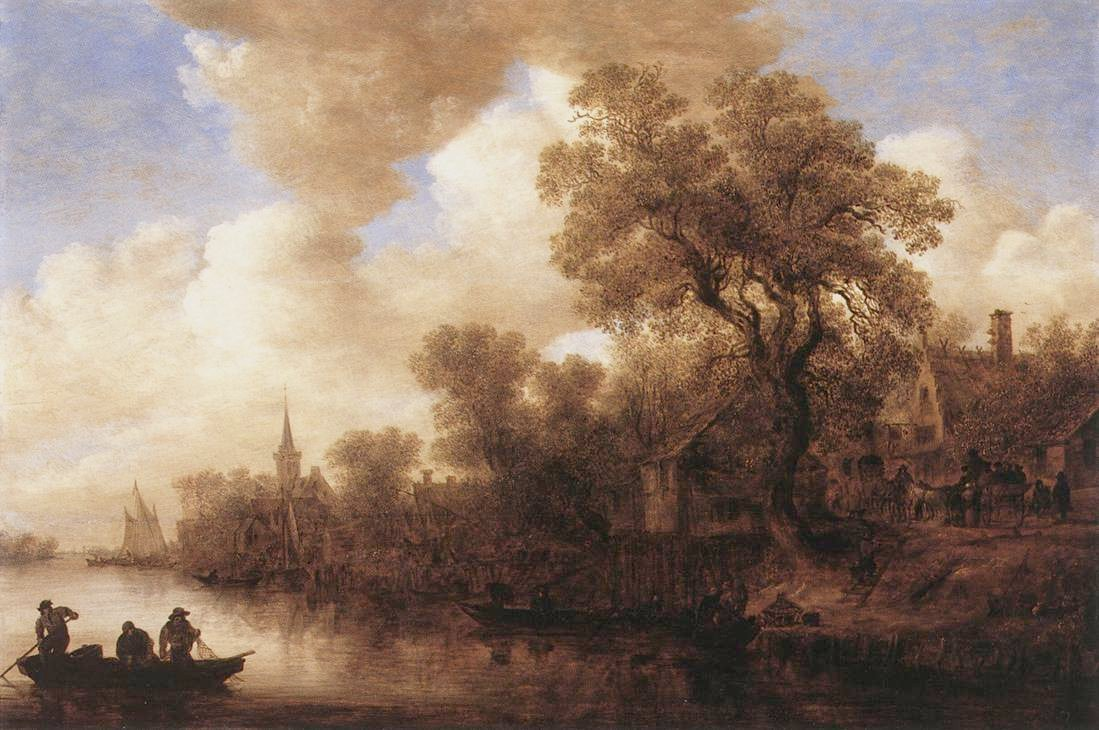
Říční scéna, 1652
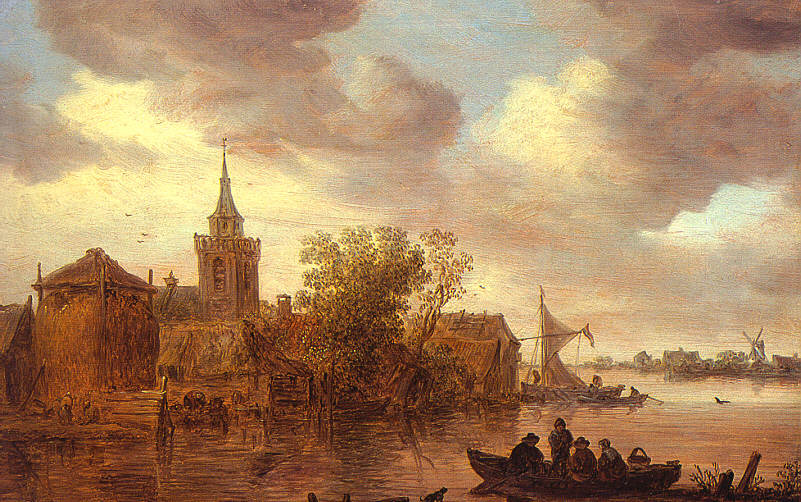
Kostel a statky na říčním břehu, 1653

Rybářské lodě na vodní hladině (po roce 1638)

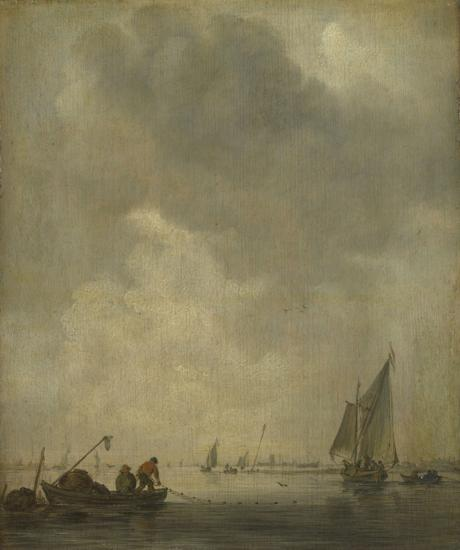
Říční scéna s rybáři rozhazujícími síť, 1638
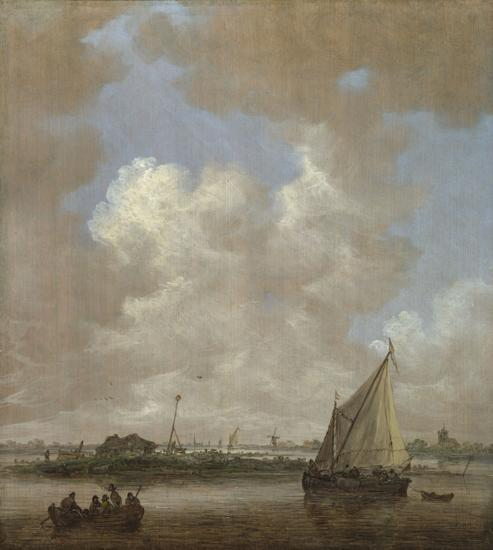
Říční scéna s chatou na ostrově, 1640-45
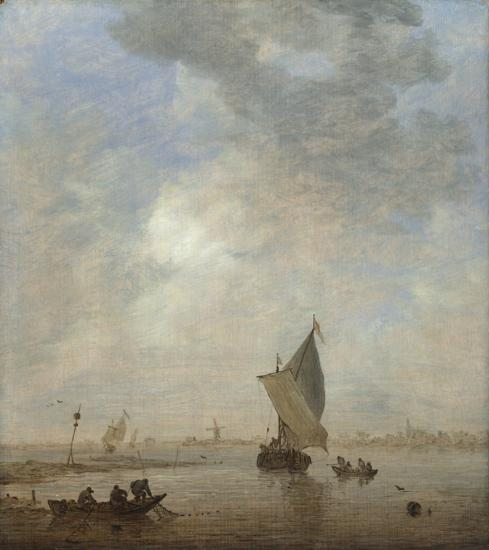
Rybáři vytahující sítě, 1640-45
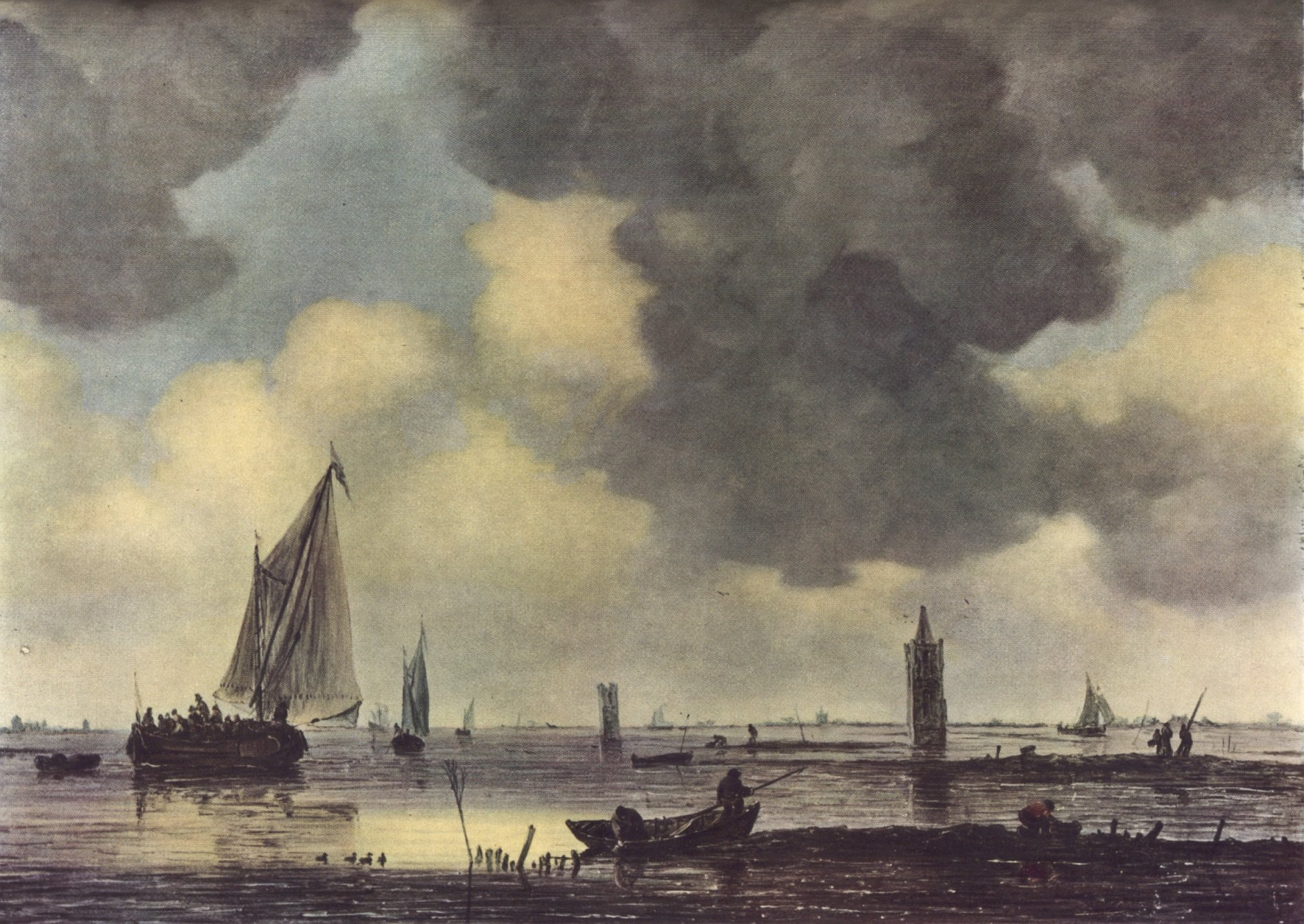
Lodě na klidném moři, 1646

Krajiny s břehem spadajícím k moři (po roce 1638)

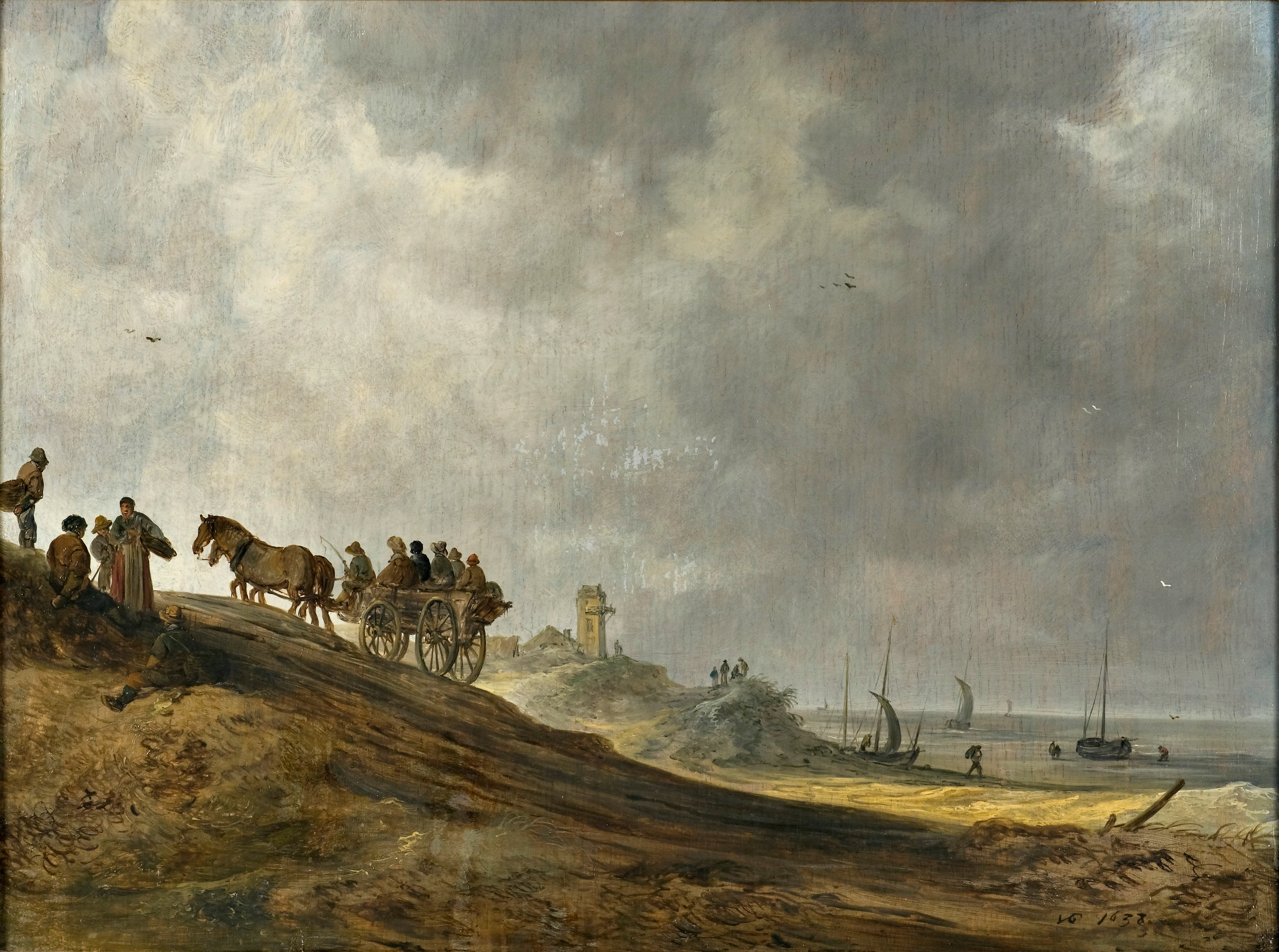
Vůz na břehu, 1638
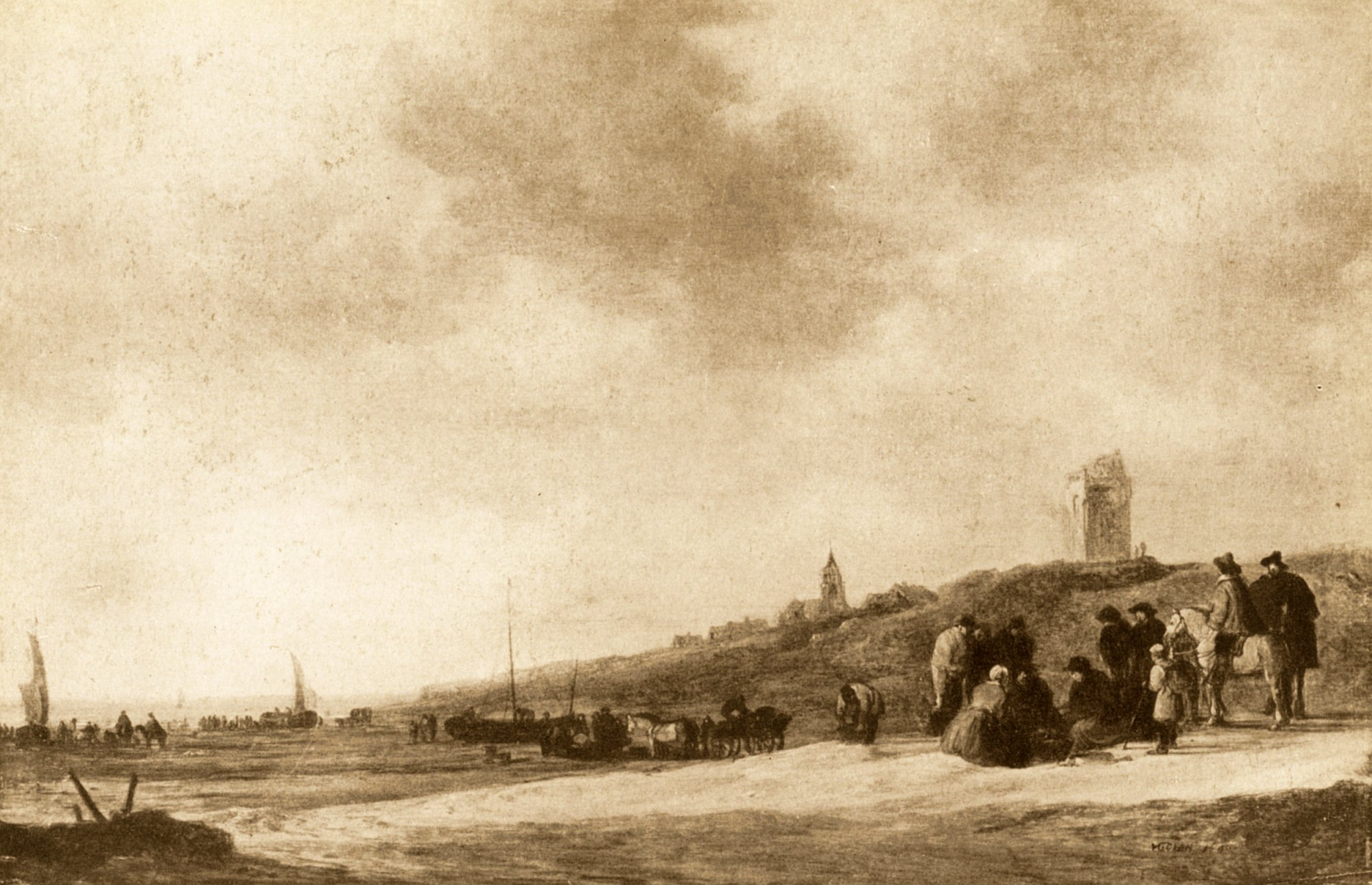
U moře, 1640
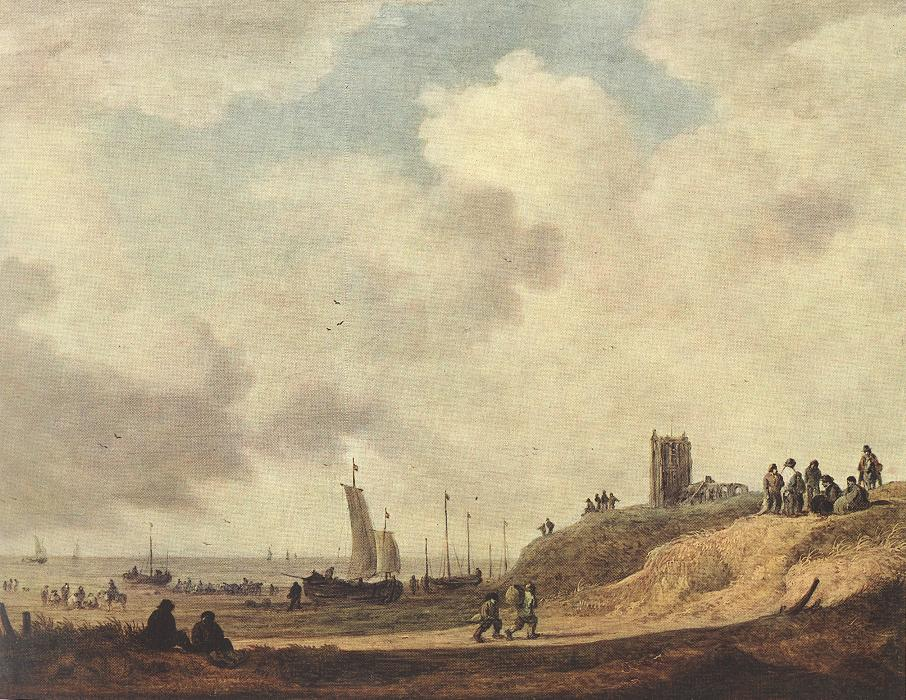
Mořský břeh u Scheveningenu, 1645
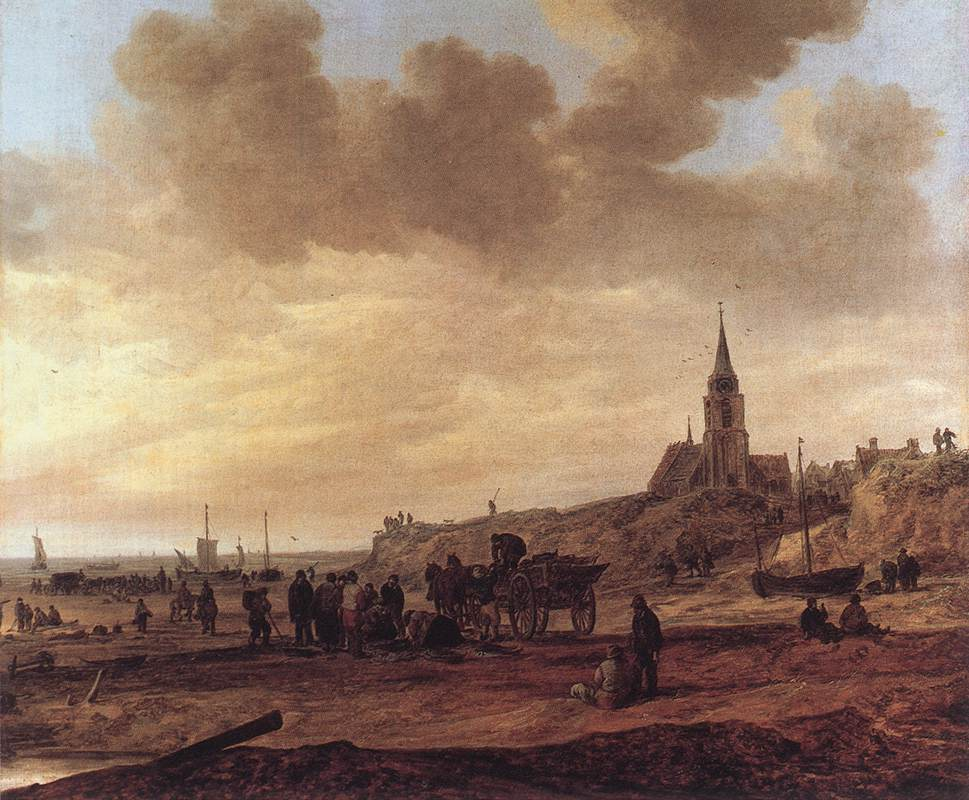
Pláž u Scheveningenu, 1646

Krajiny zobrazující „nekonečné“ dálky (po roce 1641)

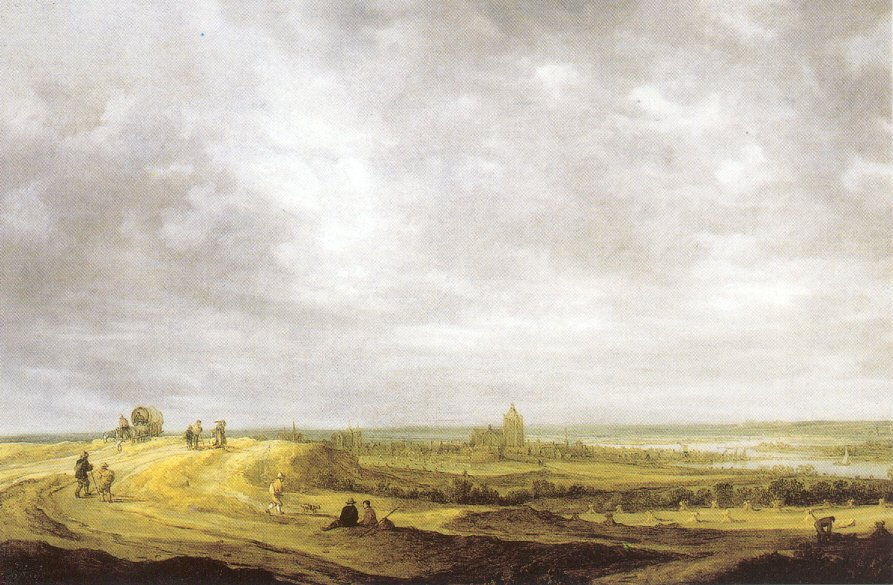
Pohled na Arnhem, 1641
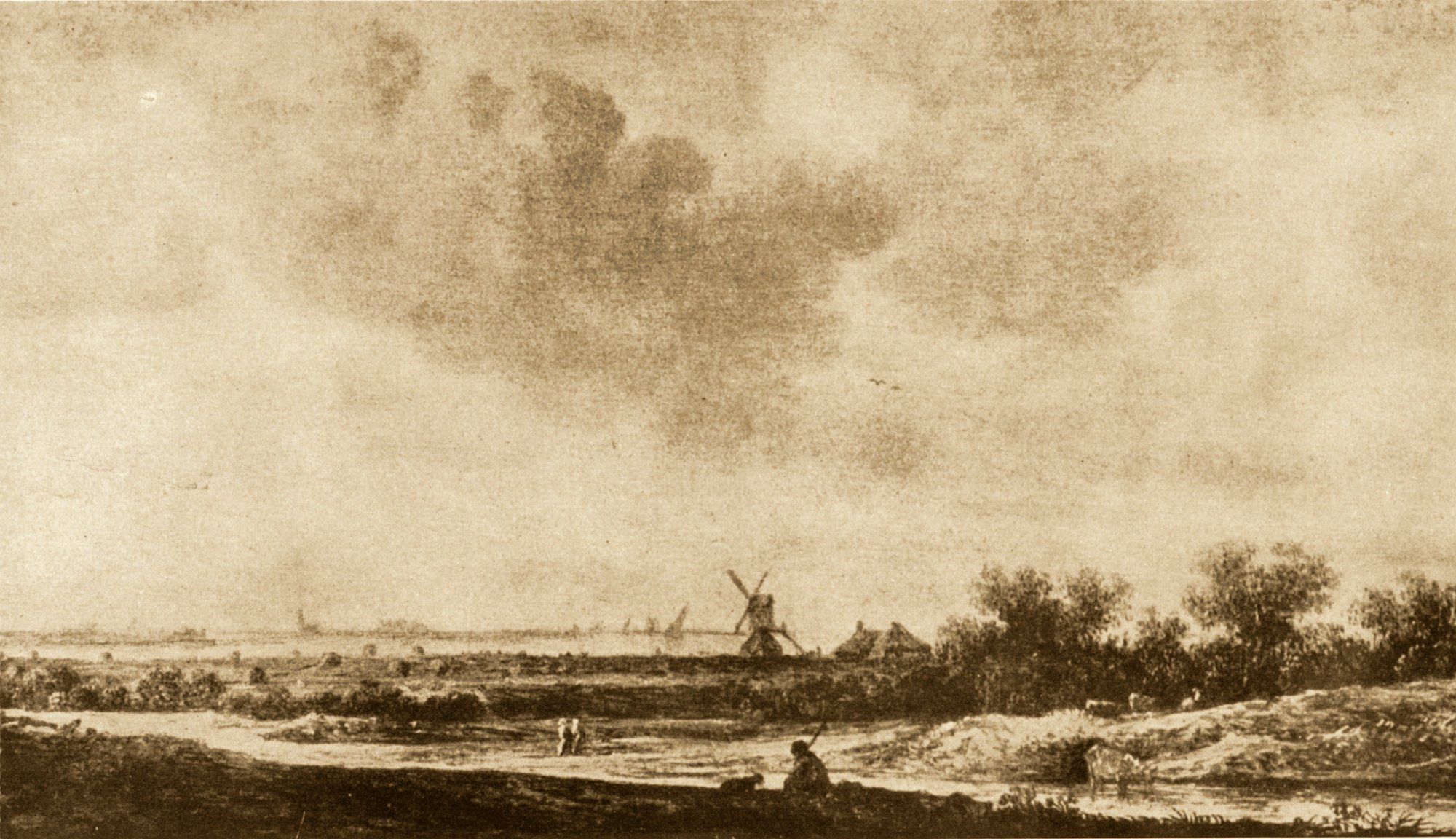
Dálka, 1641
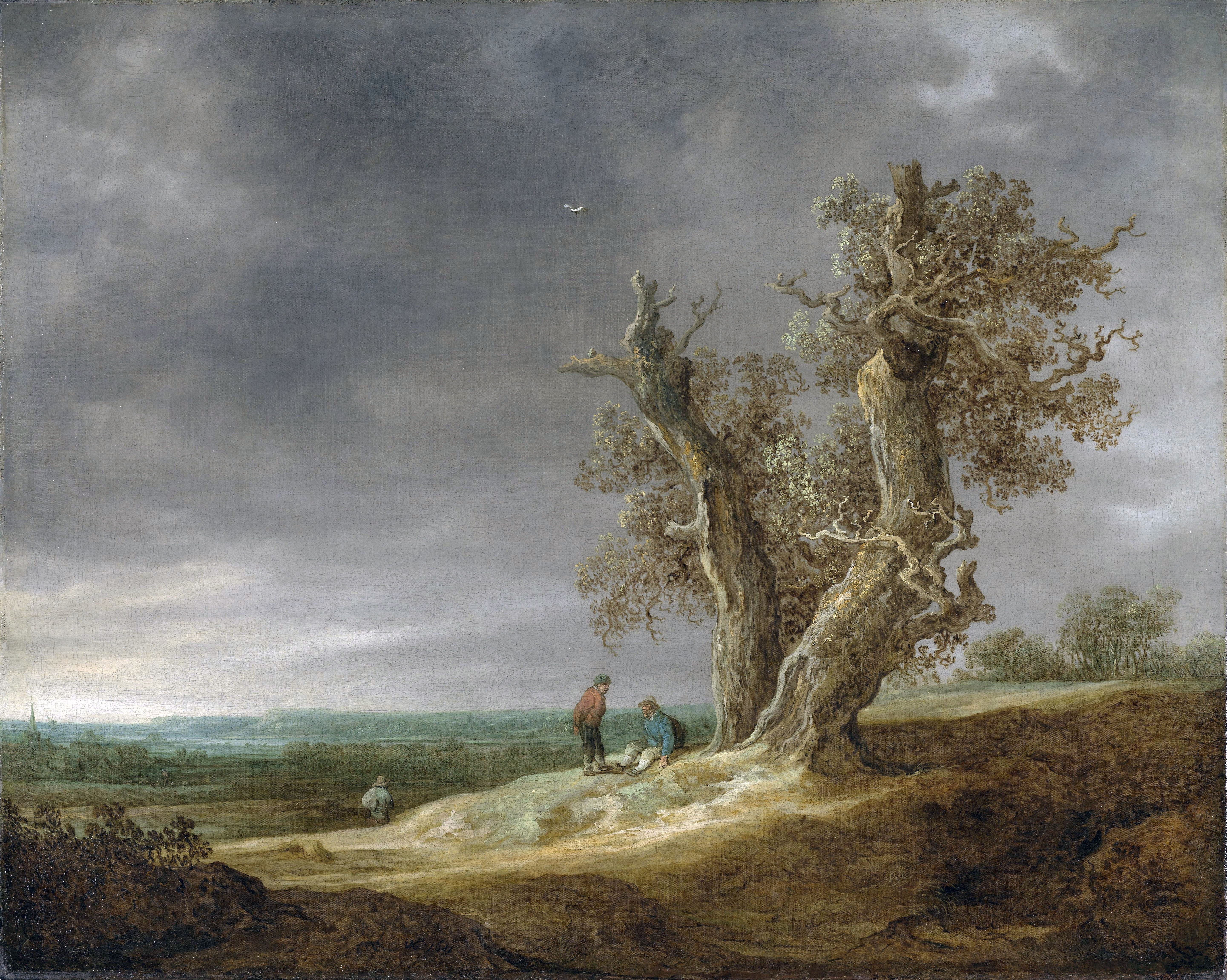
Krajina s dvěma duby, 1641
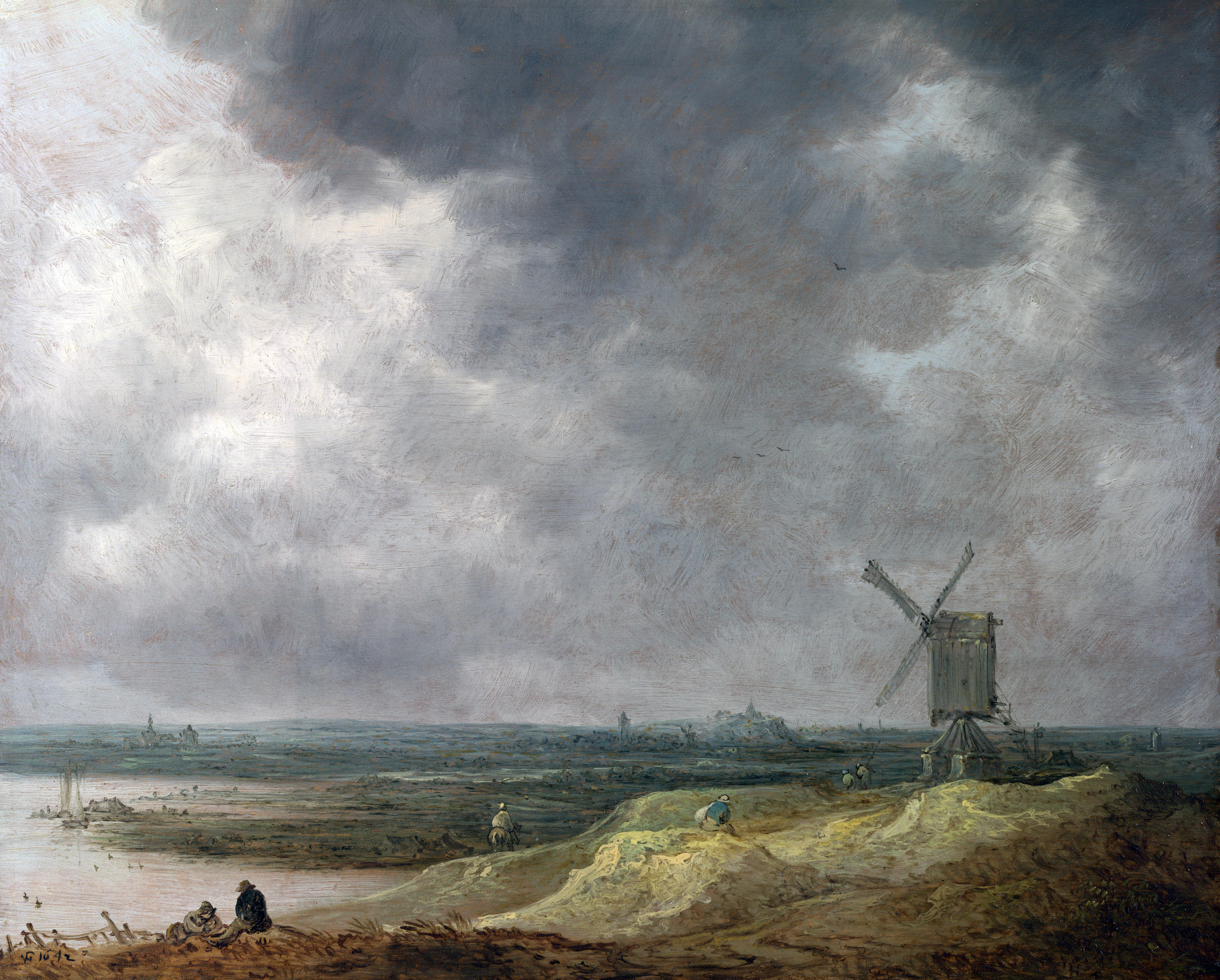
Větrný mlýn na břehu řeky, 1642

Rozbouřené moře (po roce 1641)

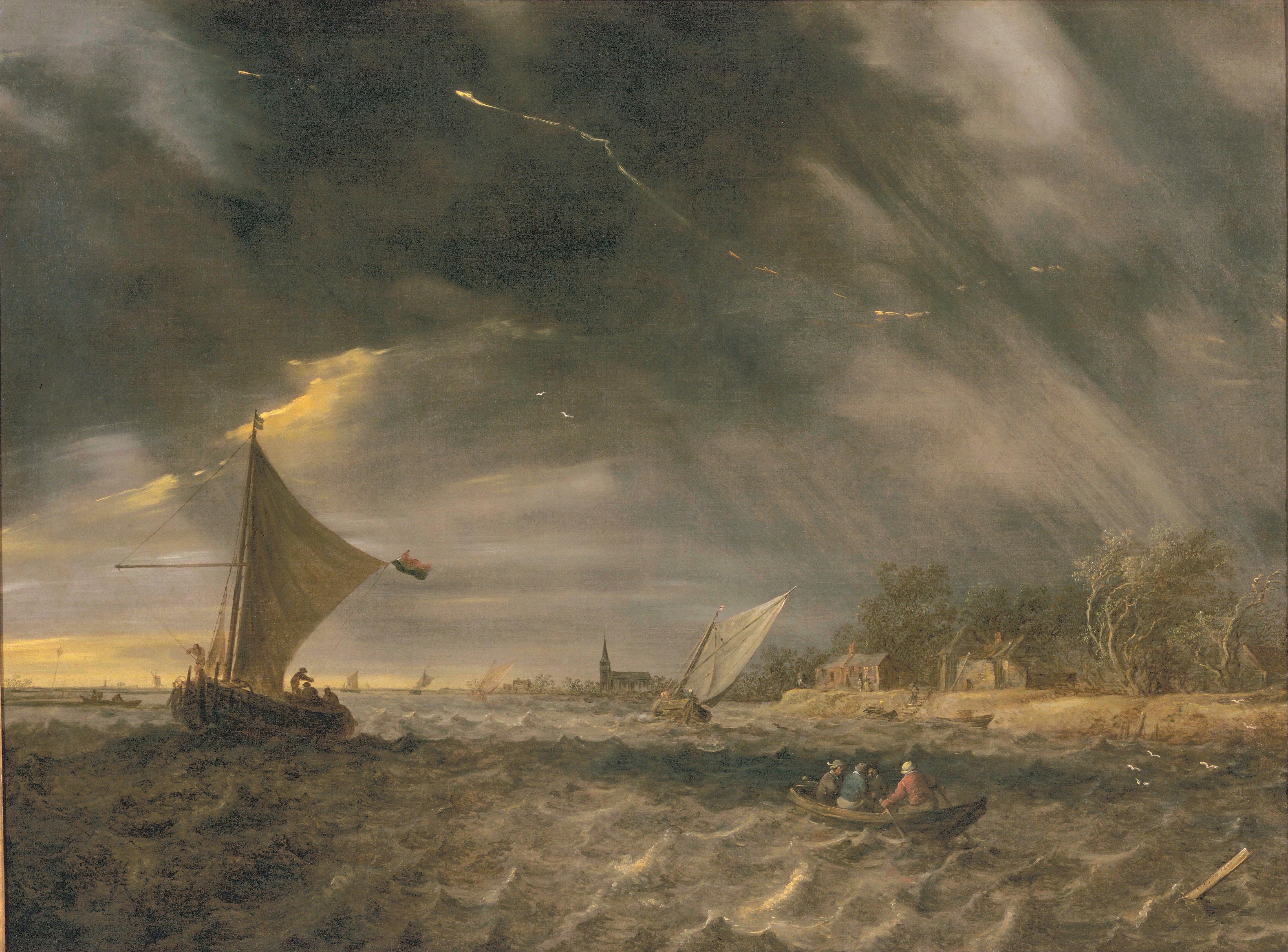
Bouře, 1641
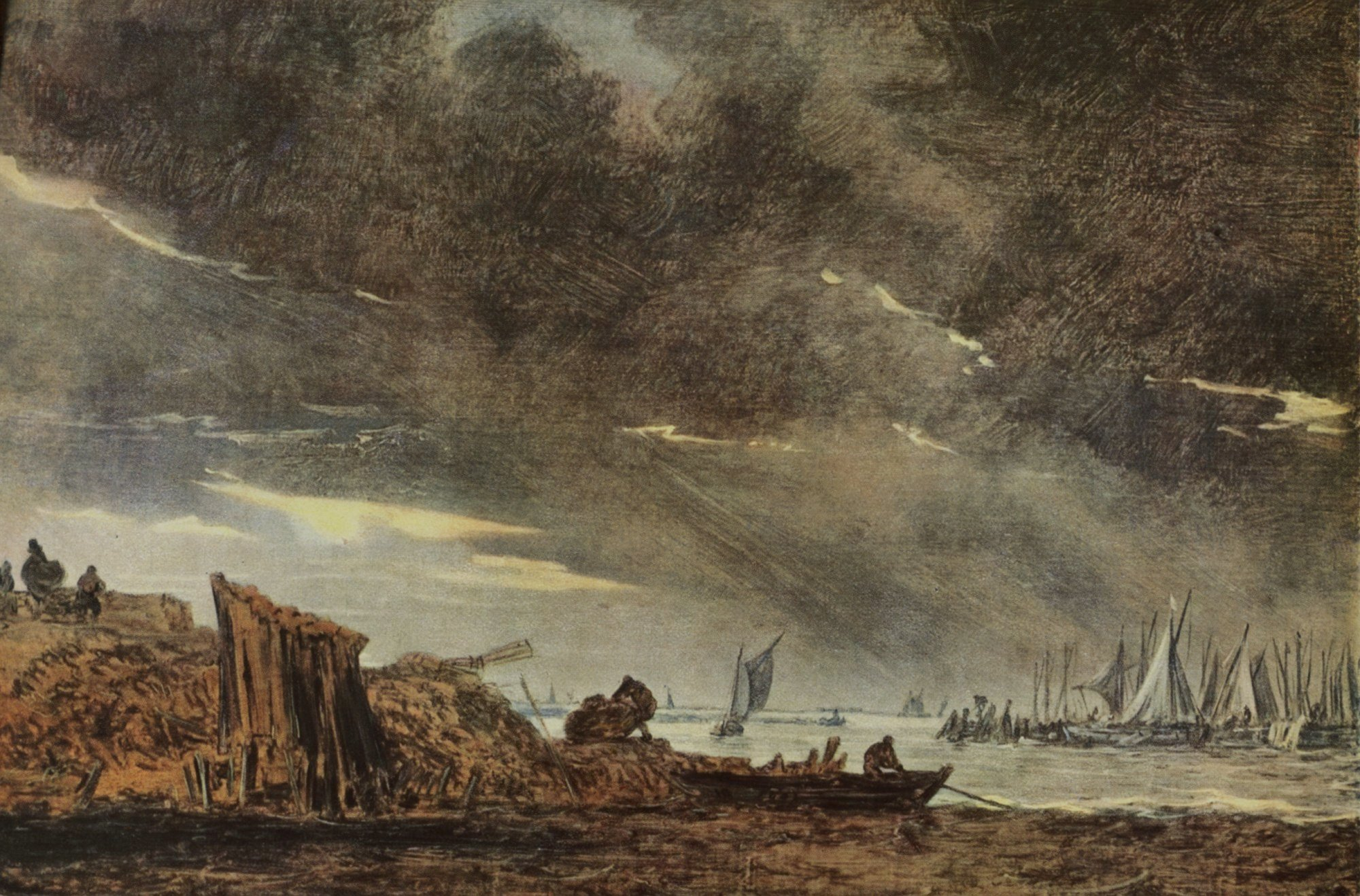
Za bouře, 1642
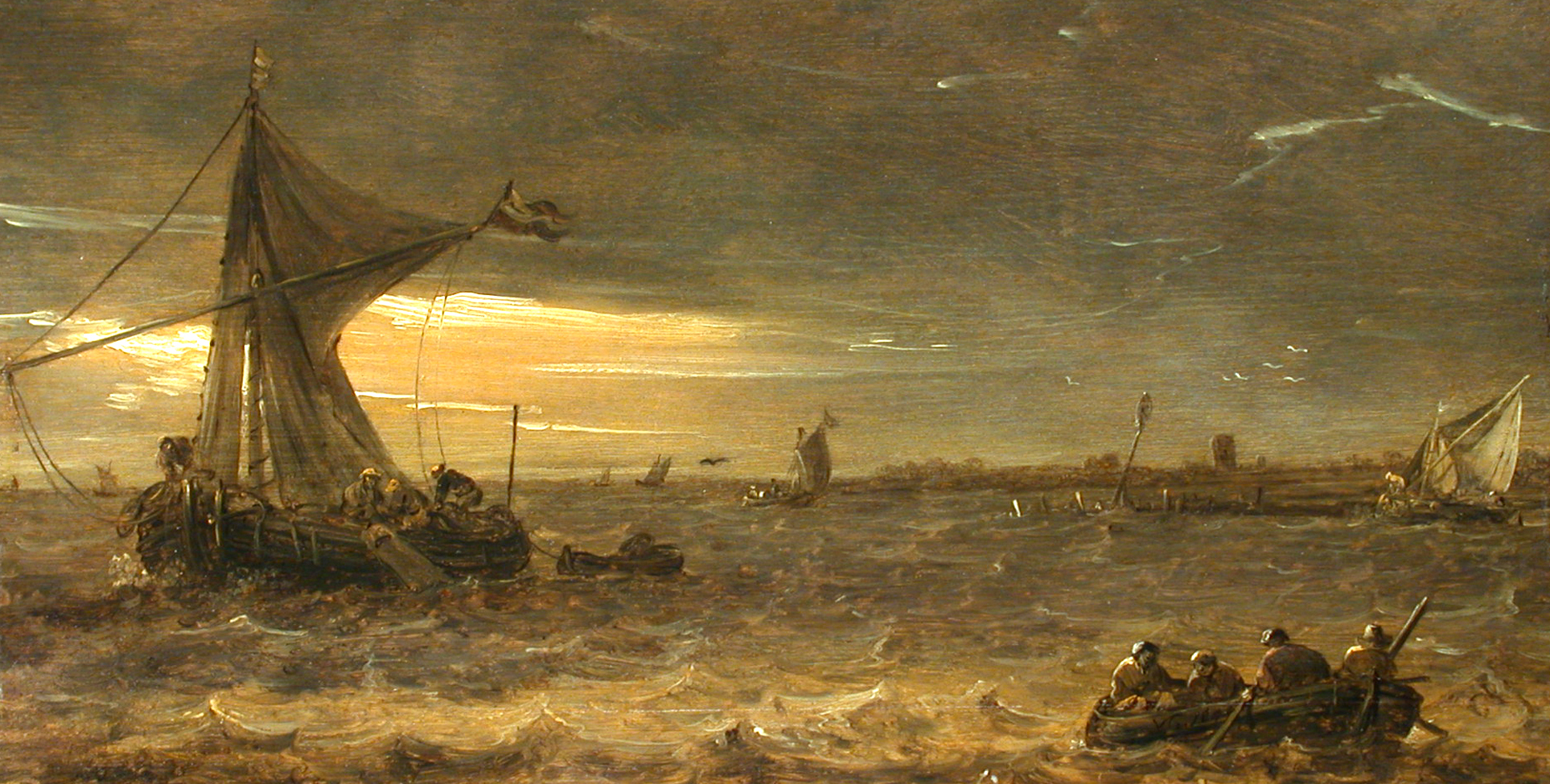
Rybářské lodě za bouře, kolem 1644
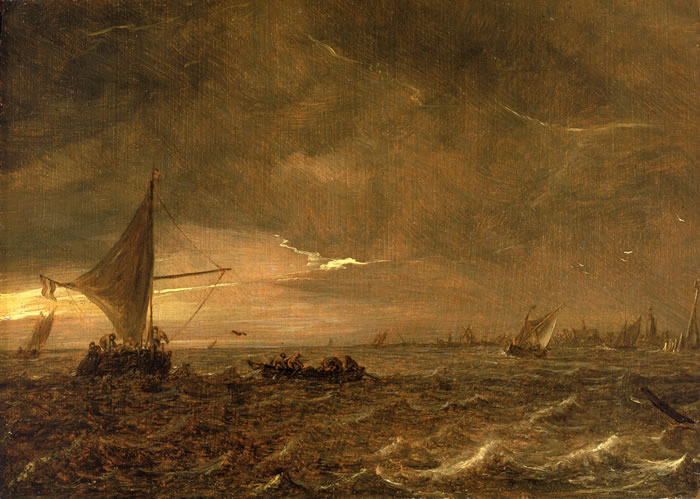
Rybářské lodě v ústí řeky, kolem 1644
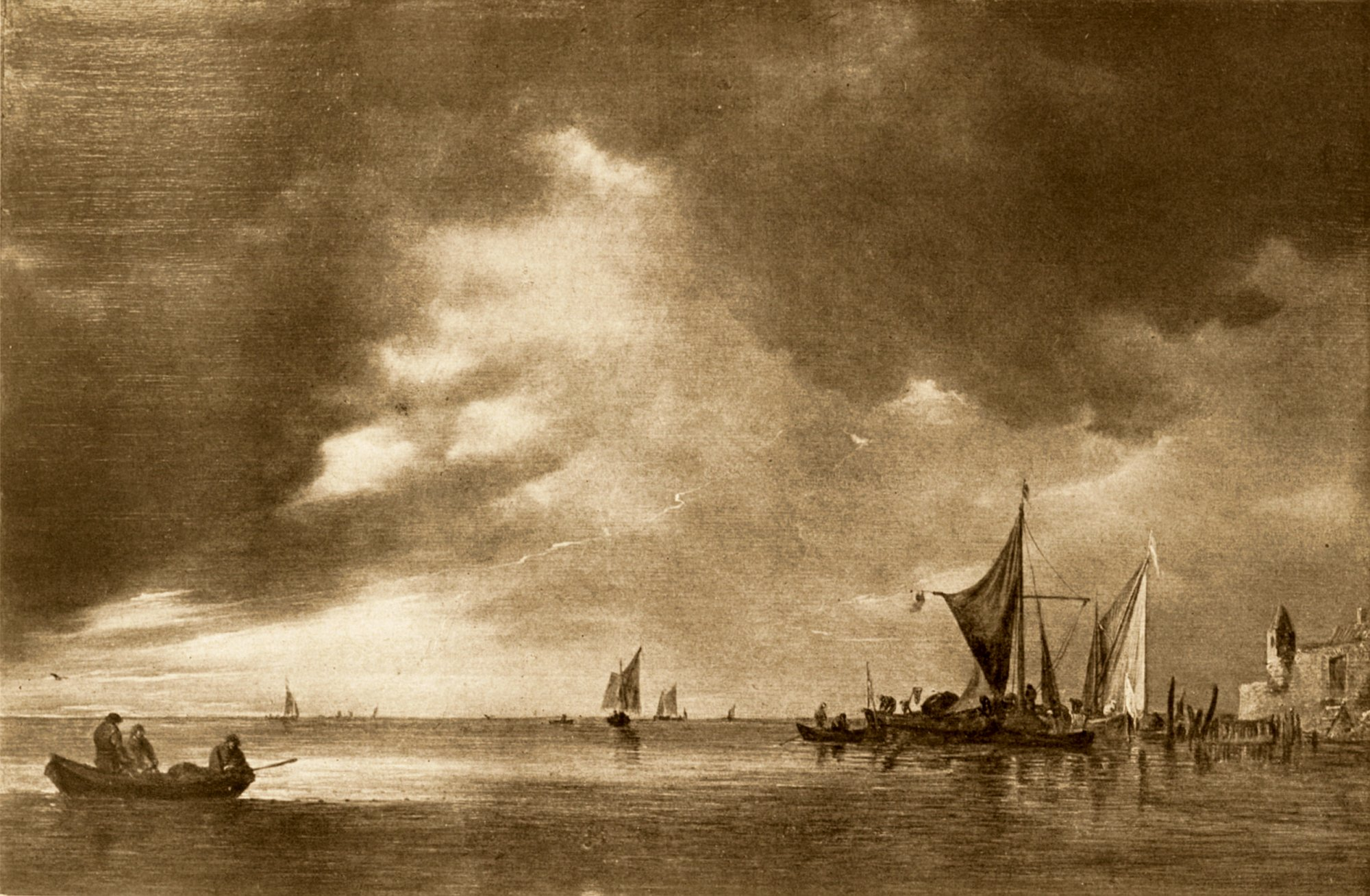
Rybáři stahují sítě před bouří, kolem 1644

Pohledy na města (po roce 1643)

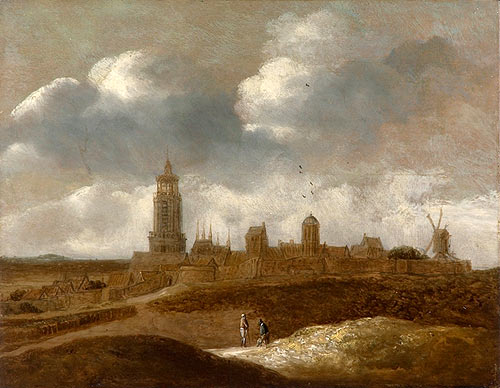
Pohled na Cvikov, asi 1635
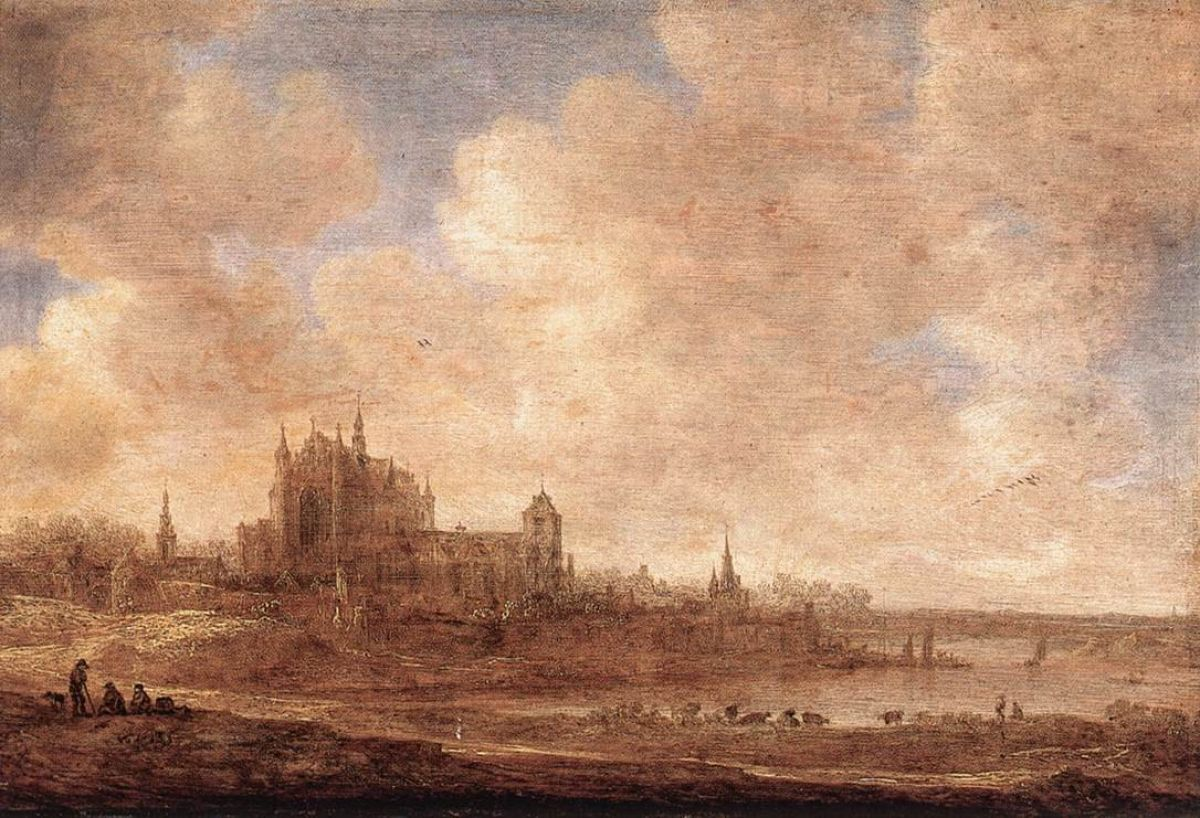
Pohled na Leiden, 1643
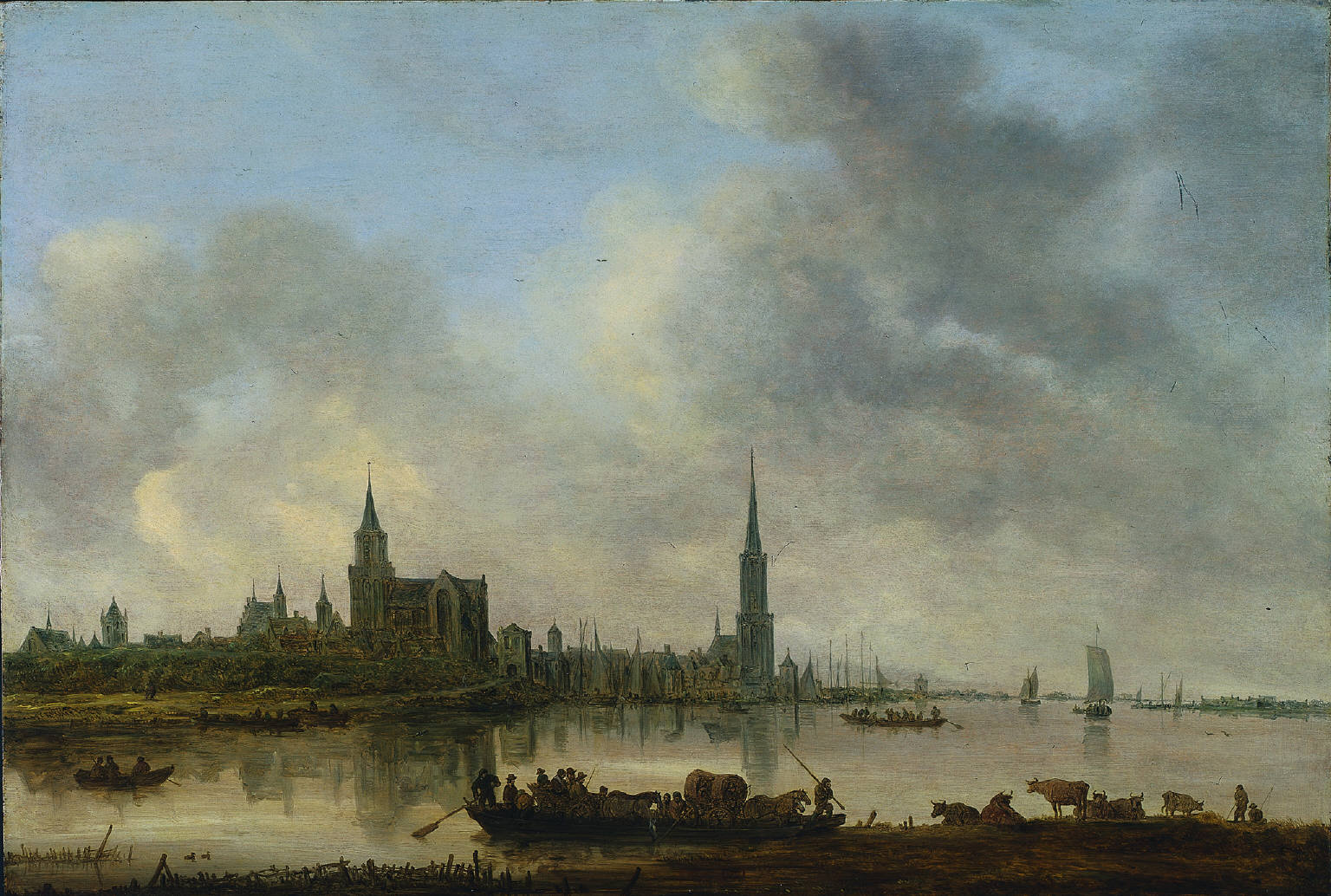
Pohled na Emmerich, 1645
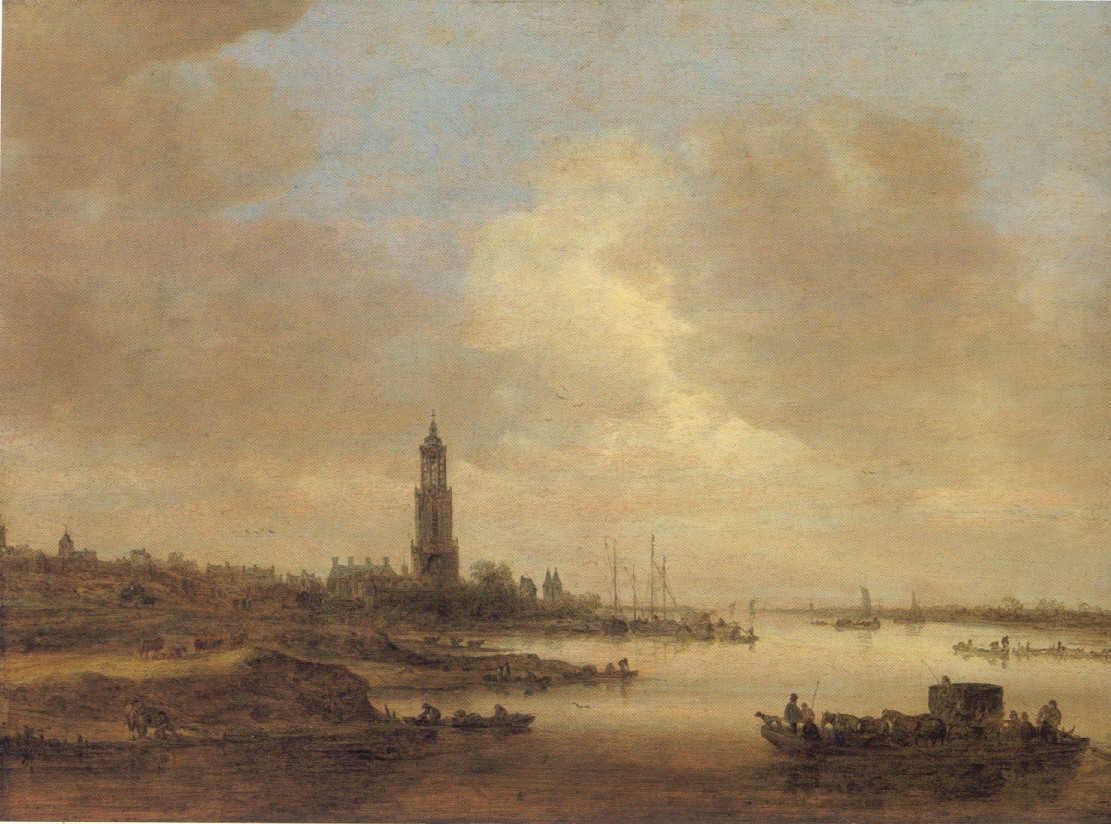
Pohled na Rýn, 1648

Zimní krajiny (po roce 1643)

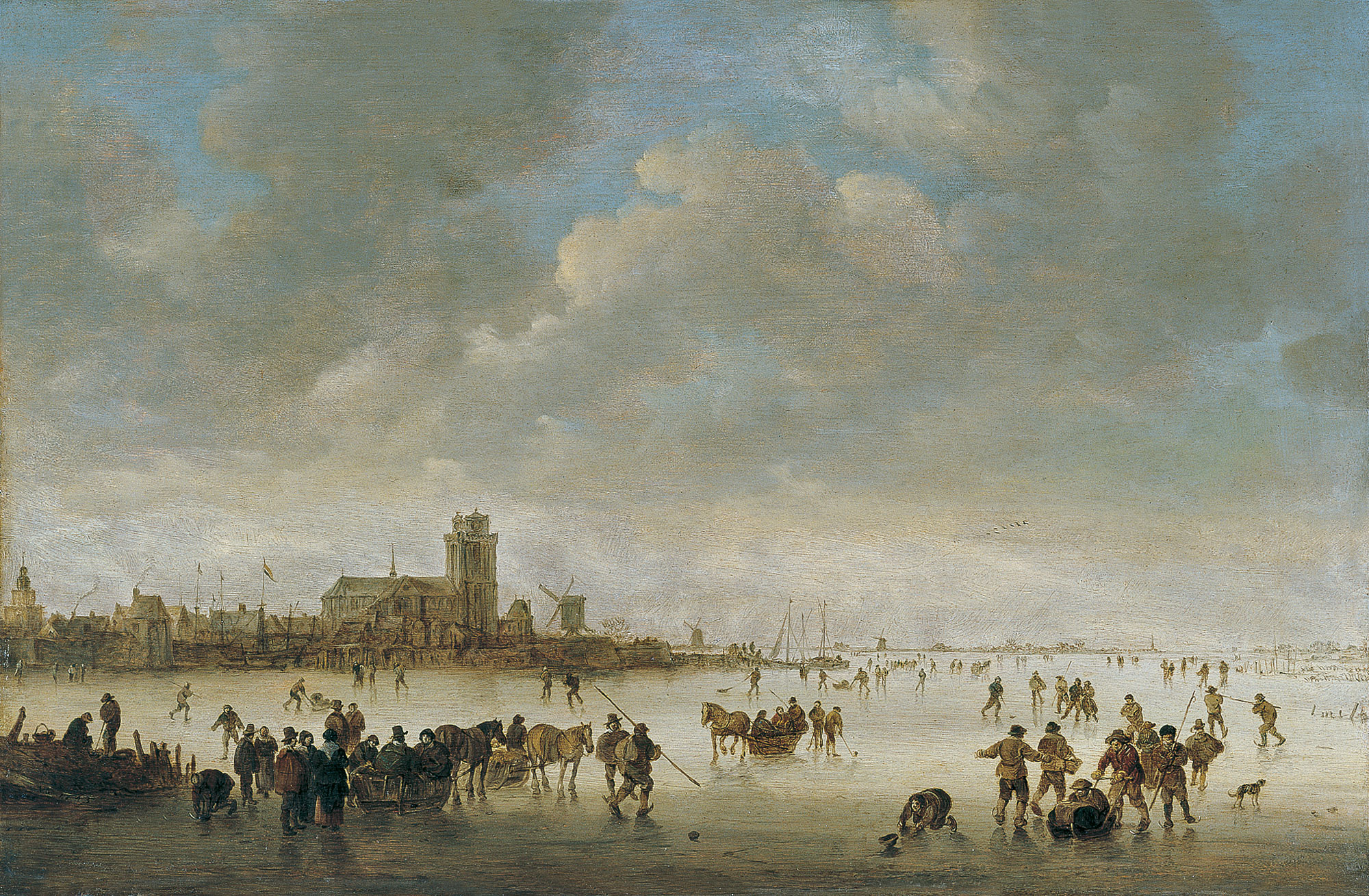
Zimní krajina s postavami na ledu, 1643
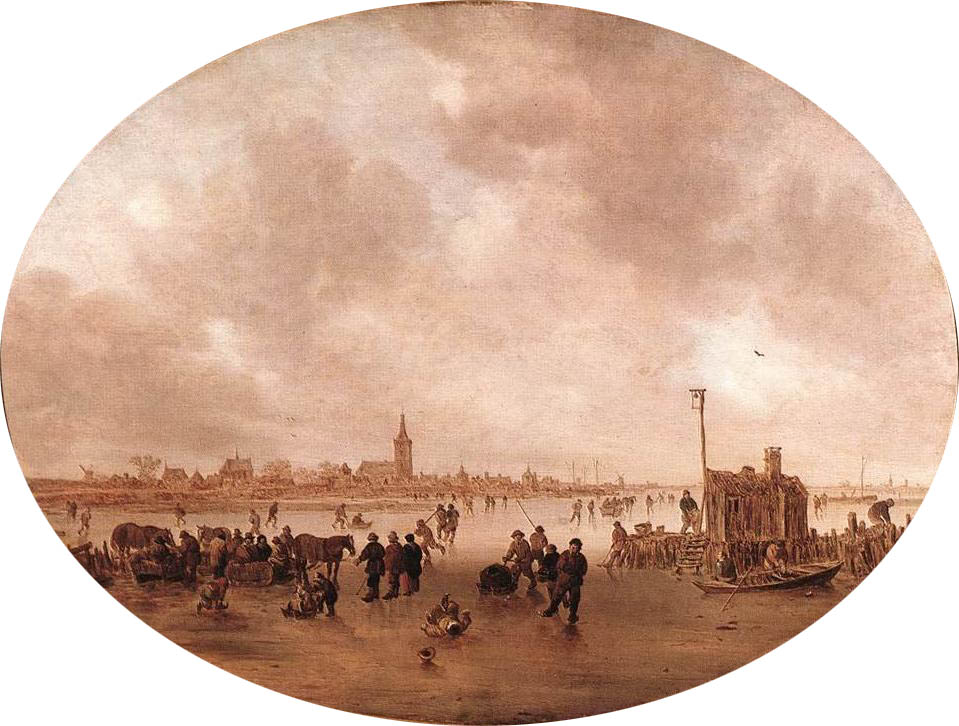
Zima na řece, 1643
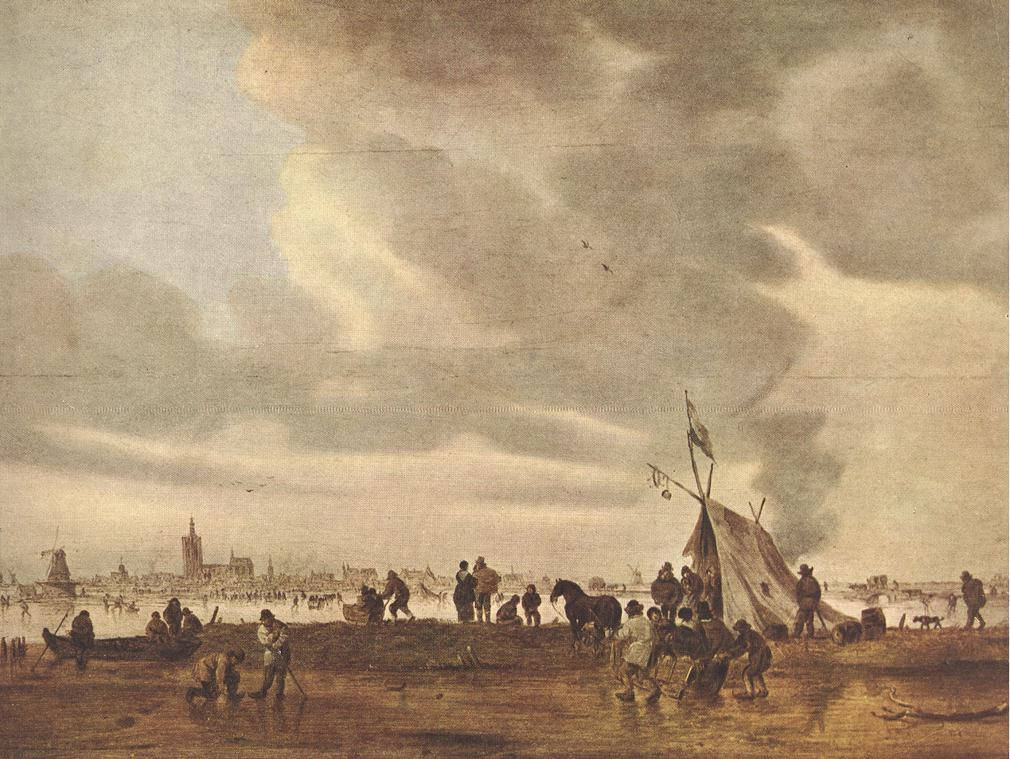
Pohled na řeku v zimě, 1645

Pohledy na Dordrecht (po roce 1644)

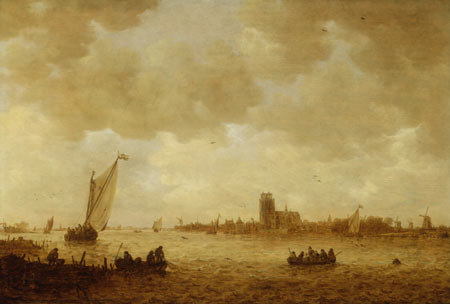
Pohled na Dordrecht, 1644
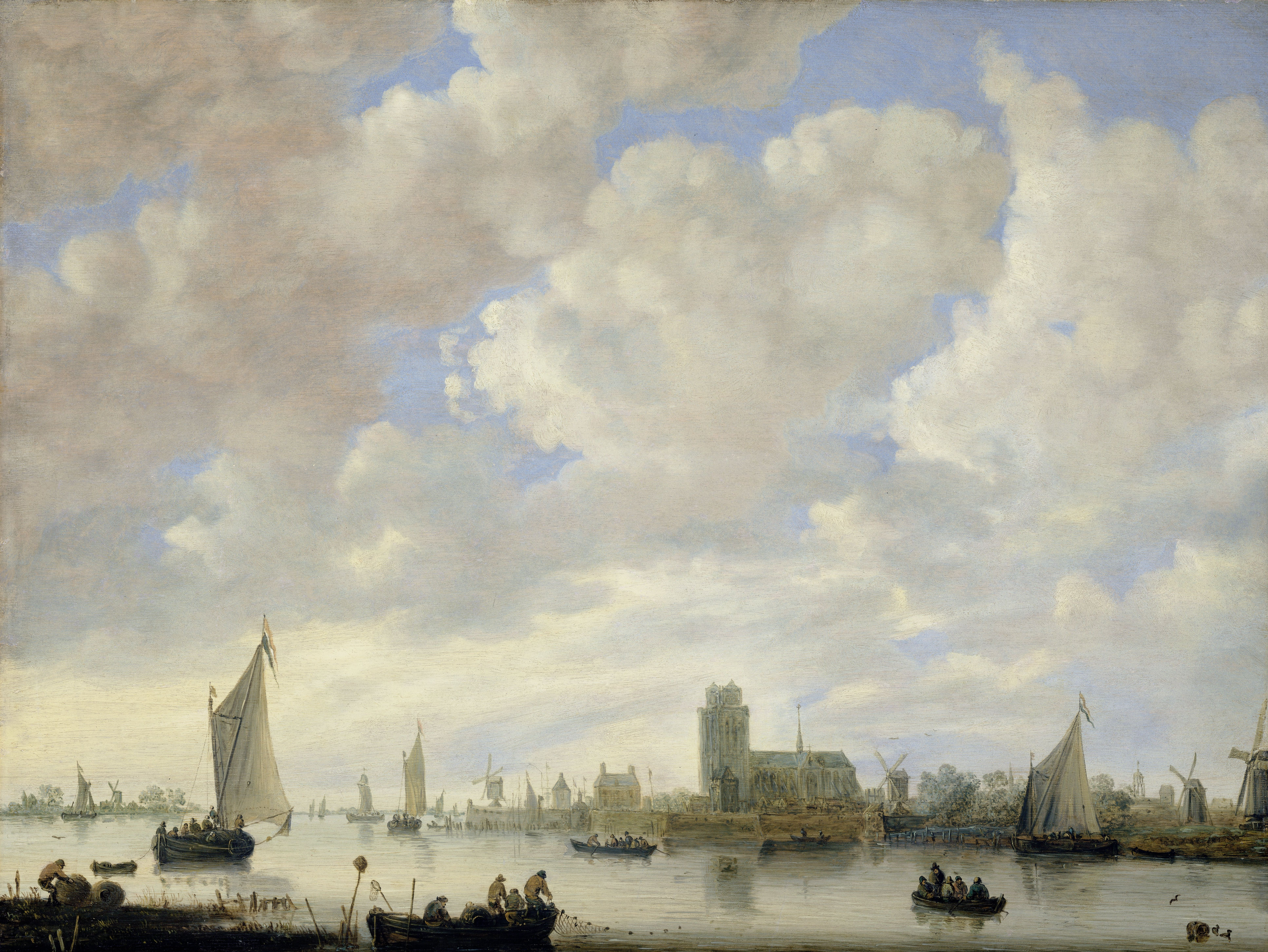
Pohled na Mořskou zátoku u Dordrechtu, kolem 1645
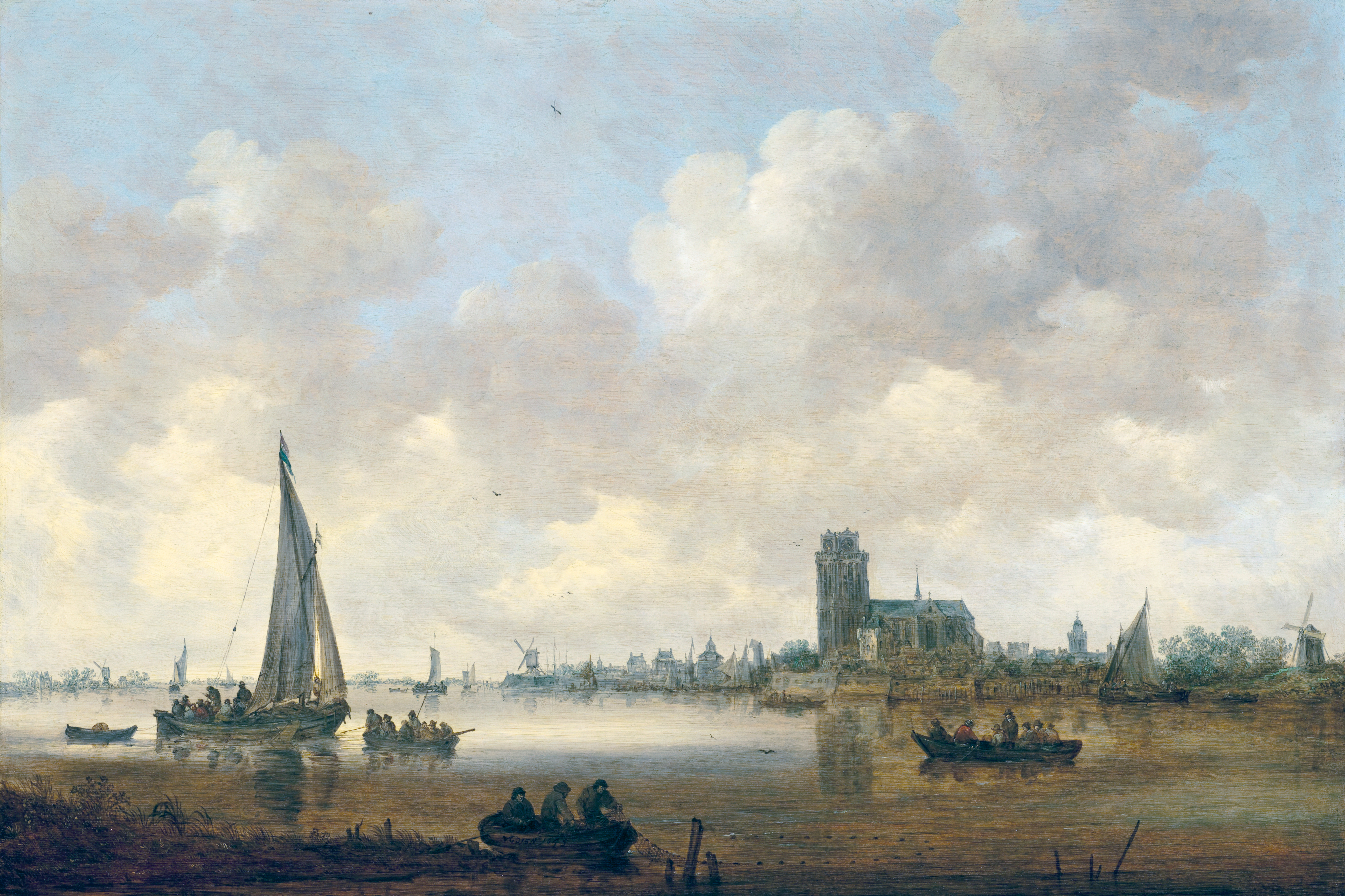
Pohled na Dordrecht, 1645
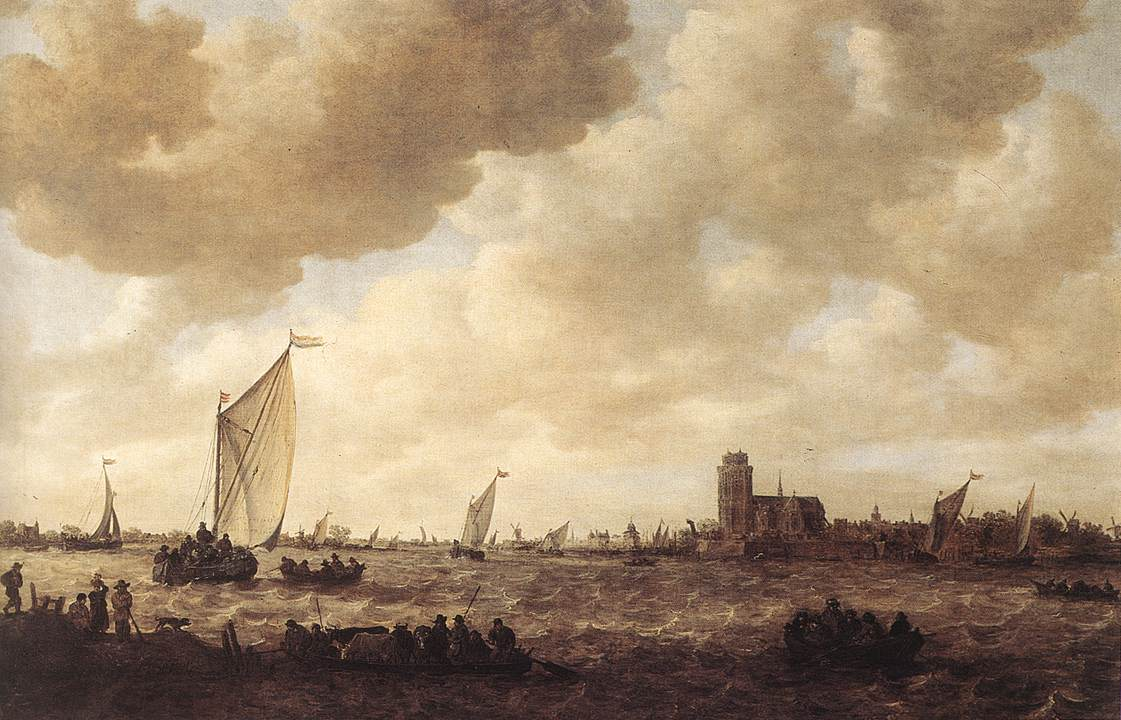
Pohled na Dordrecht, 1644-53
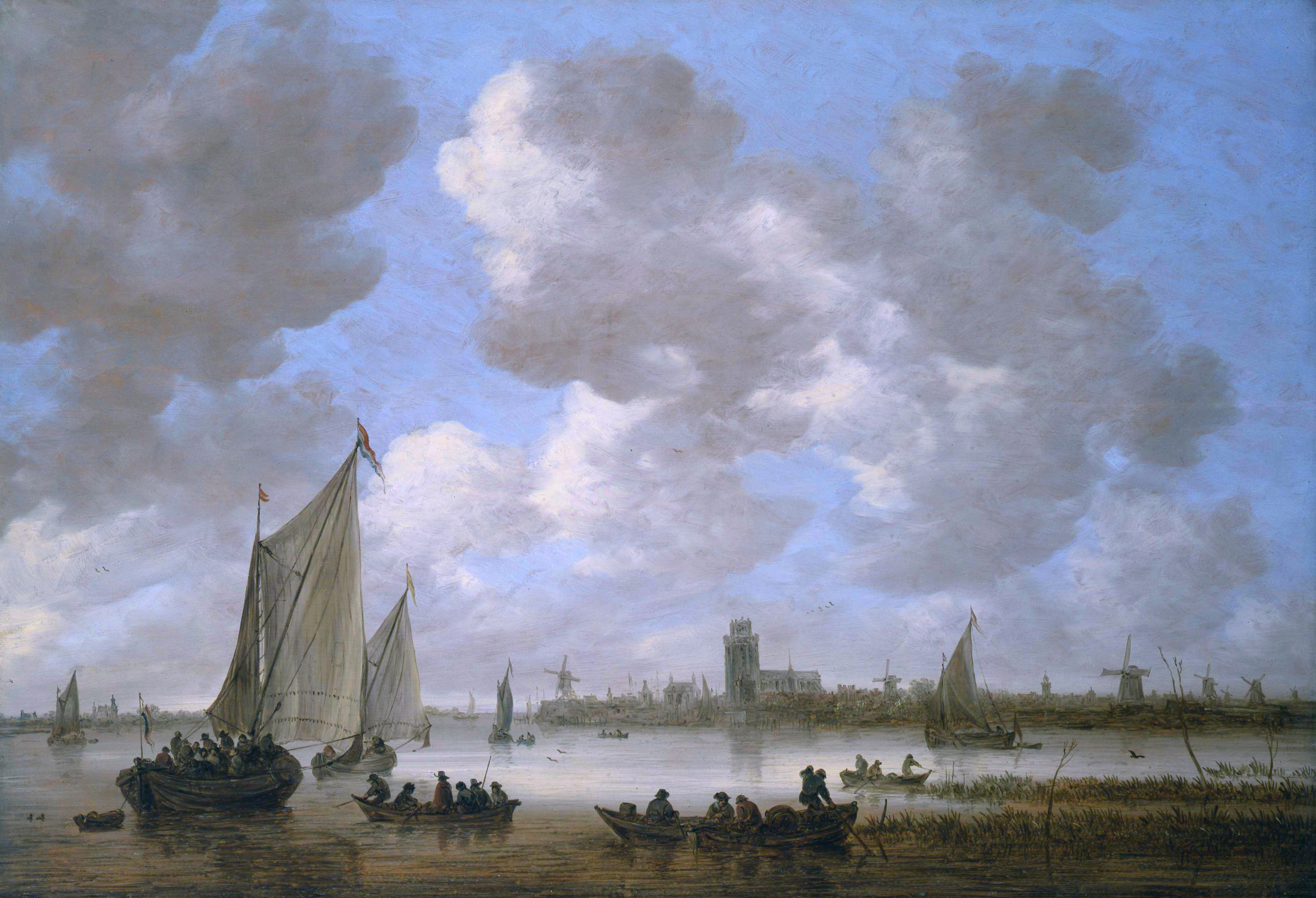
Pohled na Dordrecht, 1651

Rybářské lodě na laguně (po roce 1648)

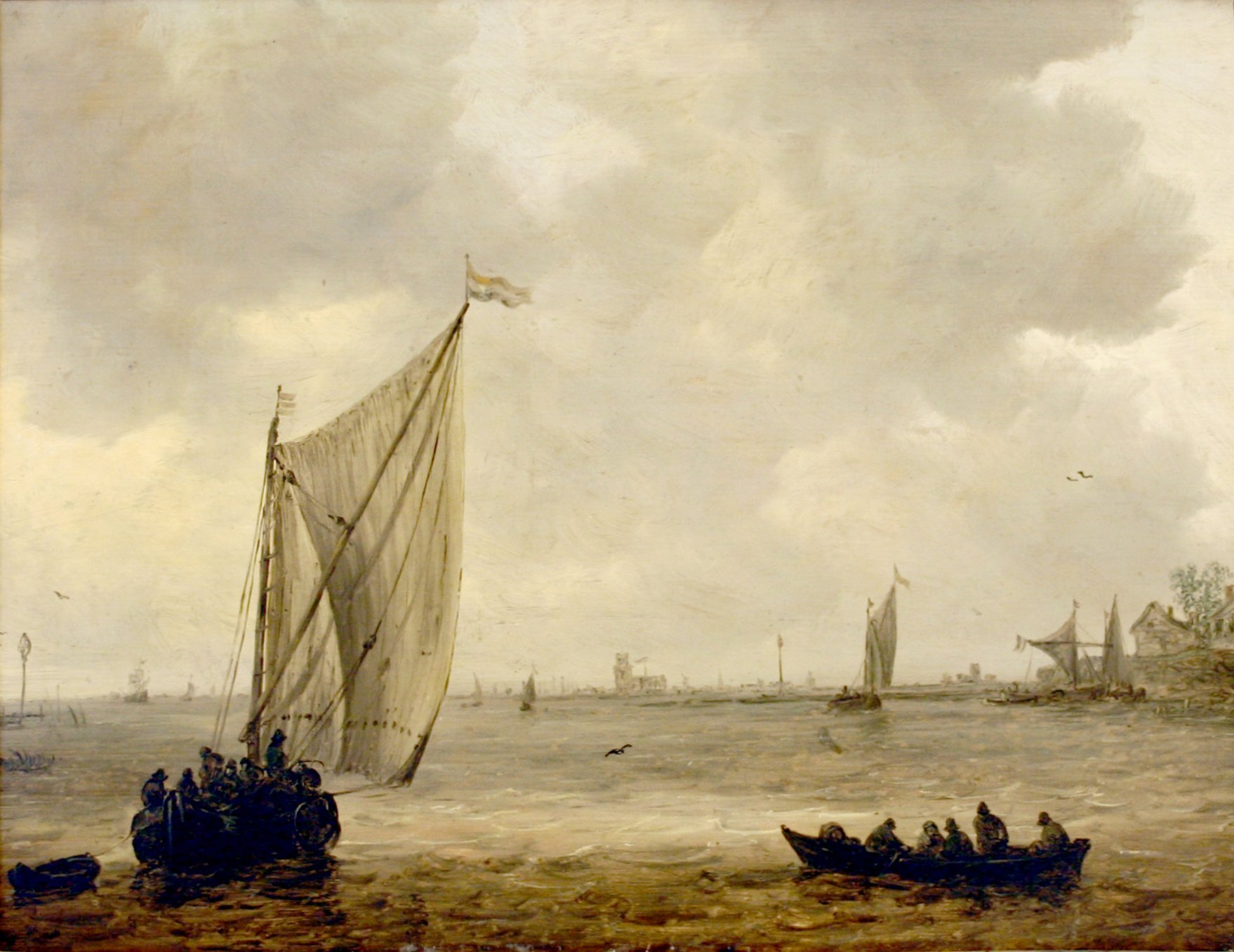
Pohled na Dordrecht, 1648
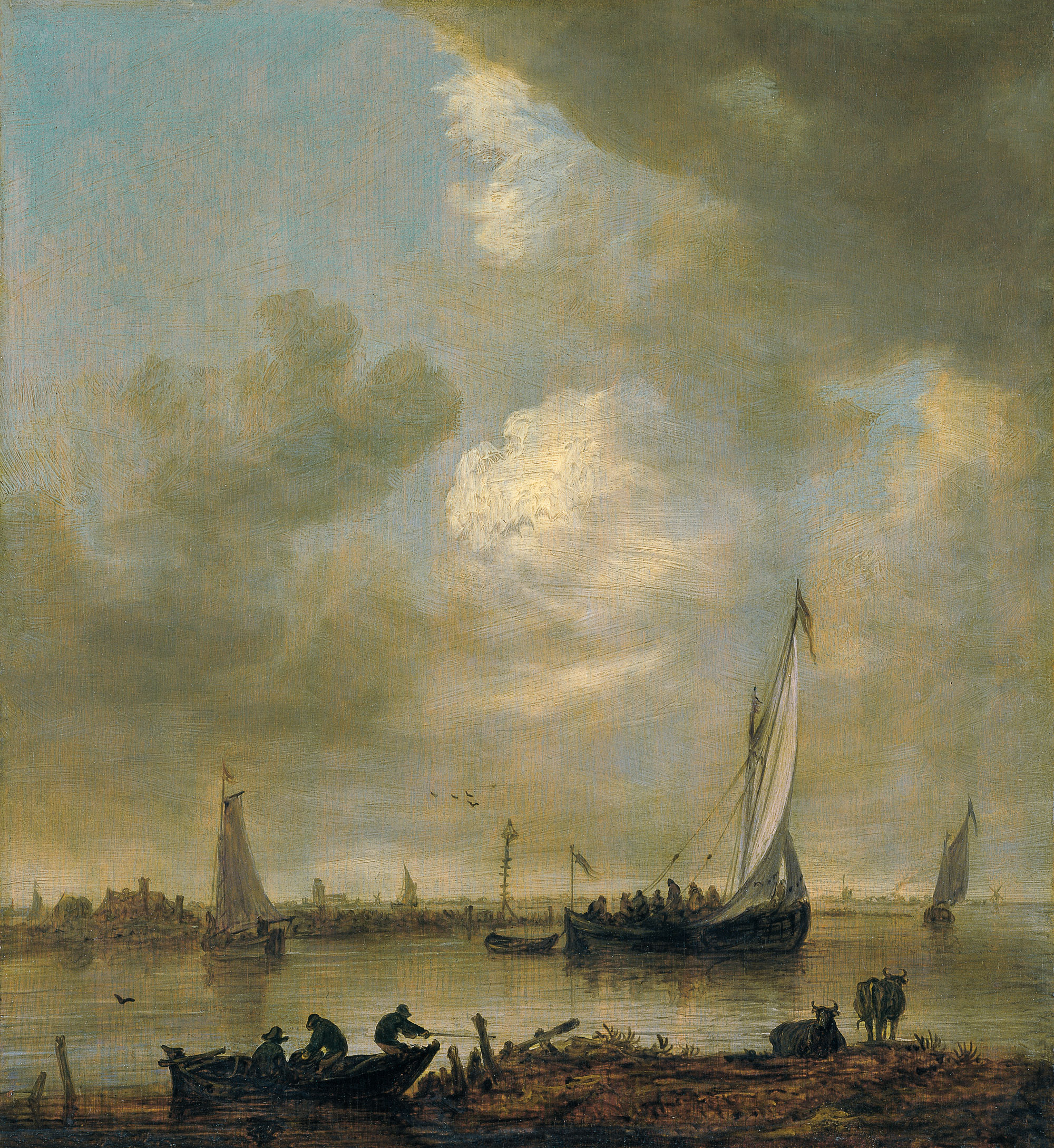
Říční krajina s rybářskými loděmi, 1651
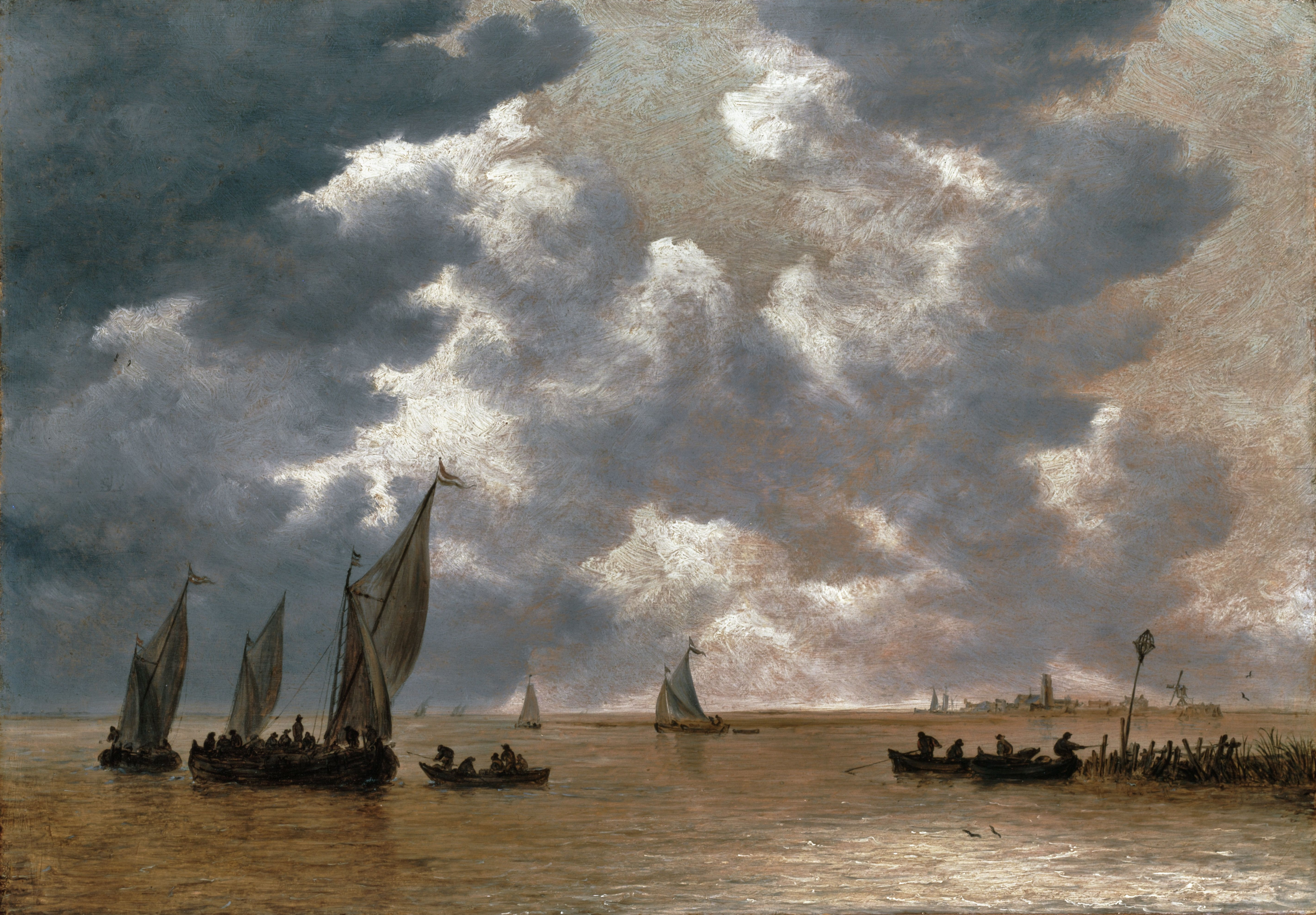
Lodě v ústí řeky, 1651-52
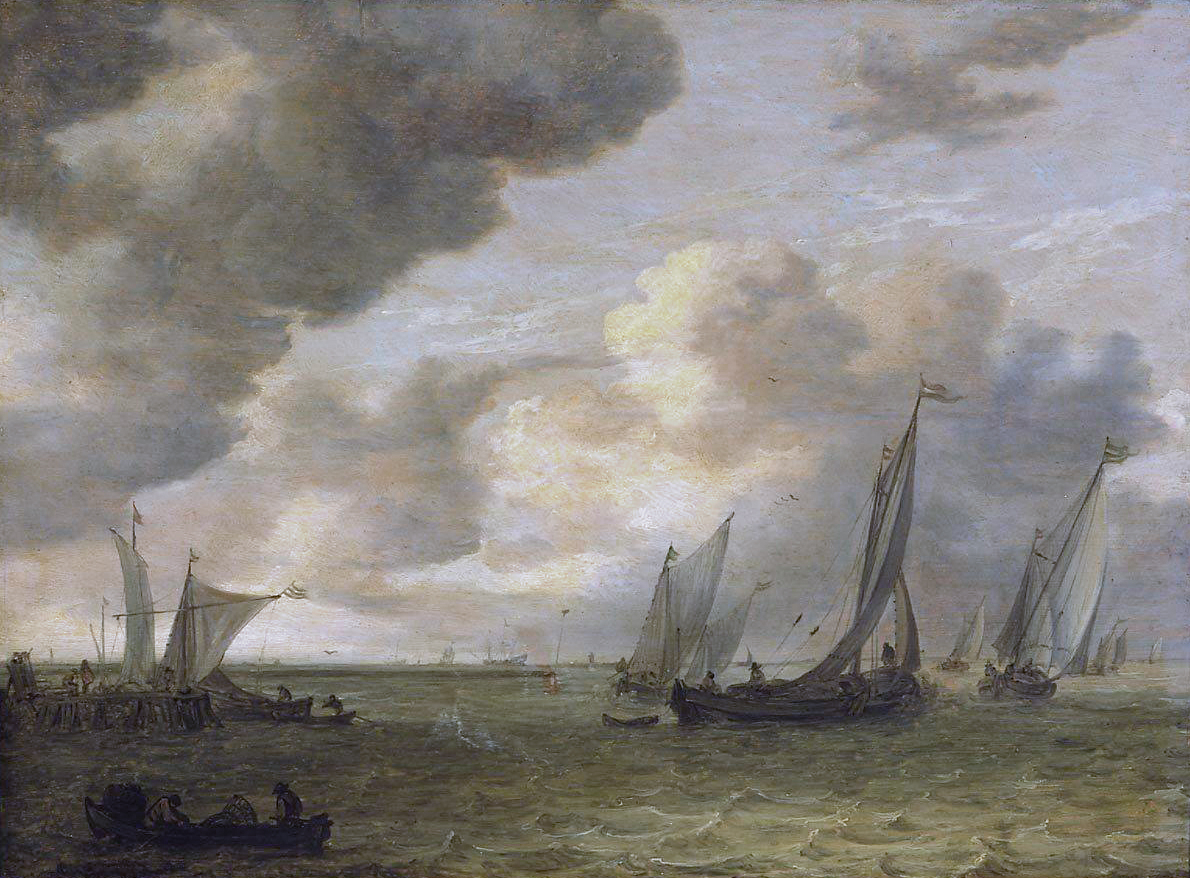
Říční krajina, 1655
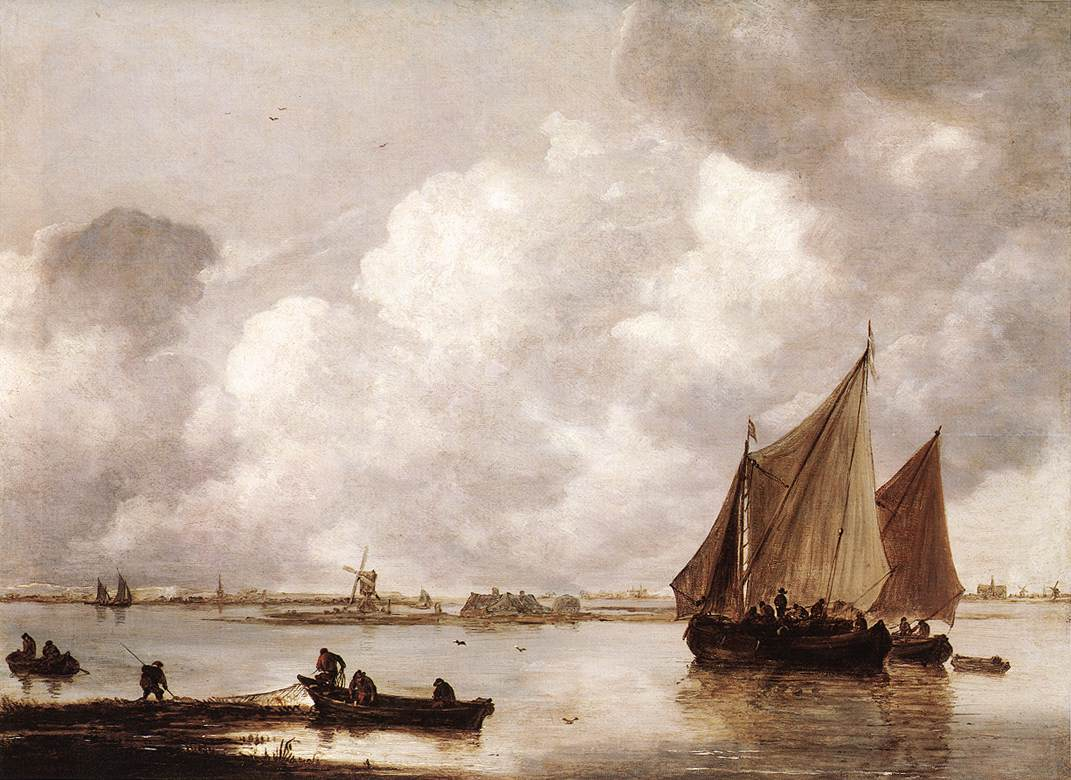
Haarlemské moře, 1656

Kresby

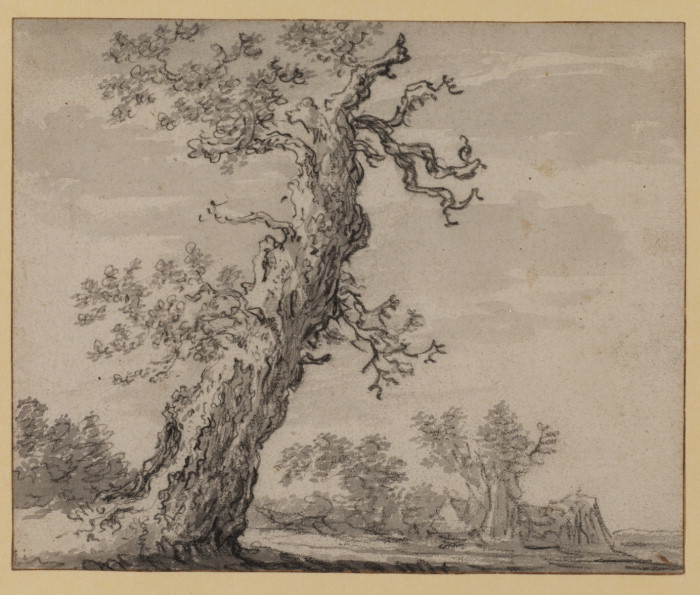
Kresba starého dubu, kolem 1640
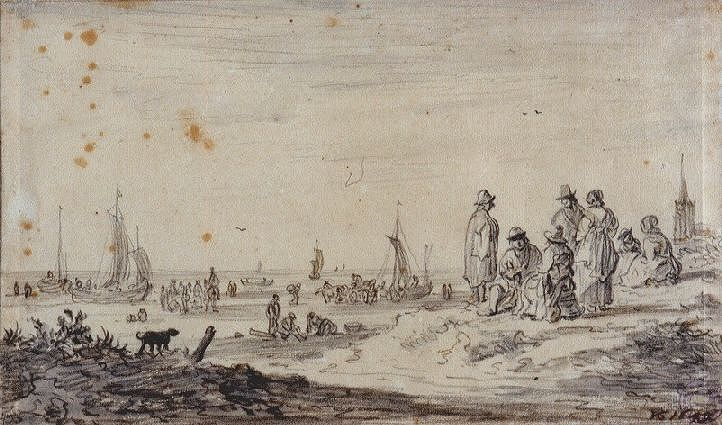
Mořský břeh (u Schweringenu ?), 1645
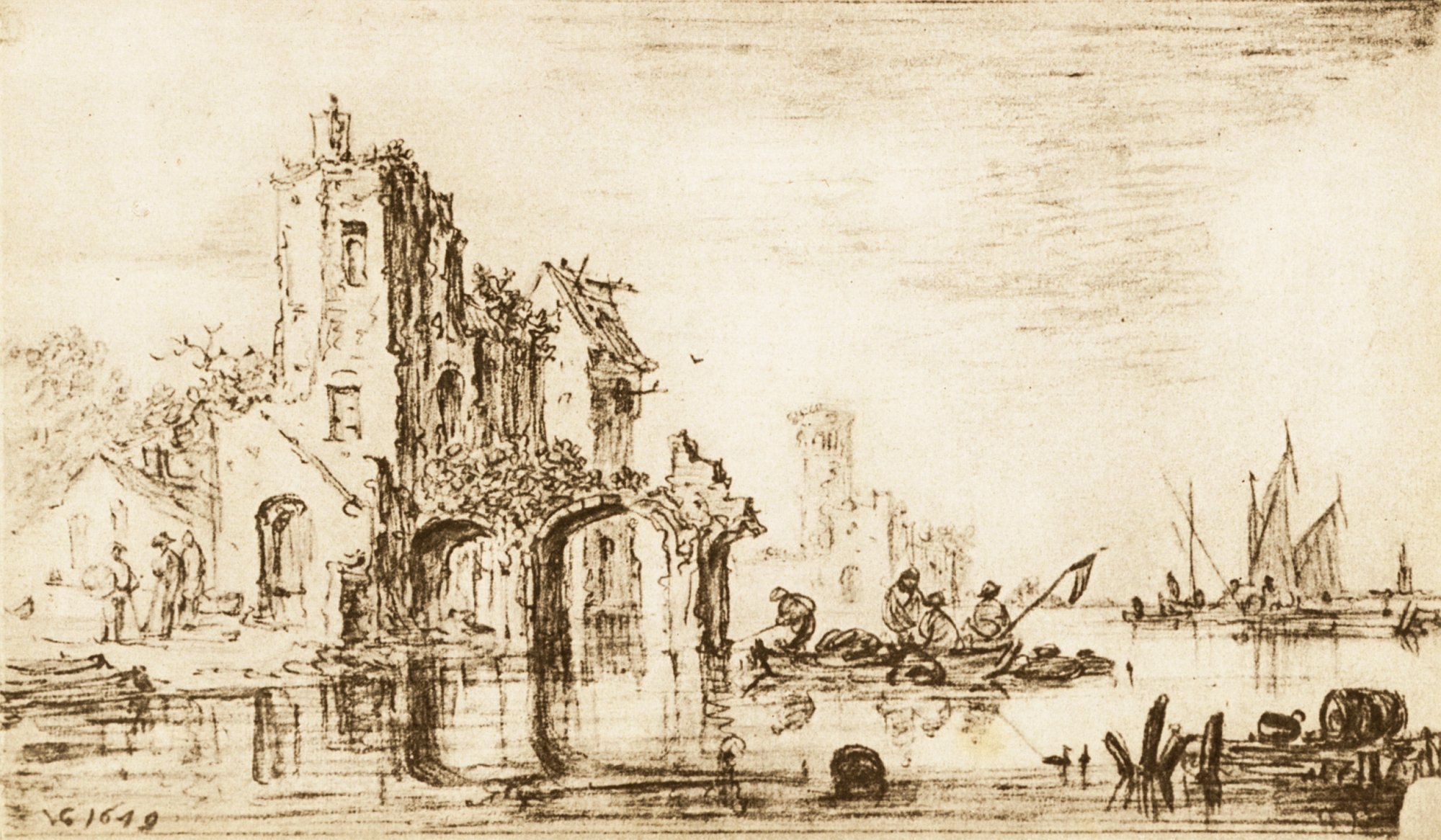
Zříceniny u vody, 1649
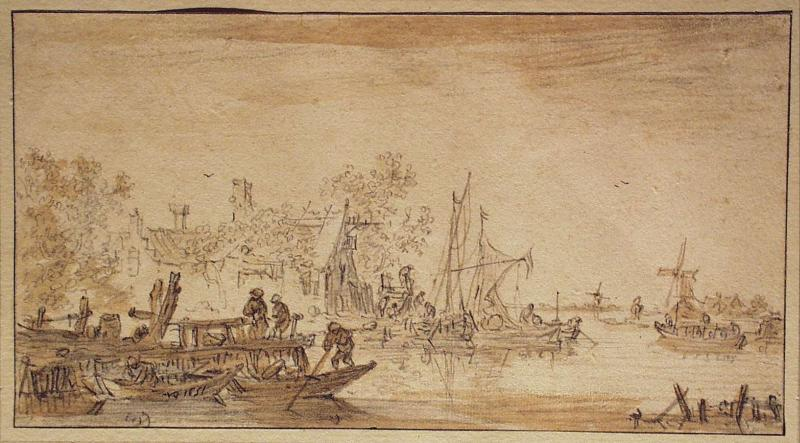
Říční krajina, 1651
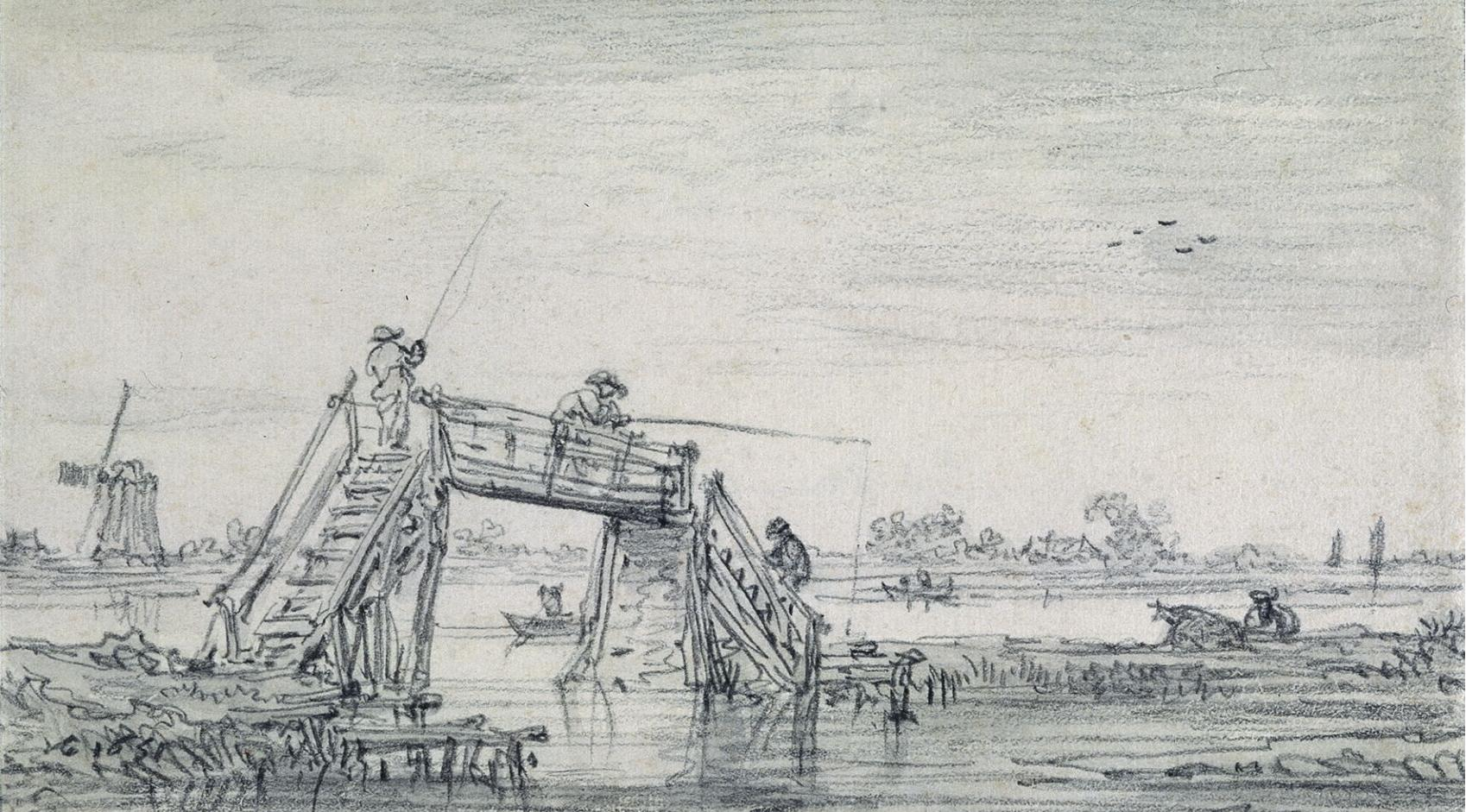
Krajina s mostkem, 1651
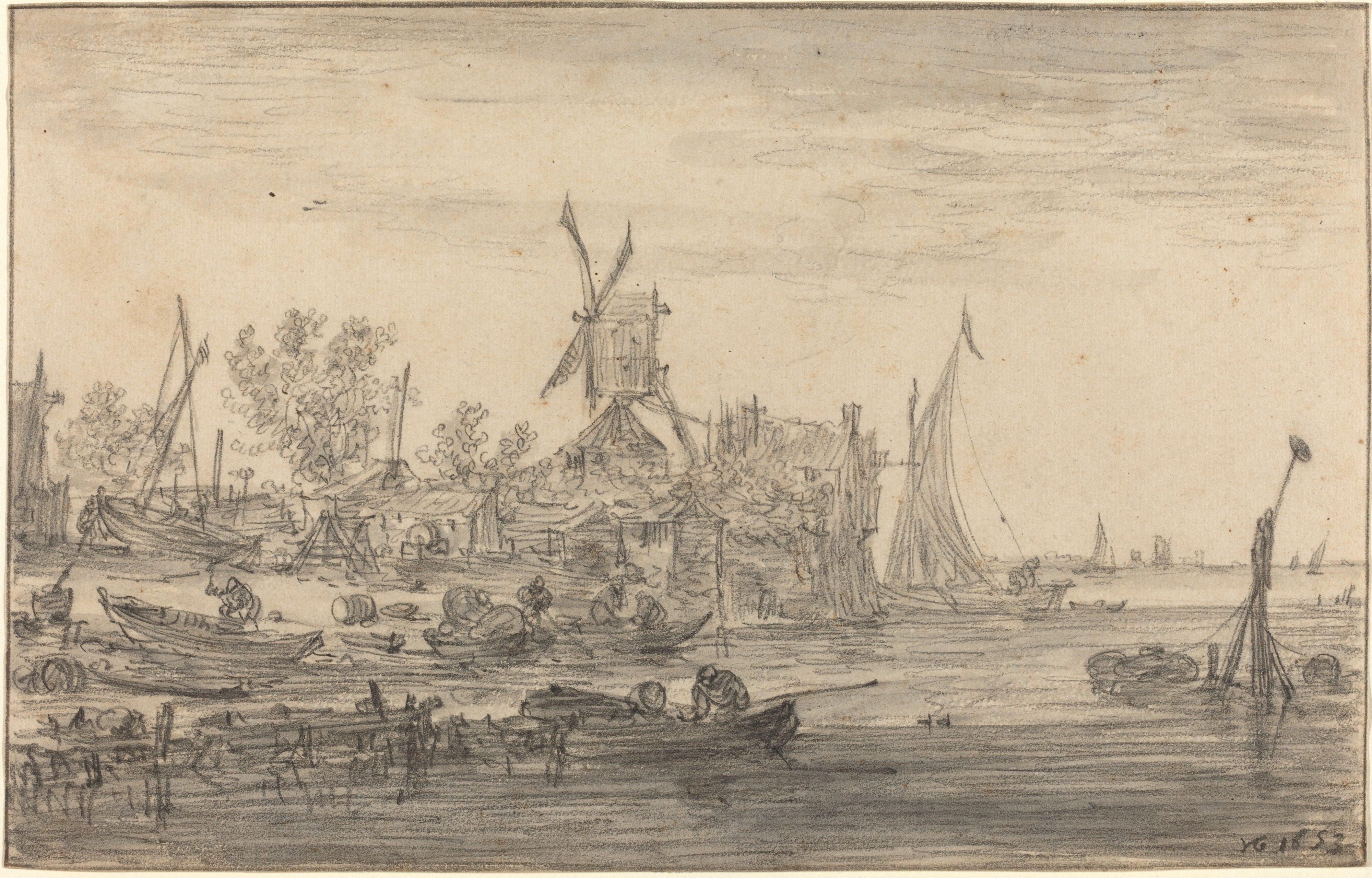
Břeh s loděmi a větrným mlýnem, 1653